# Échinodermes d'Hawaï

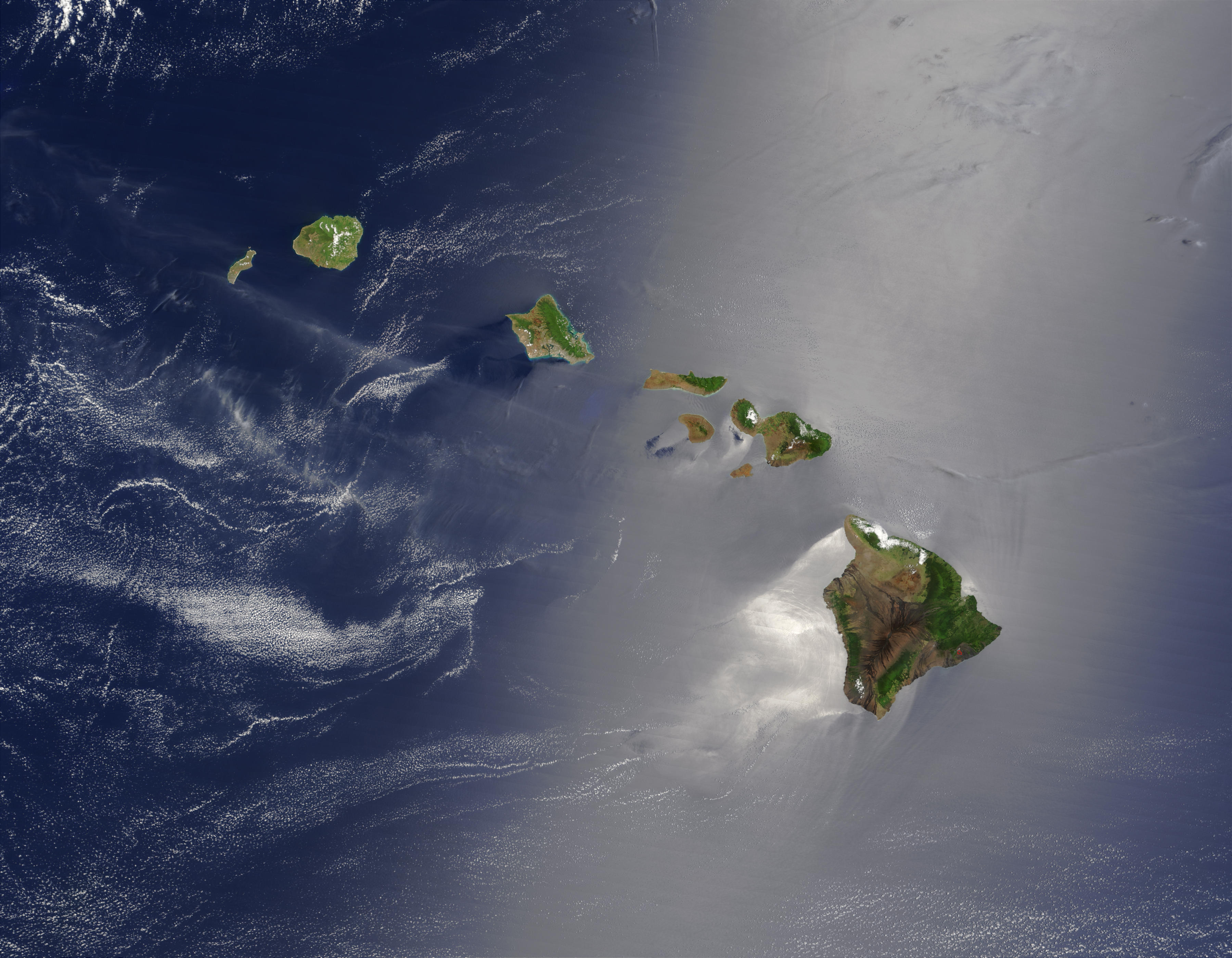
Photographie satellite de l'archipel d'Hawaï.

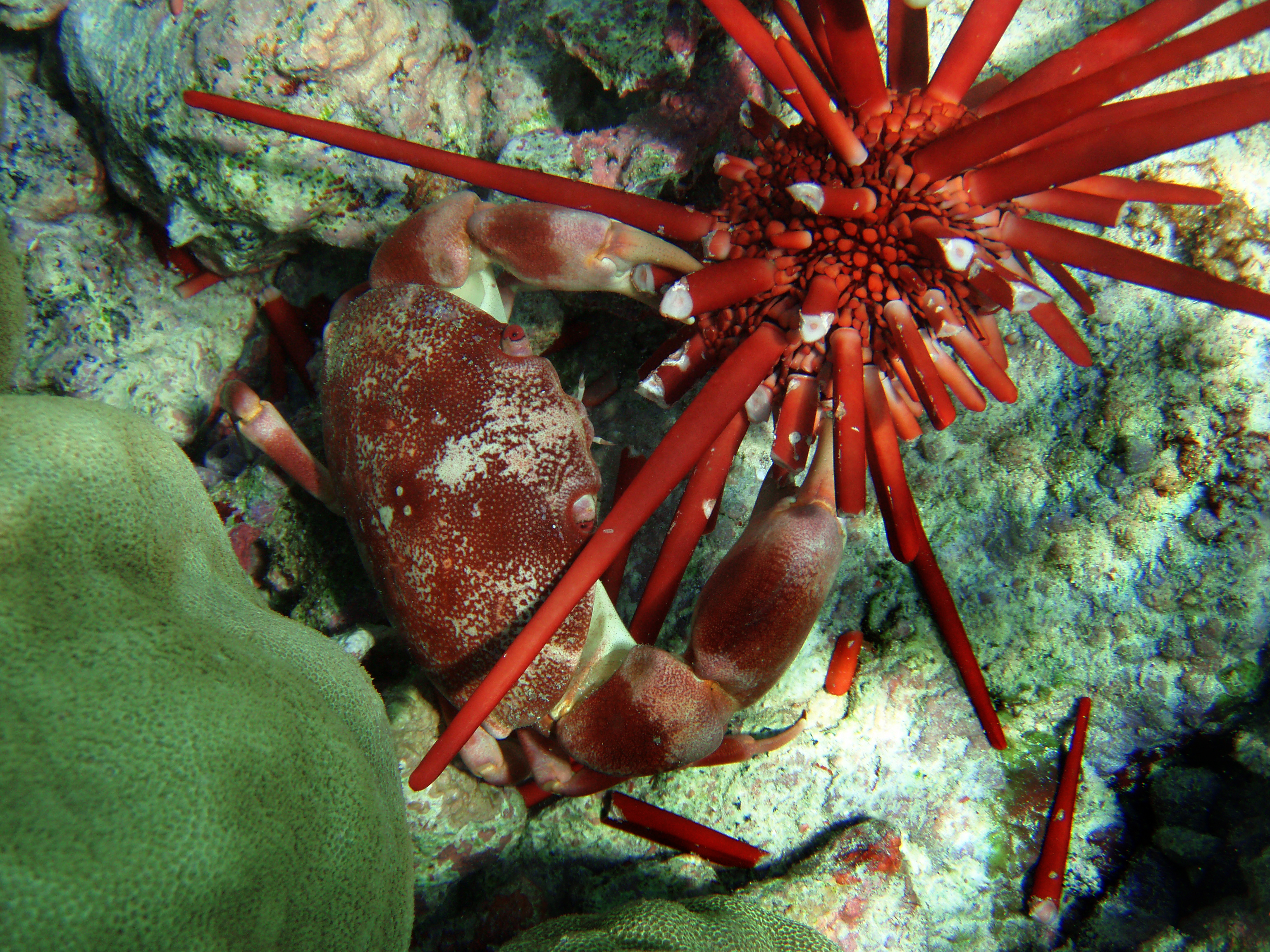
Un oursin-crayon (Heterocentrotus mamillatus) attaqué par un crabe à Hawaï.

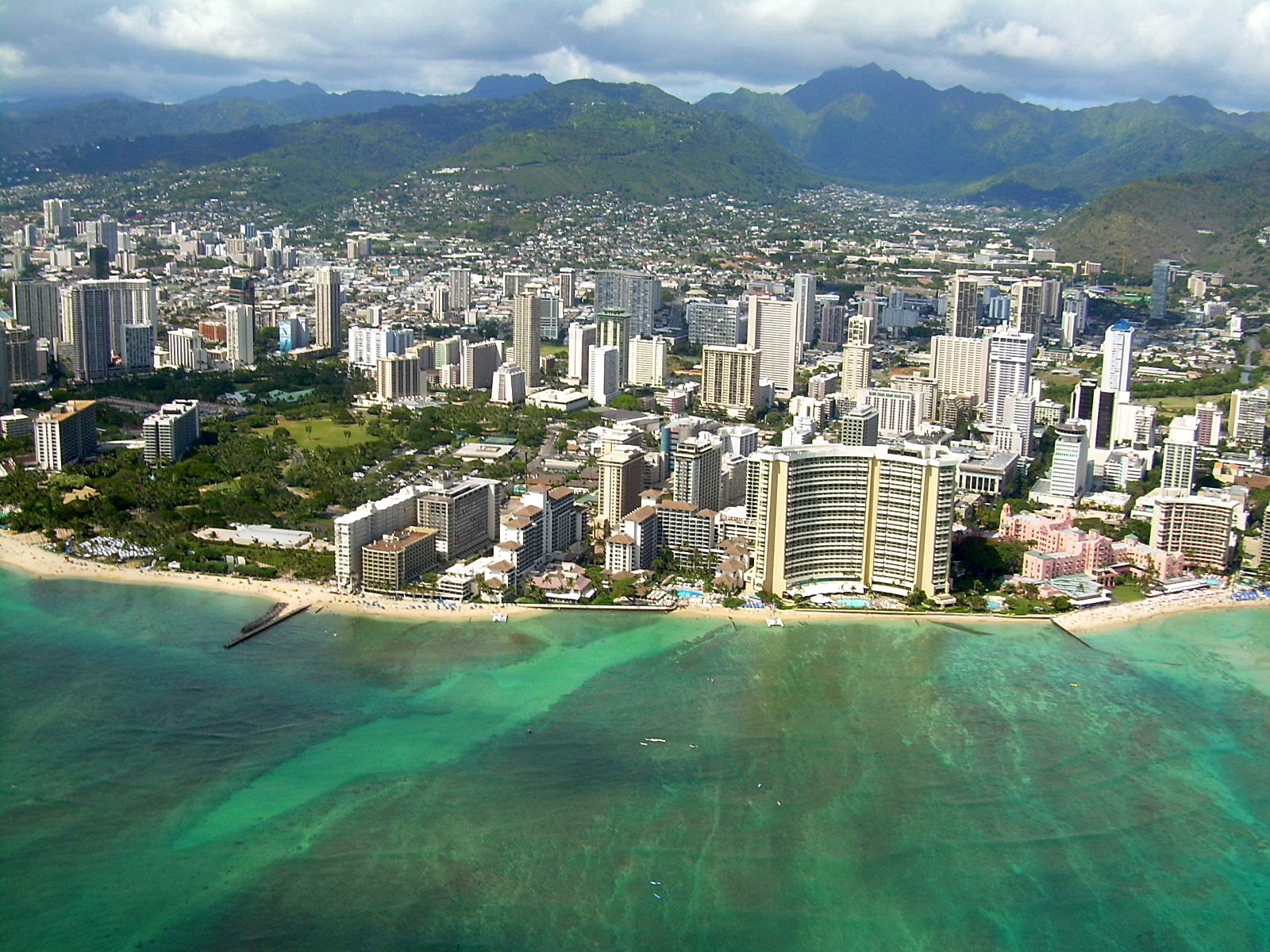
Honolulu et son lagon.

Les échinodermes forment un embranchement d'animaux marins benthiques présents à toutes les profondeurs océaniques, et dont les premières traces fossiles remontent au Cambrien.
Ils comprennent actuellement cinq classes : les étoiles de mer, holothuries, oursins, ophiures et crinoïdes. Ces animaux sont généralement caractérisés par le fait que leur corps est structuré en une symétrie centrale (au lieu de bilatérale chez la plupart des animaux), généralement d'ordre 5 (« pentaradiale »), visible chez les étoiles de mer, les oursins et les ophiures, et plus discrète chez les holothuries et les crinoïdes.
Très originaux, les représentants de ce groupe possèdent un certain nombre de caractéristiques uniques dans le monde animal. Les principales sont leur symétrie générale pentaradiée (bien qu'ils restent fondamentalement bilatériens), l'existence d'un squelette constitué de plaques de calcite arrangées en stéréome, et la présence d'un système aquifère. Ils constituent un groupe proche des chordés au sein des deutérostomiens.
Les échinodermes sont des animaux lents et non agressifs, mais les oursins sont cependant équipés de piquants pouvant infliger des blessures douloureuses (ceux de la famille des Diadematidae sont même venimeux, bien que pas gravement dangereux). Les holothuries peuvent quant à elles se protéger en éjectant des tubes de Cuvier, pour les espèces qui en sont pourvues.
On compte actuellement 7 000 espèces d'échinodermes vivantes à l'échelle de la planète, dont plus de 2000 ophiures, 1900 étoiles de mer, 1250 holothuries, 950 oursins et 650 crinoïdes.
Hawaï est un des États des États-Unis. Constitué d'un archipel de 137 îles, il s'agit du seul État américain situé en dehors du continent nord-américain, puisqu'il est situé en Océanie, au milieu de l'océan Pacifique. Les huit principales îles sont Niihau, Kauai, Molokai, Lanai, Kahoolawe, Maui, l'île d'Hawaï et Oahu, où se trouve la capitale Honolulu. L'archipel fait partie de la Polynésie et se situe dans l'océan Pacifique central, à environ 3 900 kilomètres au sud-ouest des côtes californiennes, au sud-est du Japon, et au nord-est de l'Australie. La variété de ses paysages, marqués notamment par un volcanisme très actif (Hualālai, Kīlauea, Mauna Kea, Mauna Loa), un climat tropical humide et un patrimoine naturel endémique en font un point chaud de biodiversité, autant terrestre que sous-marine, et en particulier en ce qui concerne les invertébrés benthiques, comme les échinodermes.
Le 15 juin 2006 les États-Unis ont créé la plus vaste et longue aire marine protégée au large des îles du Nord-Ouest d’Hawaï. Le « Monument national marin des îles du Nord-Ouest d'Hawaï » recouvre environ 36 millions d’hectares marins, incluant 1,16 million d’hectares de récifs coralliens abritant plus de 7 000 espèces marines (endémiques à 25 % environ, dont au moins une quarantaine d'échinodermes, ce qui est un chiffre particulièrement élevé). 1 400 phoques hawaïens, les derniers de cette espèce menacée de disparition, ainsi qu'environ 90 % des tortues vertes d'Hawaï (également espèce menacée). Cela en fait également un sanctuaire pour les échinodermes faisant l'objet d'une pêche commerciale, dont certaines espèces sont déjà largement surexploitées dans l'océan Pacifique.
À l'exception notable du groupe des crinoïdes (absents du lagon et peu représentés sur la pente externe, présents surtout aux profondeurs abyssales), les échinodermes sont relativement bien représentés sur les littoraux d'Hawaï. Une étude du Bishop Museum a recensé en tout dans l'archipel 16 espèces de crinoïdes, 93 étoiles de mer, 62 ophiures, 84 oursins et 58 holothuries, toutes profondeurs confondues ; cependant, certaines attestation de cette liste ne sont pas reprises ici, car douteuses et contradictoires avec d'autres sources, dont le Global Biodiversity Information Facility ou de l'UICN.
Le présent article est donc non exhaustif, mais présente les espèces les plus communes aux profondeurs de baignade ou de plongée récréative des alentours d'Hawaï. La faune abyssale d'Hawaï est particulièrement riche, mais seules quelques espèces particulièrement notables sont abordées ici, notamment les endémiques.
Les photos ne provenant pas d'Hawaï (mais illustrant des espèces dont la présence y est avérée) sont marquées par un symbole "‡" ; les espèces endémiques sont signalées par le symbole "(Ḣ)".

## Étoiles de mer
La classe des Asteroidea (les étoiles de mer) comprend environ 1 900 espèces réparties dans tous les océans. On peut en trouver à toutes les profondeurs, de la zone de balancement des marées à −6 000 mètres de fond. Elles peuvent avoir cinq bras ou davantage. Toutes ont un disque central portant en partie supérieure (face « aborale ») l’anus et le madréporite, et sur la face inférieure (face « orale ») une bouche dépourvue de dents mais par laquelle certaines astérides peuvent « dévaginer » leur estomac pour le projeter sur la proie et commencer ainsi à la digérer de façon externe.
On notera que l'étoile dévoreuse de corail Acanthaster planci est présente à Hawaii, mais ne semble pas y avoir jamais connu d'invasion destructrice, contrairement à d'autres régions du monde comme la (pourtant relativement proche) Polynésie française. Selon le Bishop Museum, on trouverait dans les eaux d'Hawaii 93 espèces d'étoiles de mer, toutes profondeurs confondues.

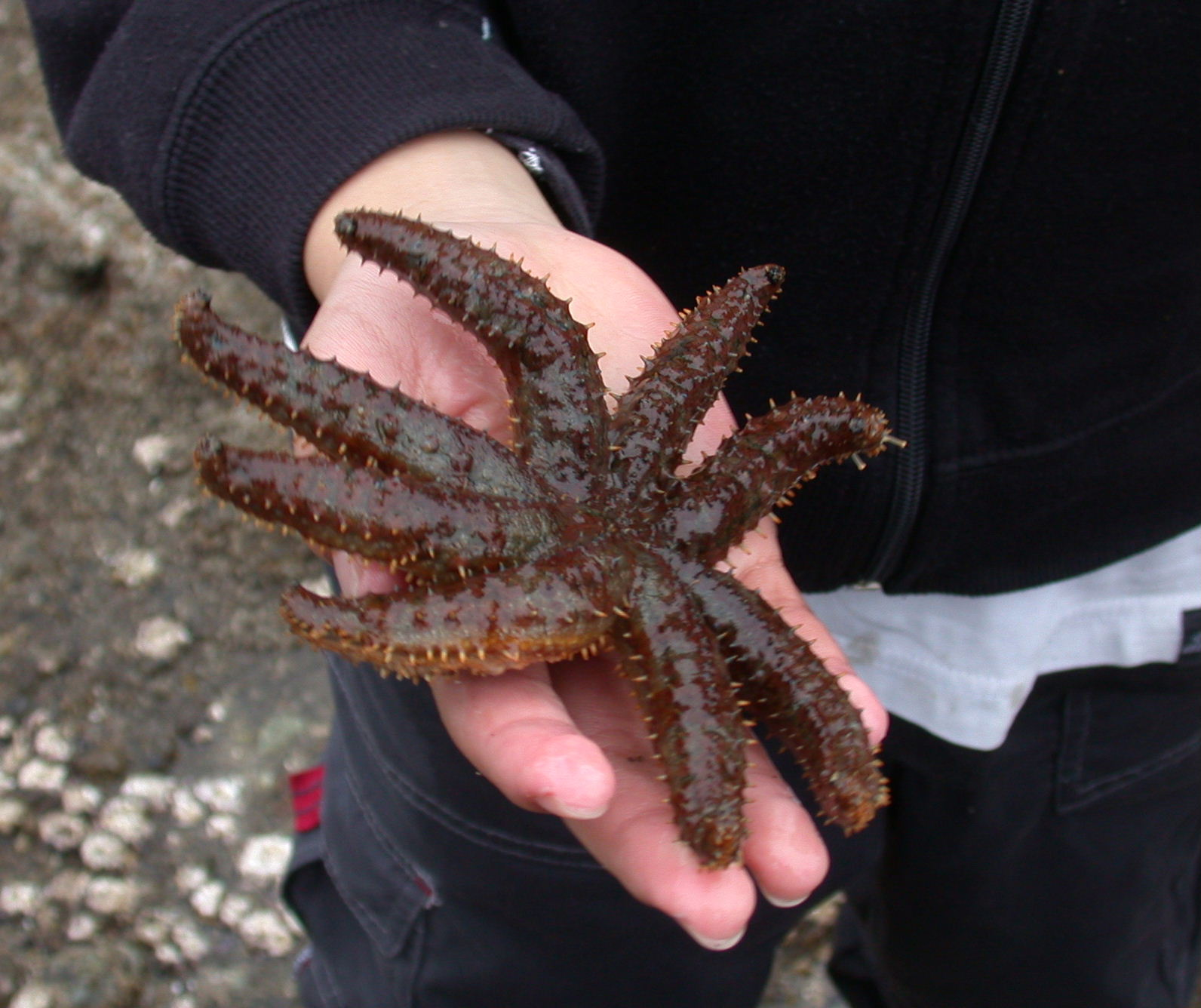
Coscinasterias acutispina ‡
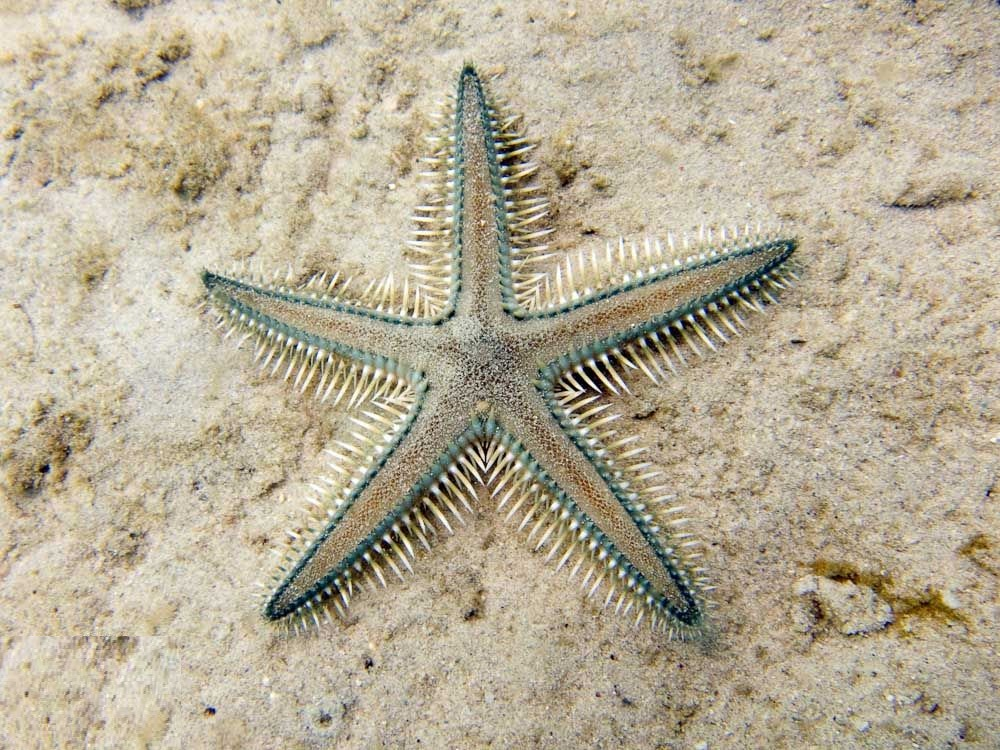
Astropecten polyacanthus ‡
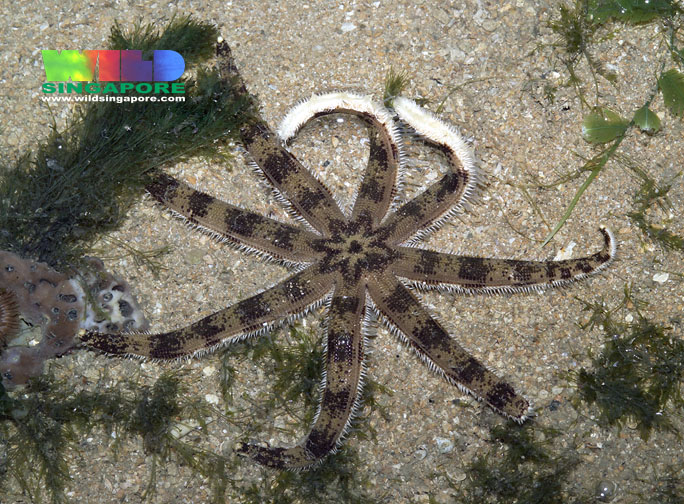
Luidia maculata ‡
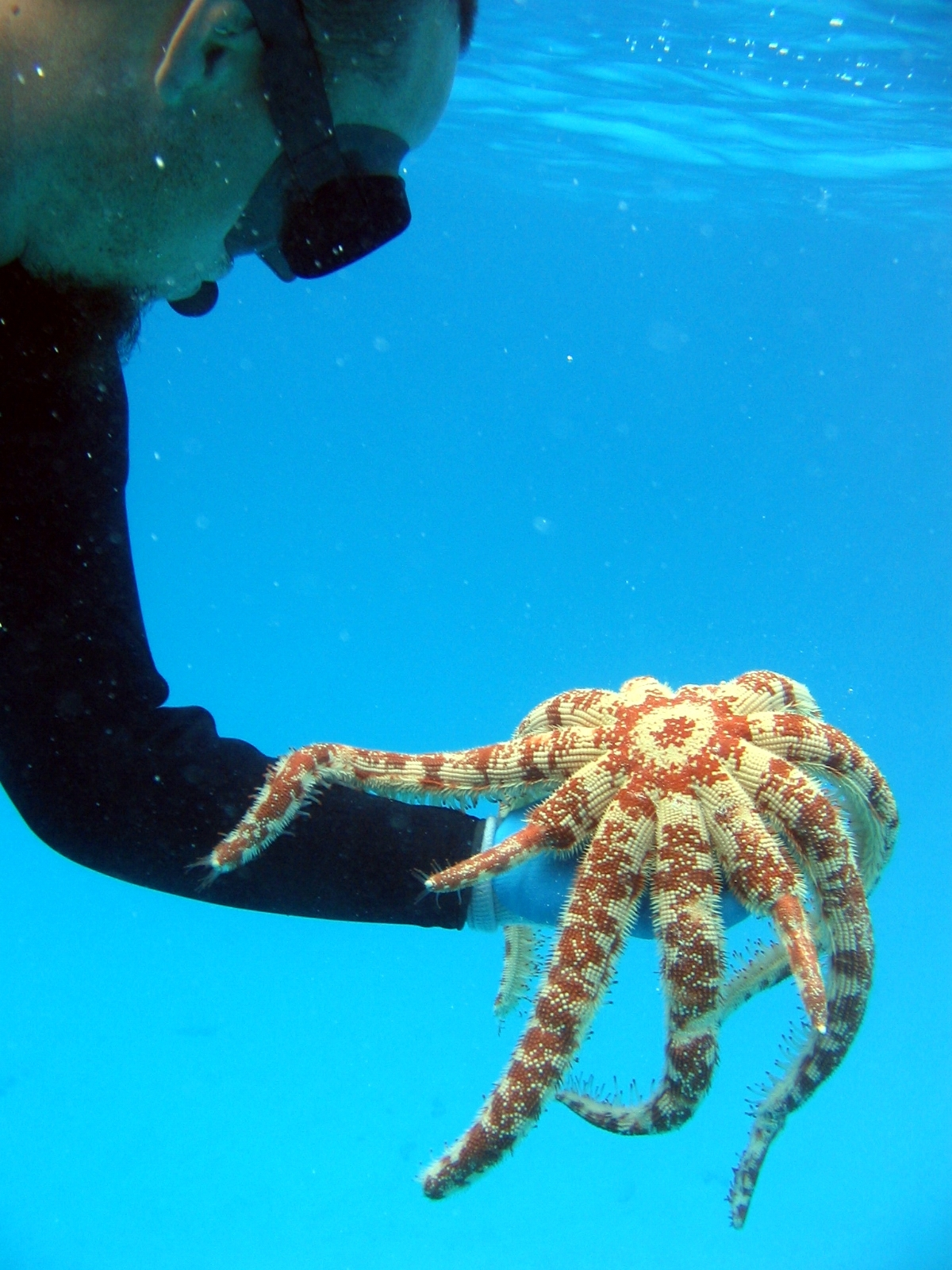
Luidia magnifica
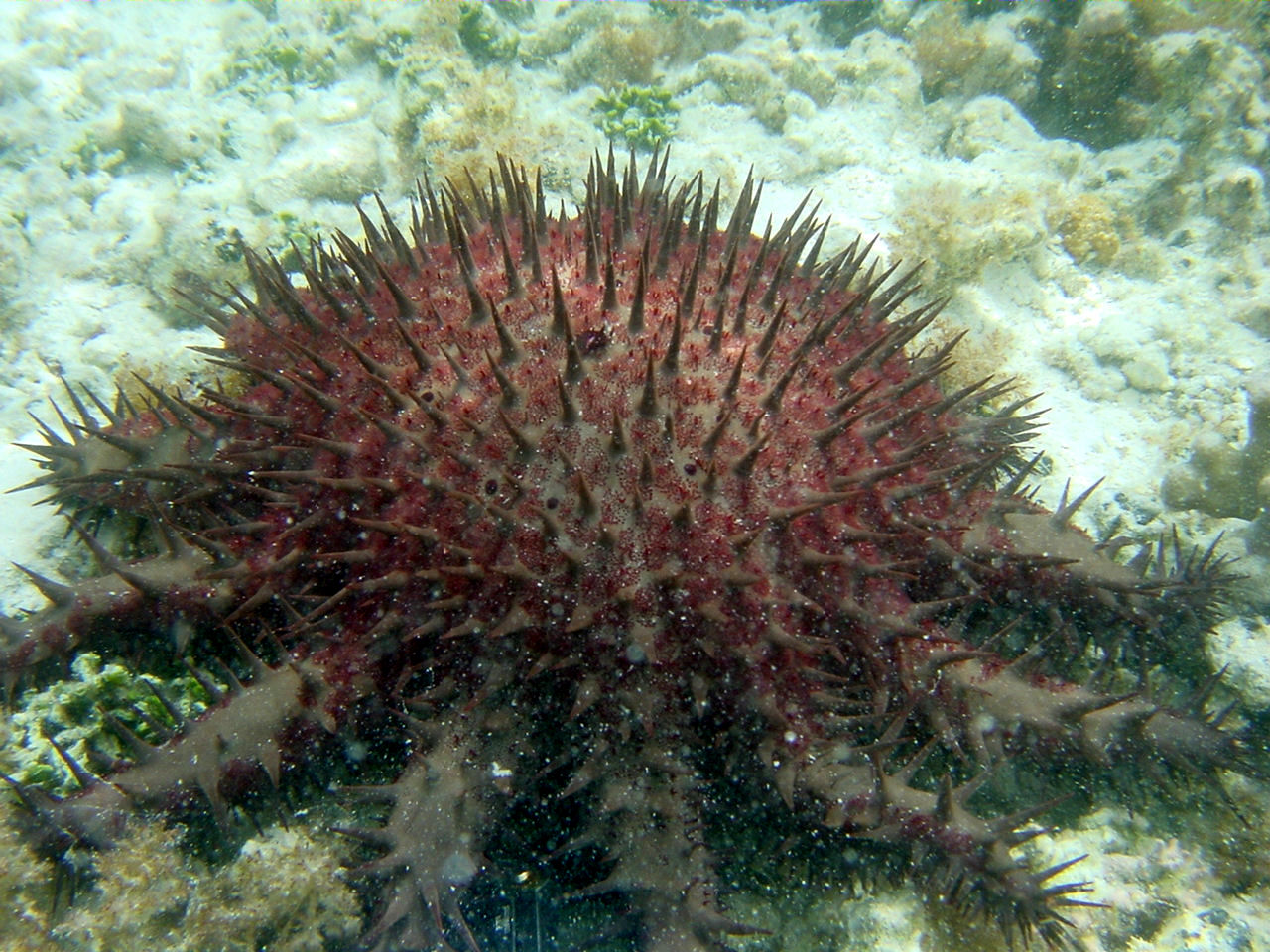
Acanthaster solaris
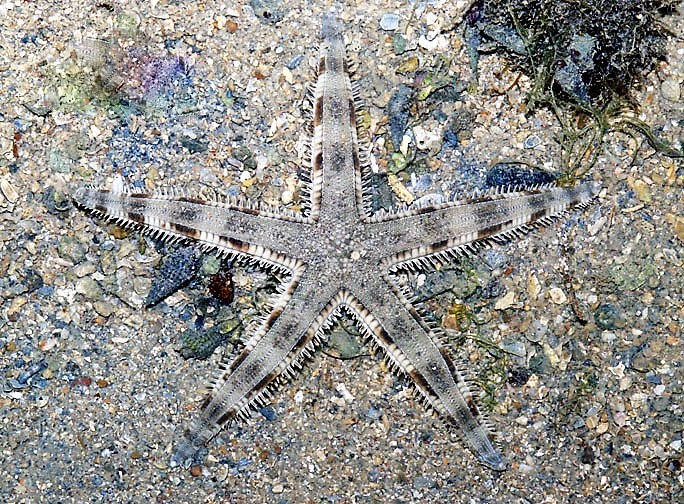
Archaster typicus ‡ (ectopique, localité douteuse)
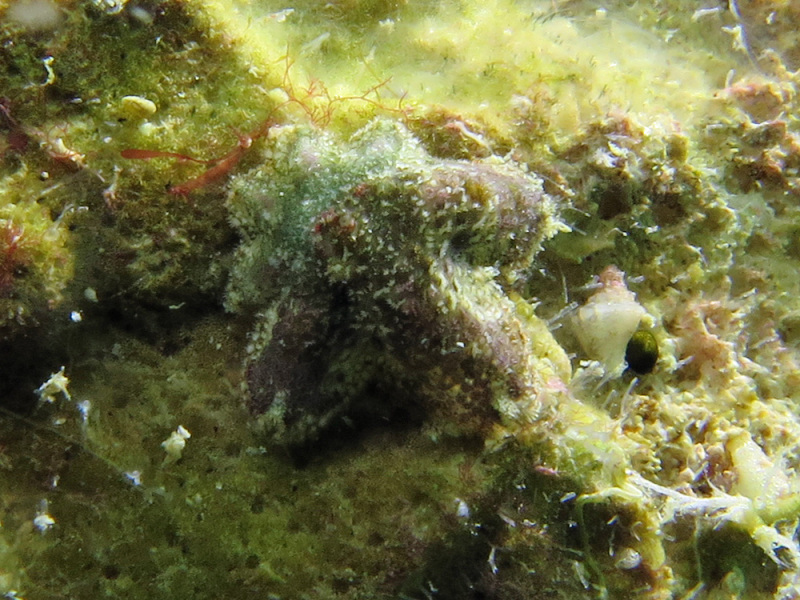
Aquilonastra anomala ‡
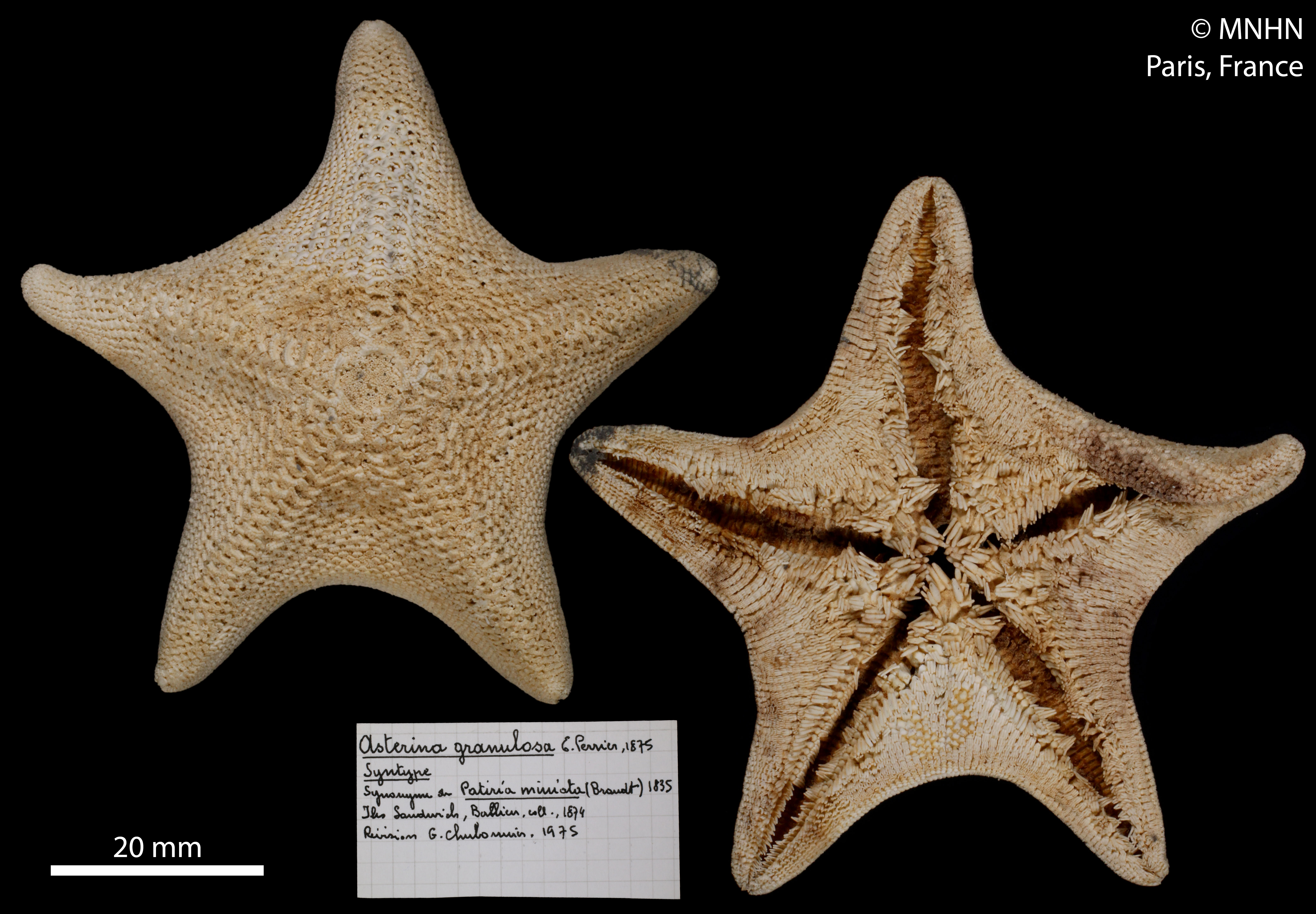
Patiria miniata (ectopique, localité douteuse)
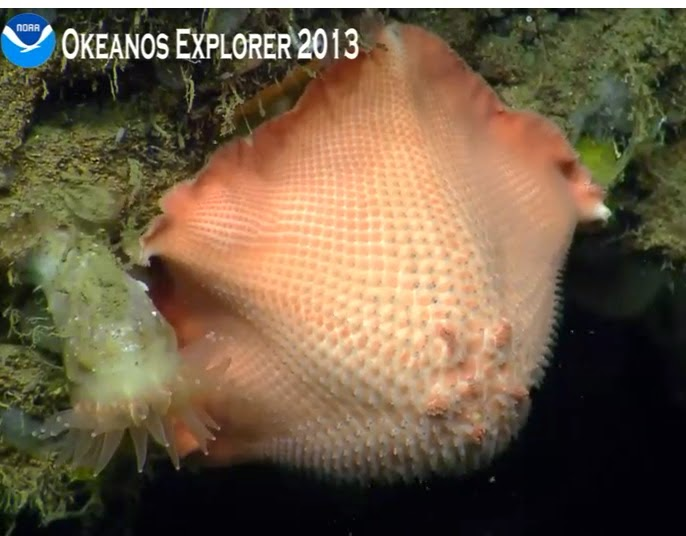
Tremaster mirabilis ‡ (abyssale)
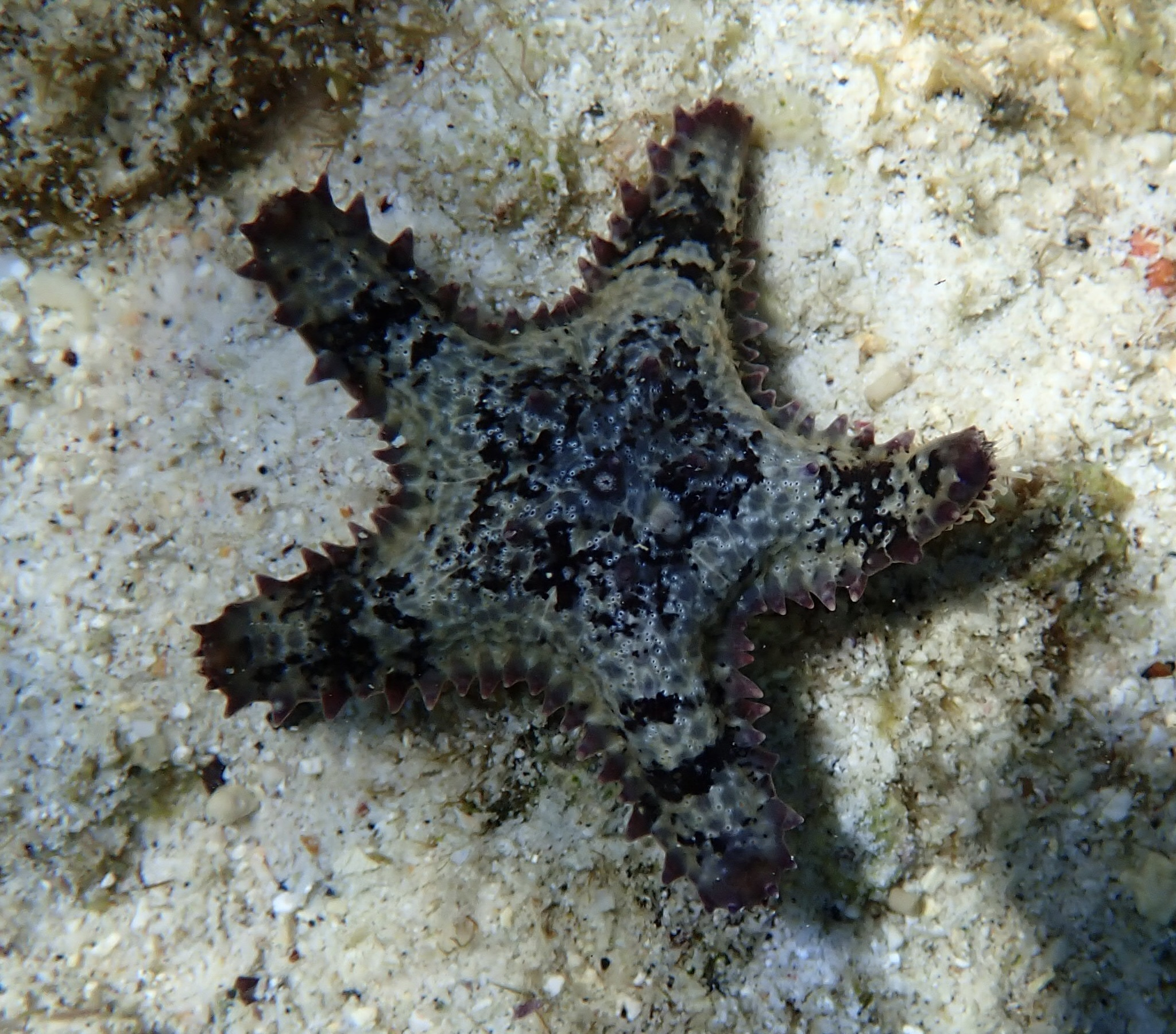
Asteropsis carinifera
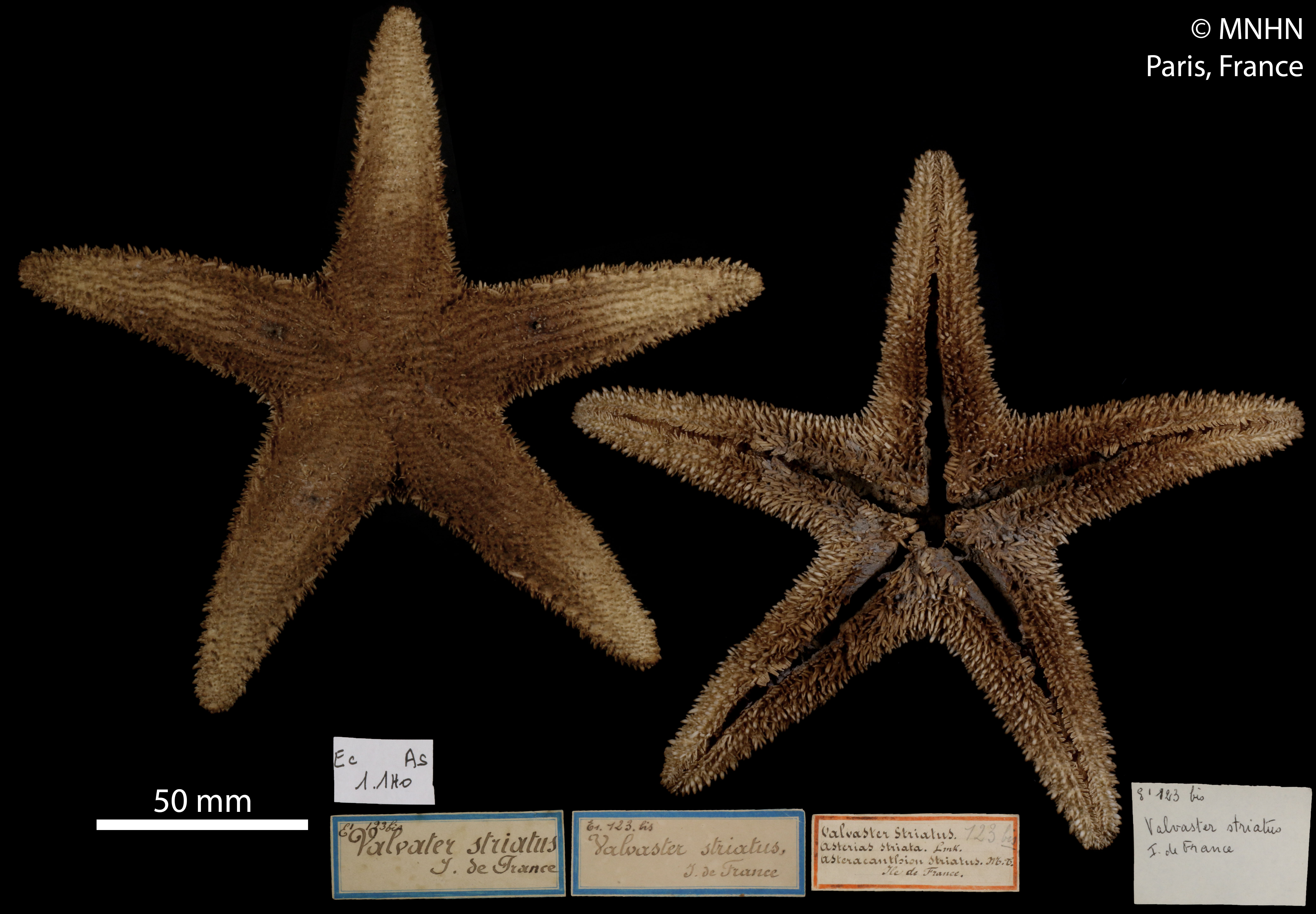
Valvaster striatus ‡
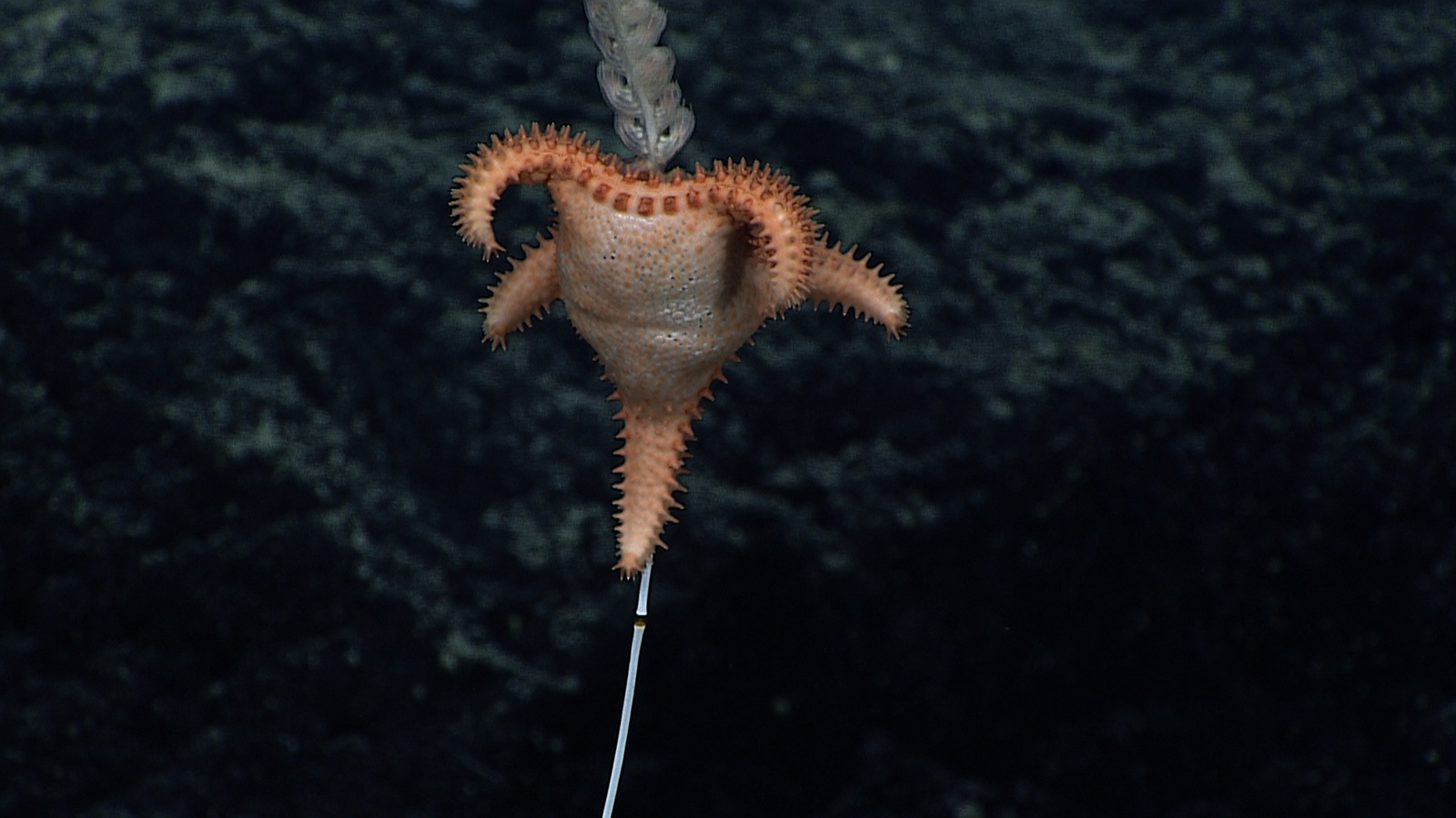
Calliaster pedicellaris (abyssale)
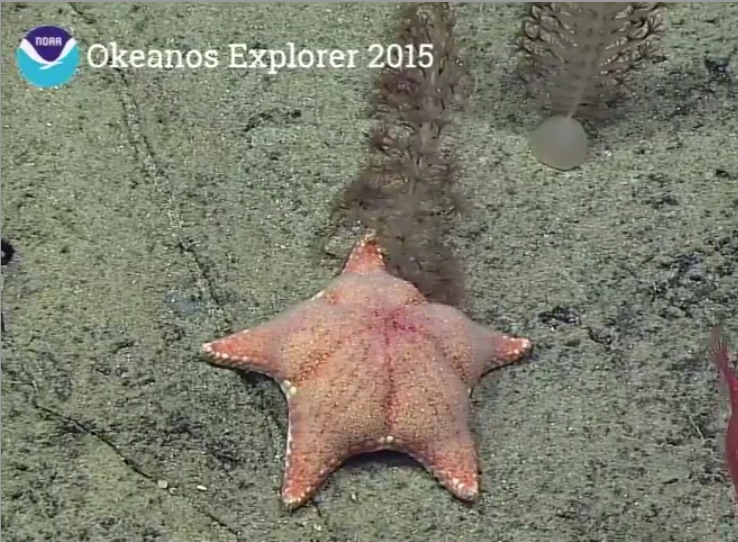
Hippasteria imperialis (abyssale)
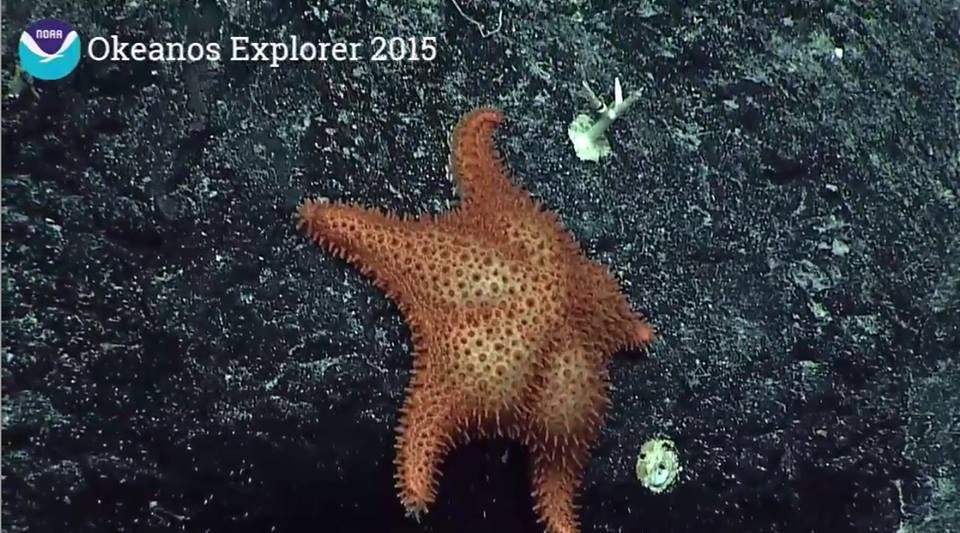
Hippasteria muscipula (abyssale)
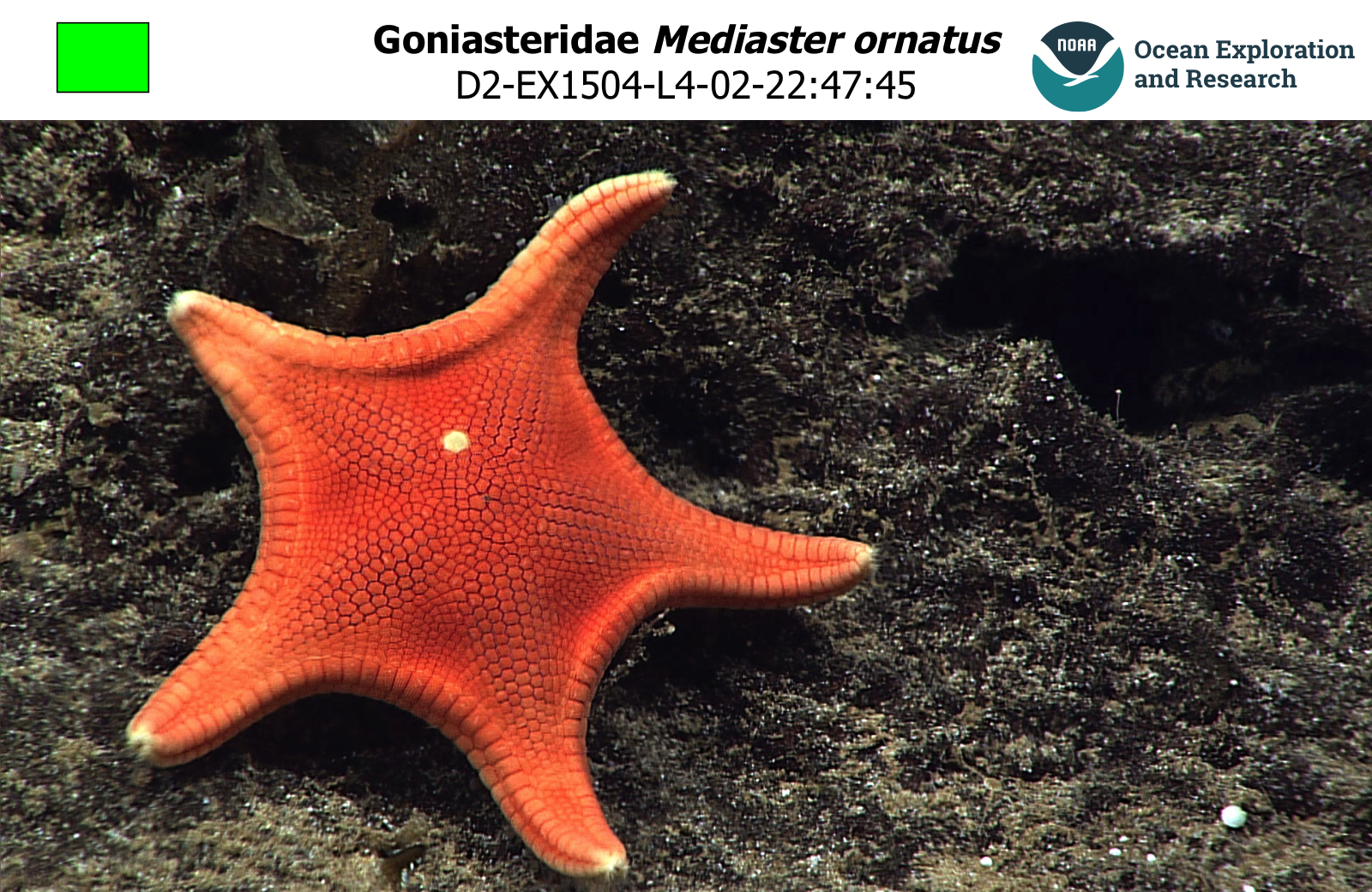
Mediaster ornatus (abyssale)
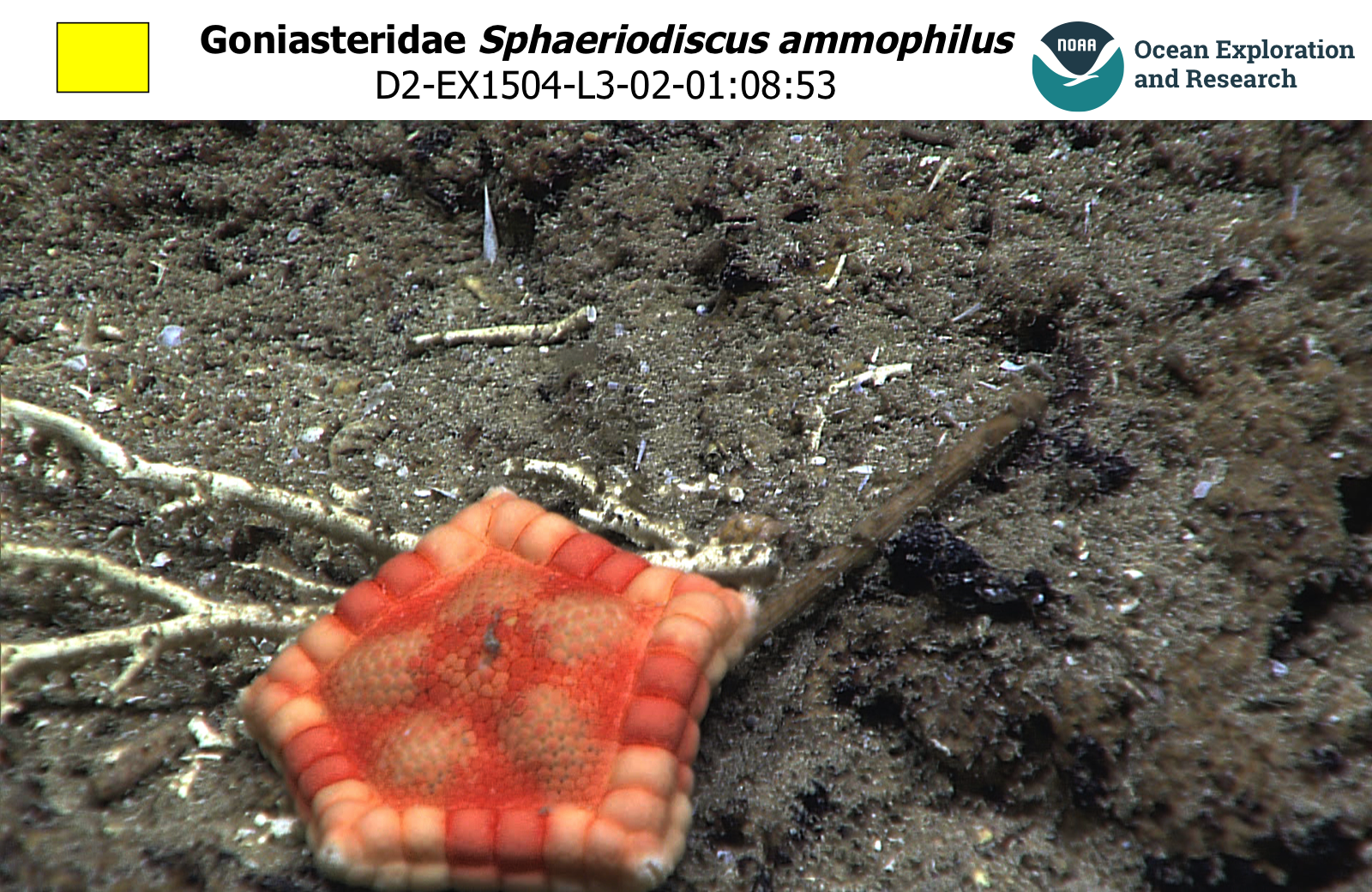
Sphaeriodiscus ammophilus (Ḣ, abyssale)
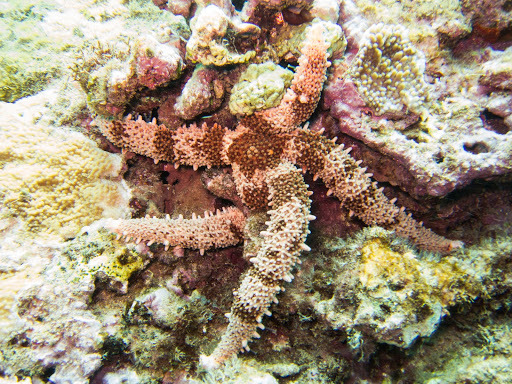
Mithrodia fisheri (Ḣ)
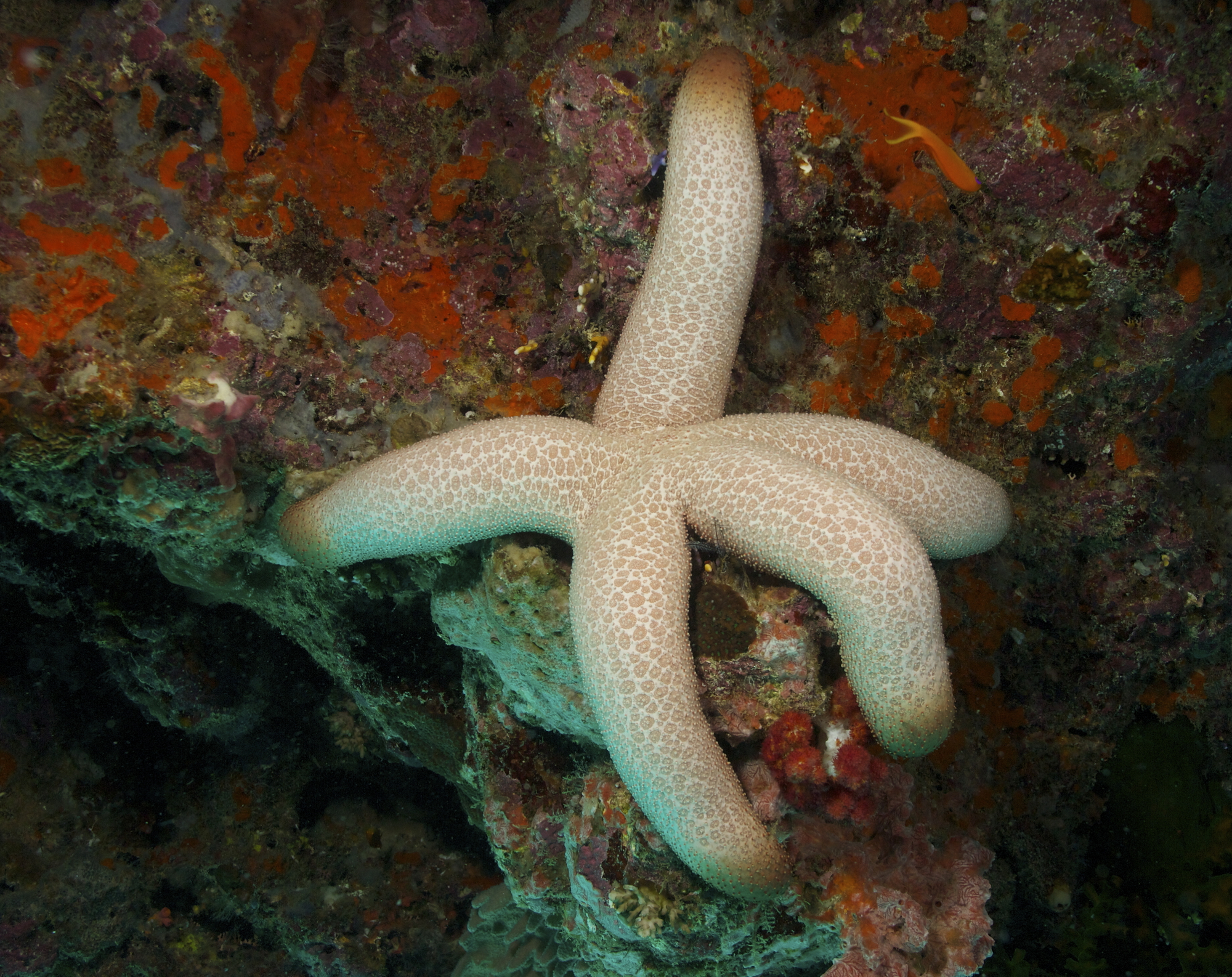
Thromidia catalai ‡
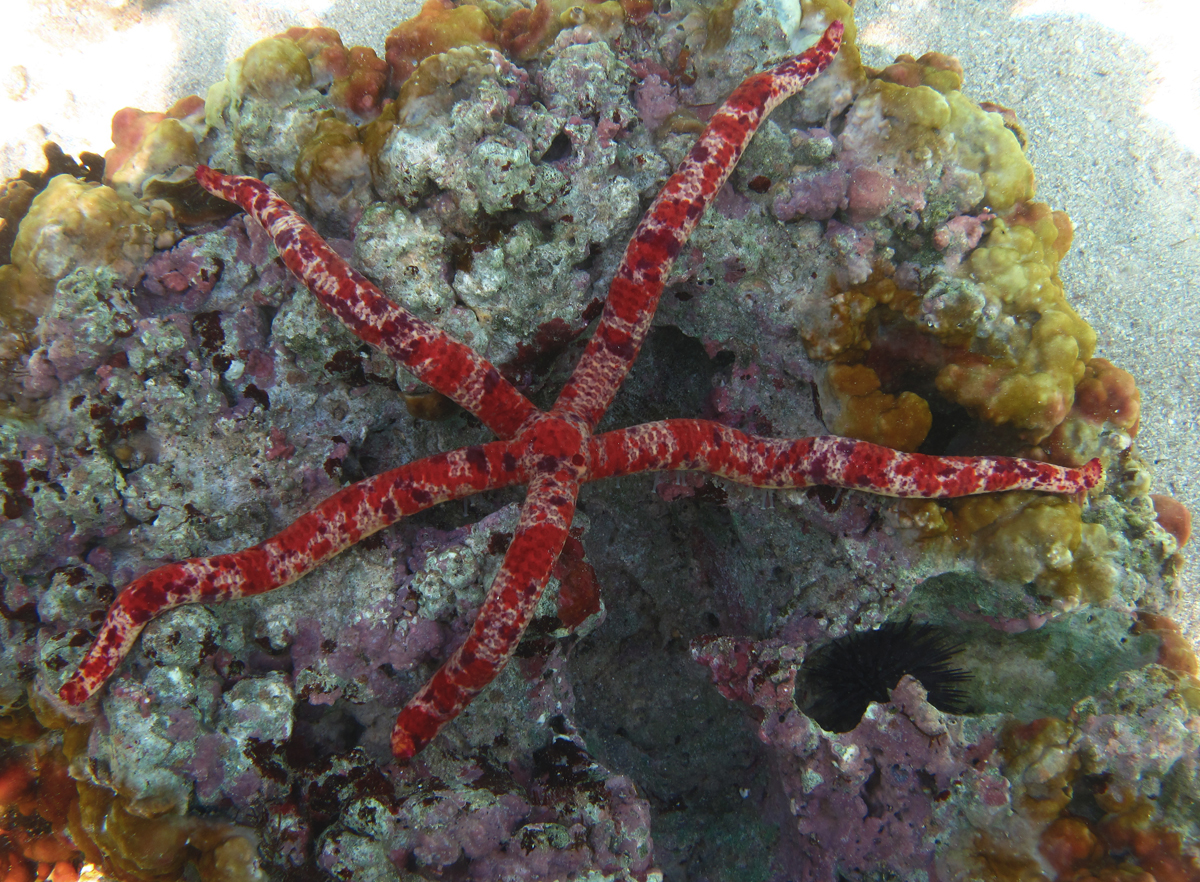
Leiaster cf. glaber ‡
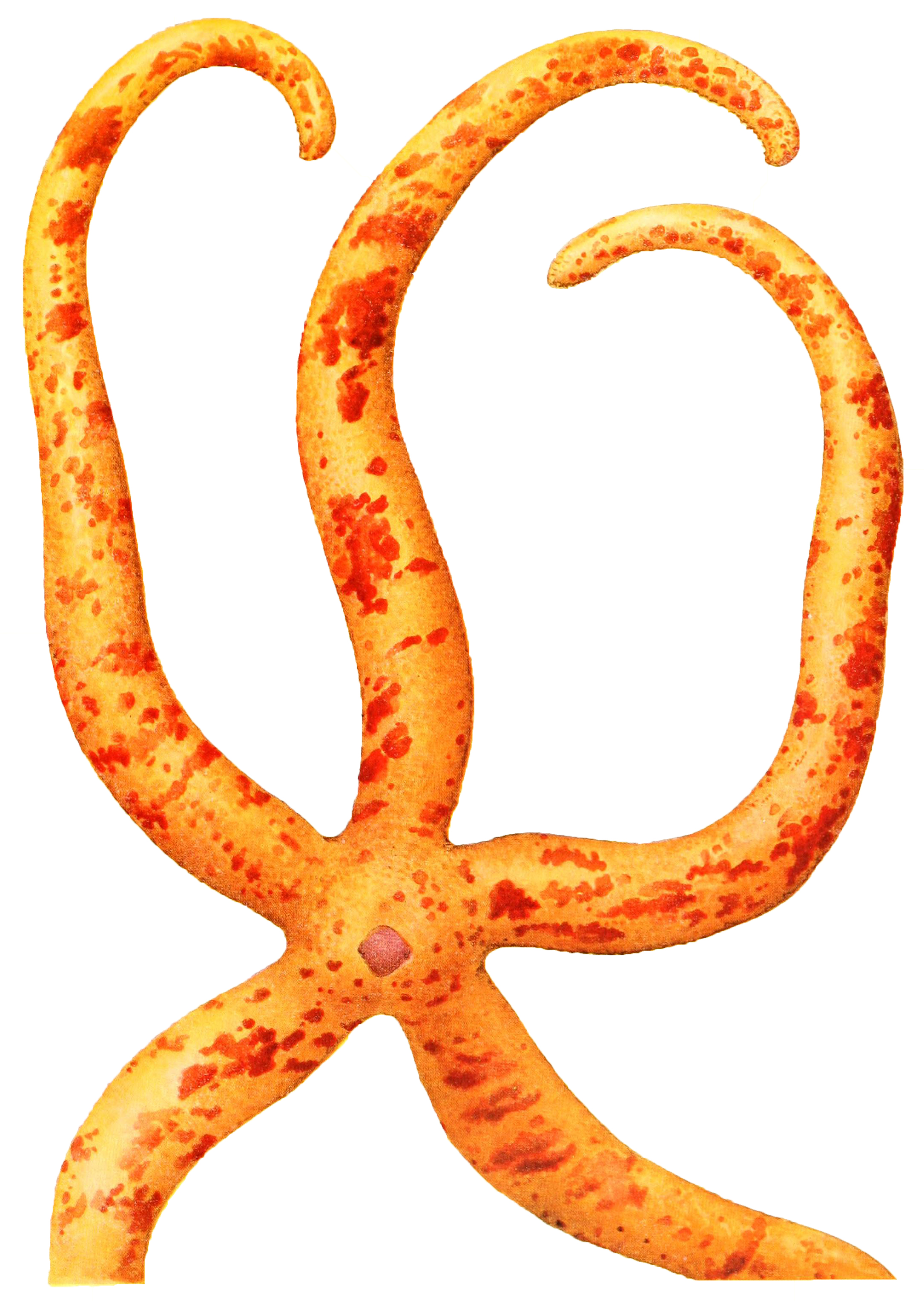
Leiaster leachi
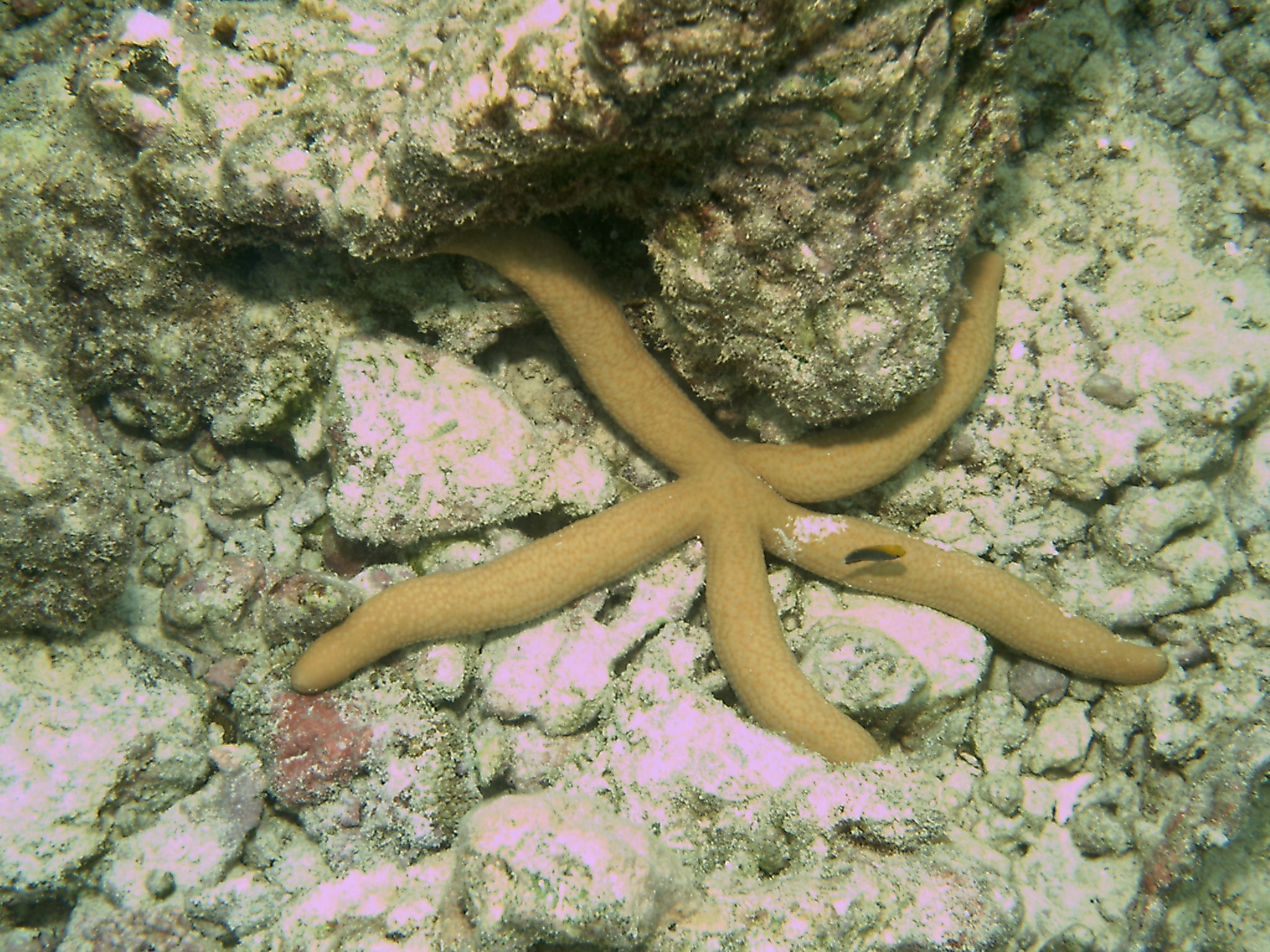
Linckia guildingi ‡
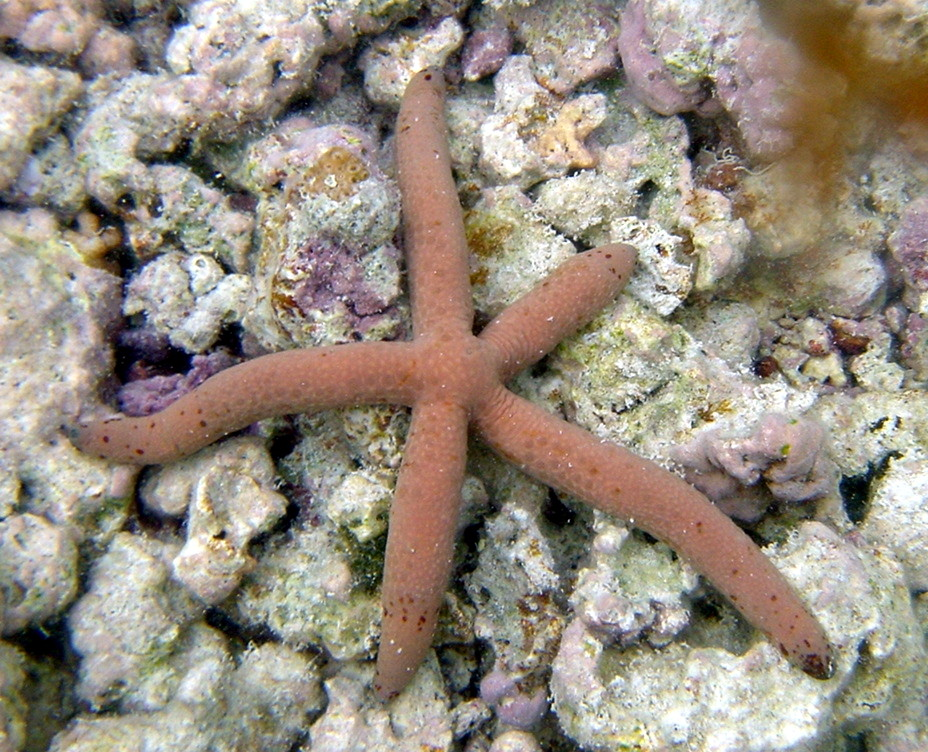
Linckia multifora
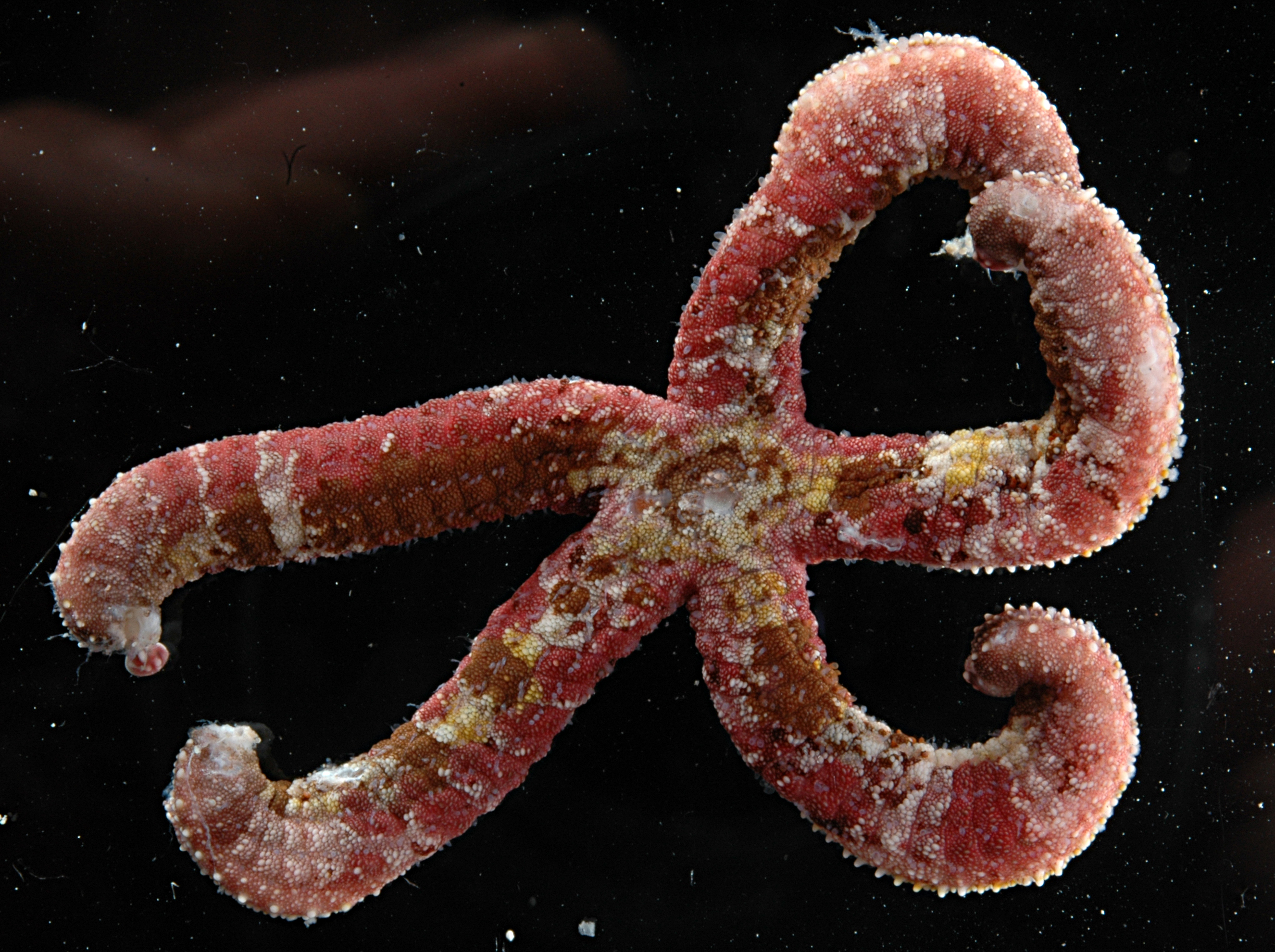
Ophidiaster hemprichi ‡
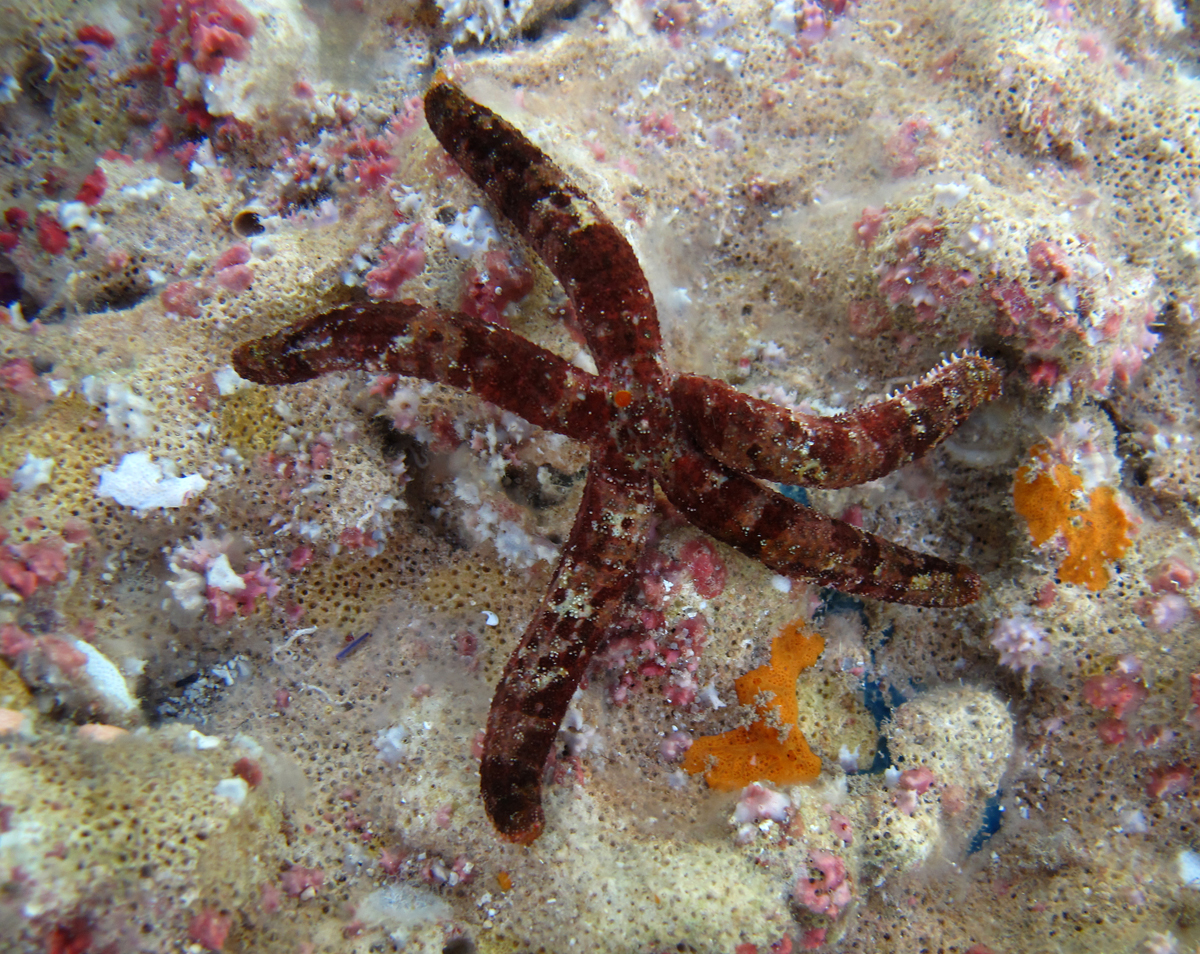
Dactylosaster cylindricus ‡
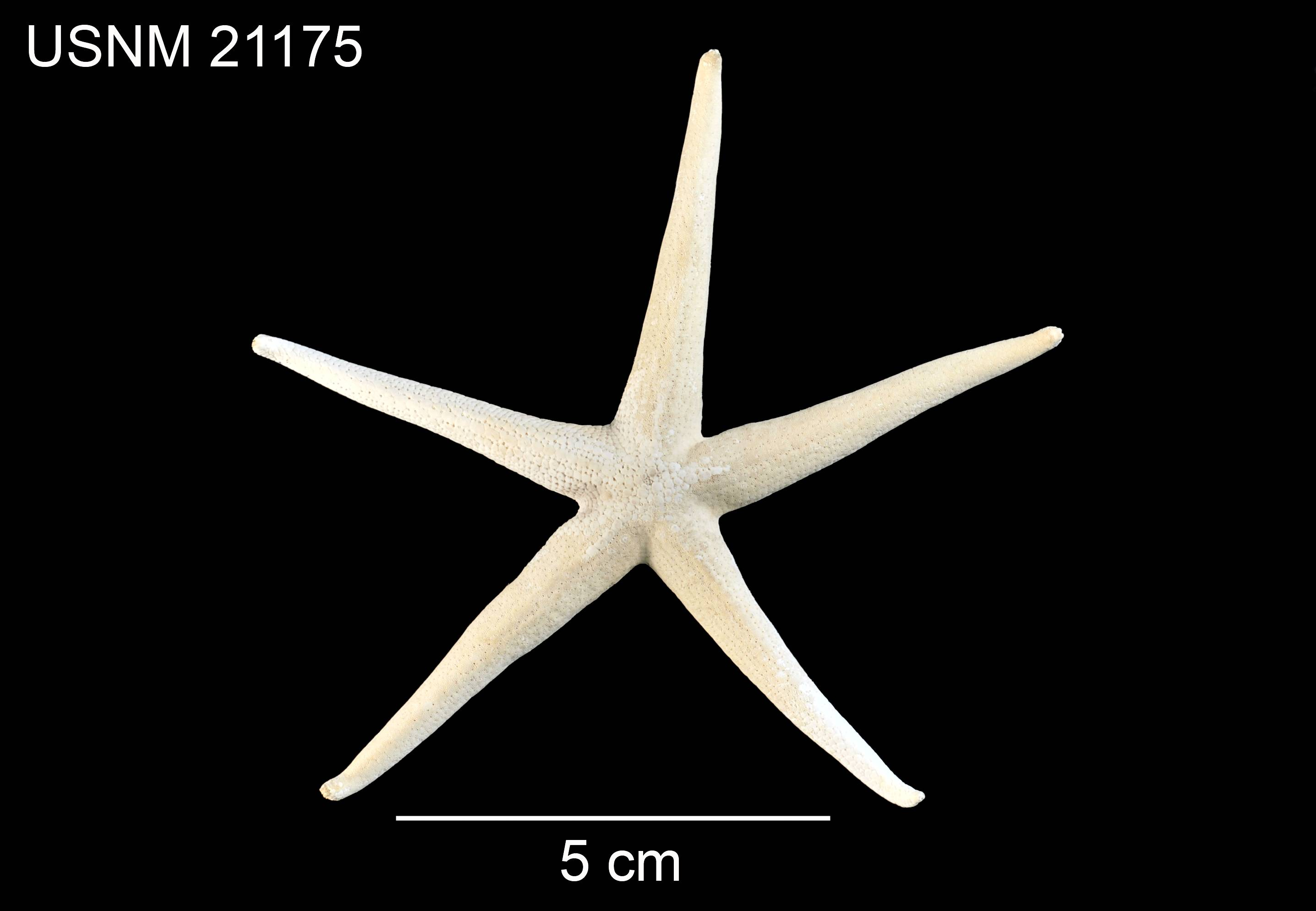
Tamaria scleroderma (Ḣ)
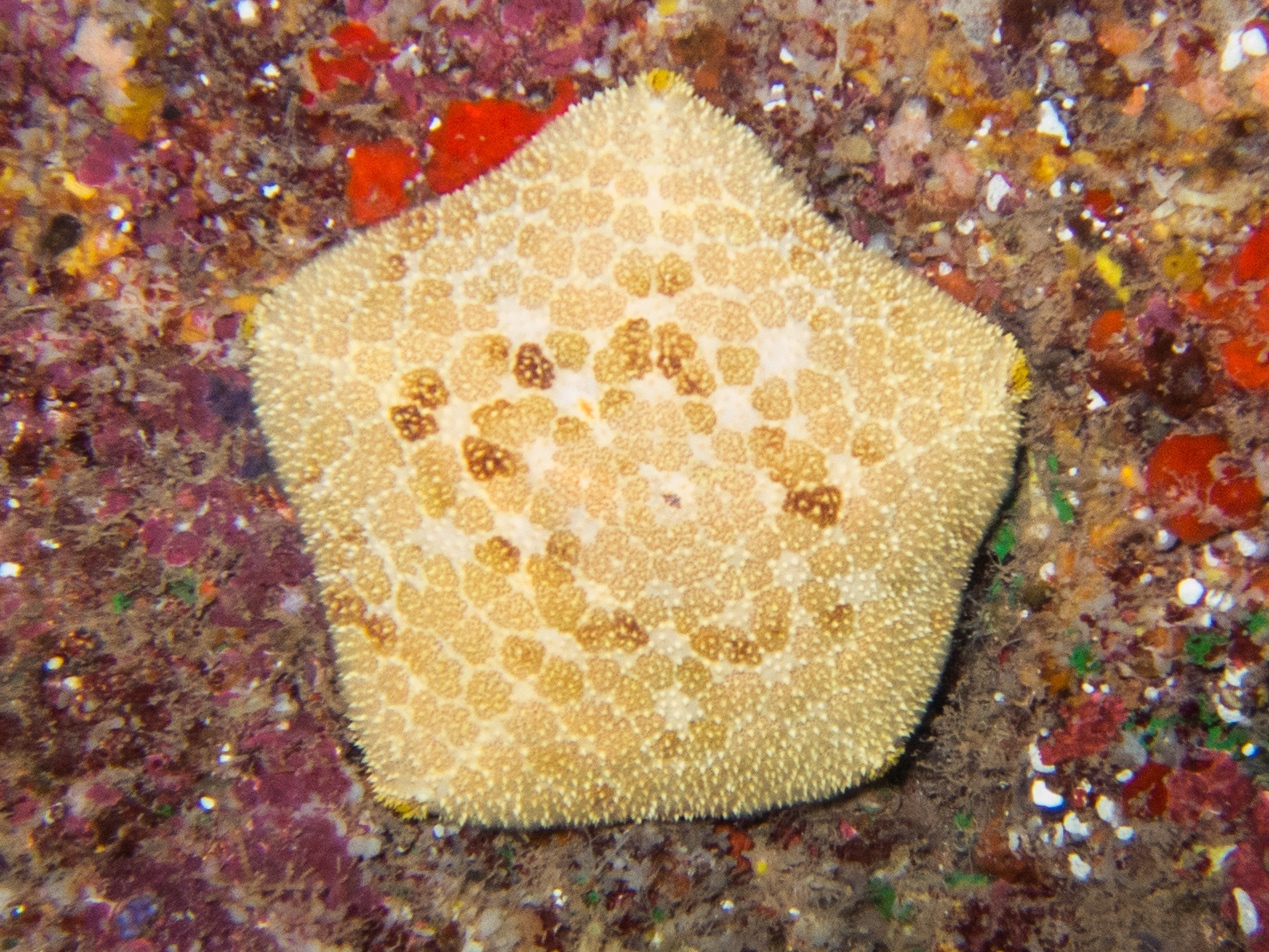
Culcita novaeguineae
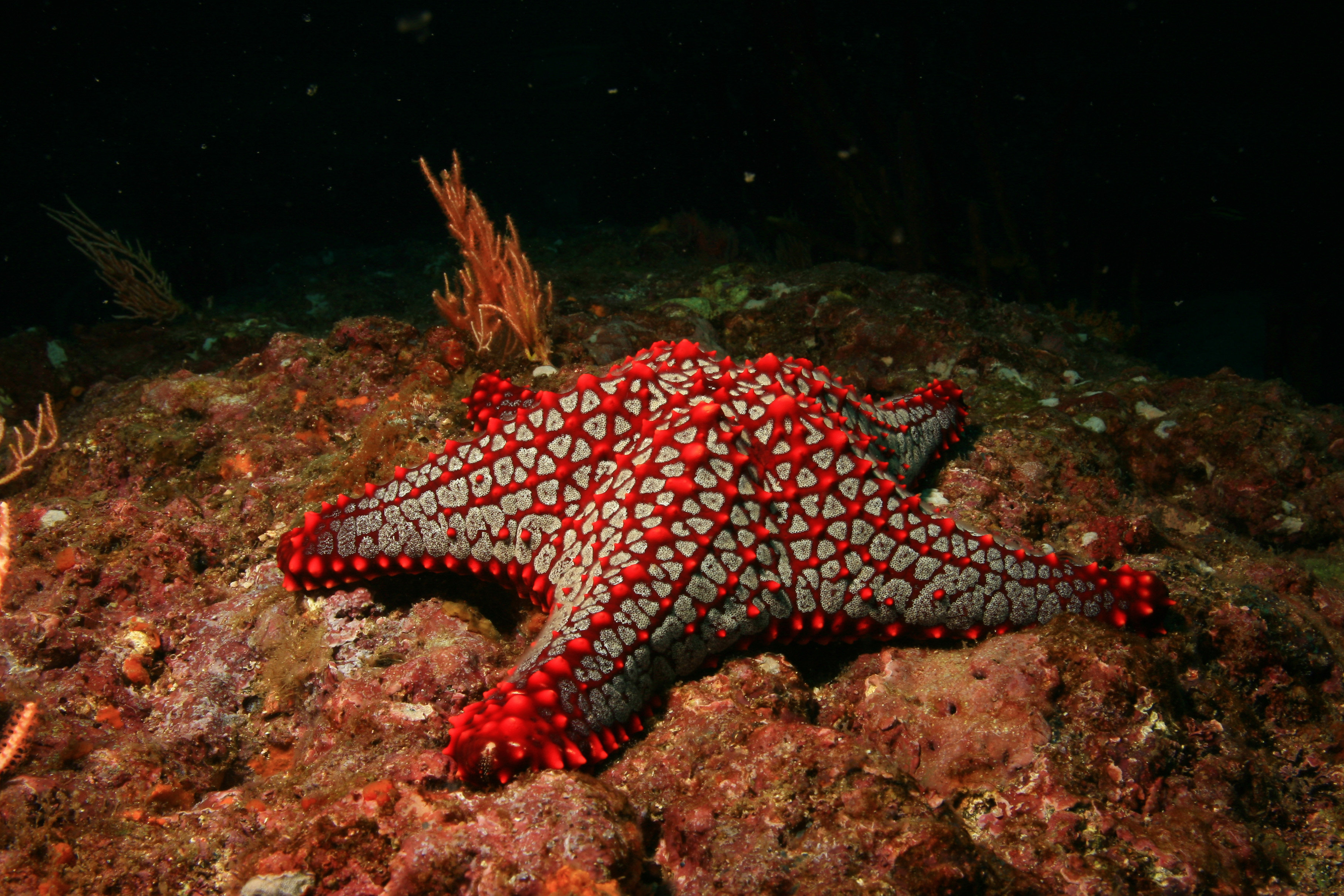
Pentaceraster cumingi ‡
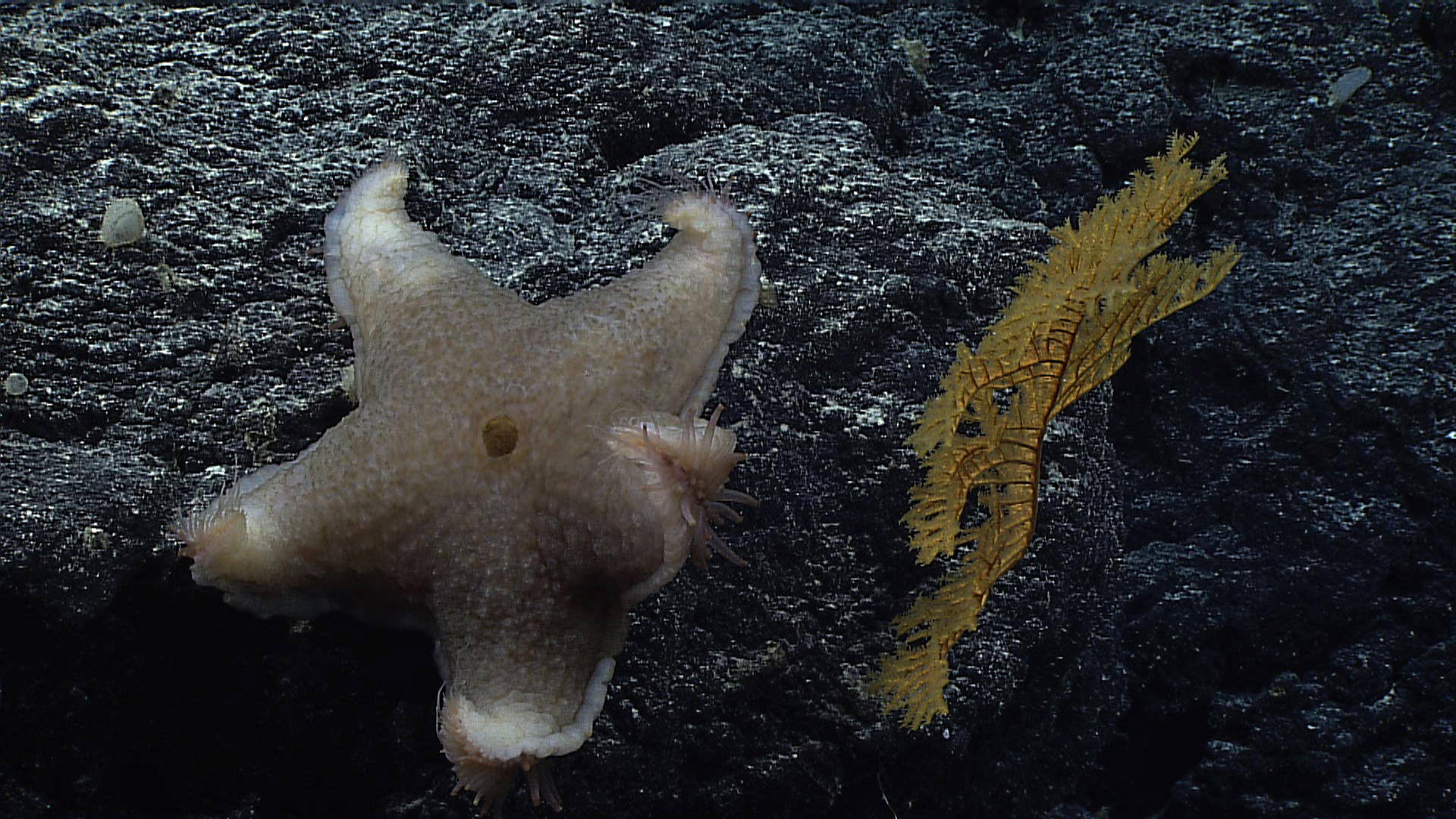
Pteraster reticulatus (abyssale)

Non illustrées : Sclerasterias euplecta (Ḣ), Astropecten hawaiiensis (Ḣ), Astropecten sarasinorum, Ctenophoraster hawaiiensis (Ḣ), Luidia aspera, Asterodiscides tuberculosus, Ophidiaster lorioli, Tamaria triseriata (Ḣ), Asterina burtoni (douteuse).

## Ophiures
Les ophiures (du grec ophis, « serpent », et oura, « queue ») ne sont pas des étoiles de mer, mais un groupe proche (toutes deux font partie de la sous-classe des Asterozoa). Parmi les différences on trouve des bras très fins et très souples, indépendants du corps, qui ne se touchent pas à leur base, et l’absence d’anus (les rejets se font par la bouche). Elles sont de surcroît beaucoup plus rapides, et se déplacent en se portant sur leurs longs bras. Le corps discoïdal est aplati sur la face inférieure, et généralement bombé en face supérieure.
Les ophiures sont des charognards et détritivores rapides et abondants, qui passent la journée dissimulés dans des trous ou sous des roches et sortent la nuit pour se nourrir sur le fond. Quand elles sont manipulées, la plupart des espèces peuvent sectionner leurs bras pour échapper à leur prédateur : celui-ci repoussera en quelques semaines ou mois.
Il existe un ordre d’ophiures dont la morphologie est totalement différente, les Euryalida ou « gorgonocéphales », dont les longs bras souvent très ramifiés se déploient dans l'eau pour capturer le plancton.
Selon le Bishop Museum, on trouverait dans les eaux d'Hawaii 62 espèces différentes d'ophiures, toutes profondeurs confondues.

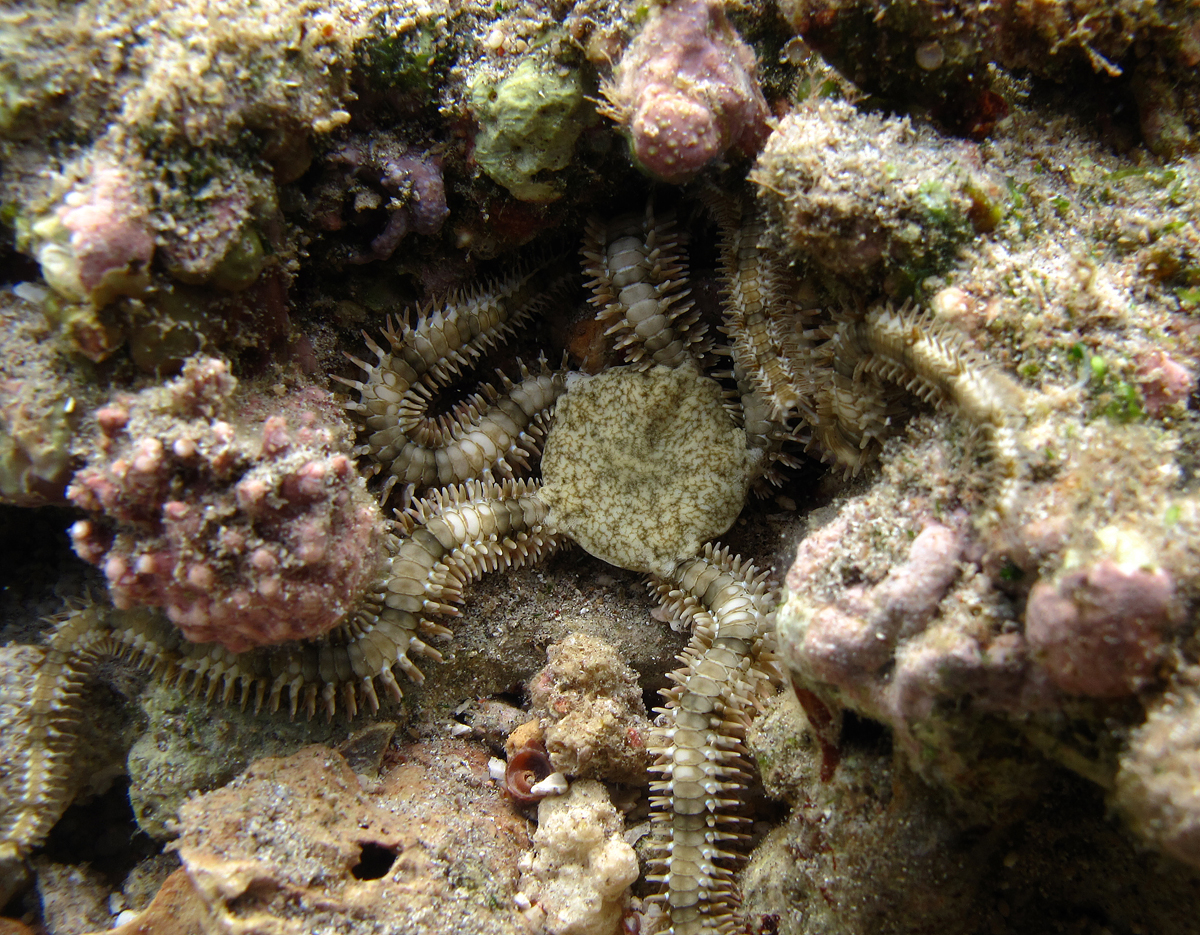
Ophiocoma brevipes ‡
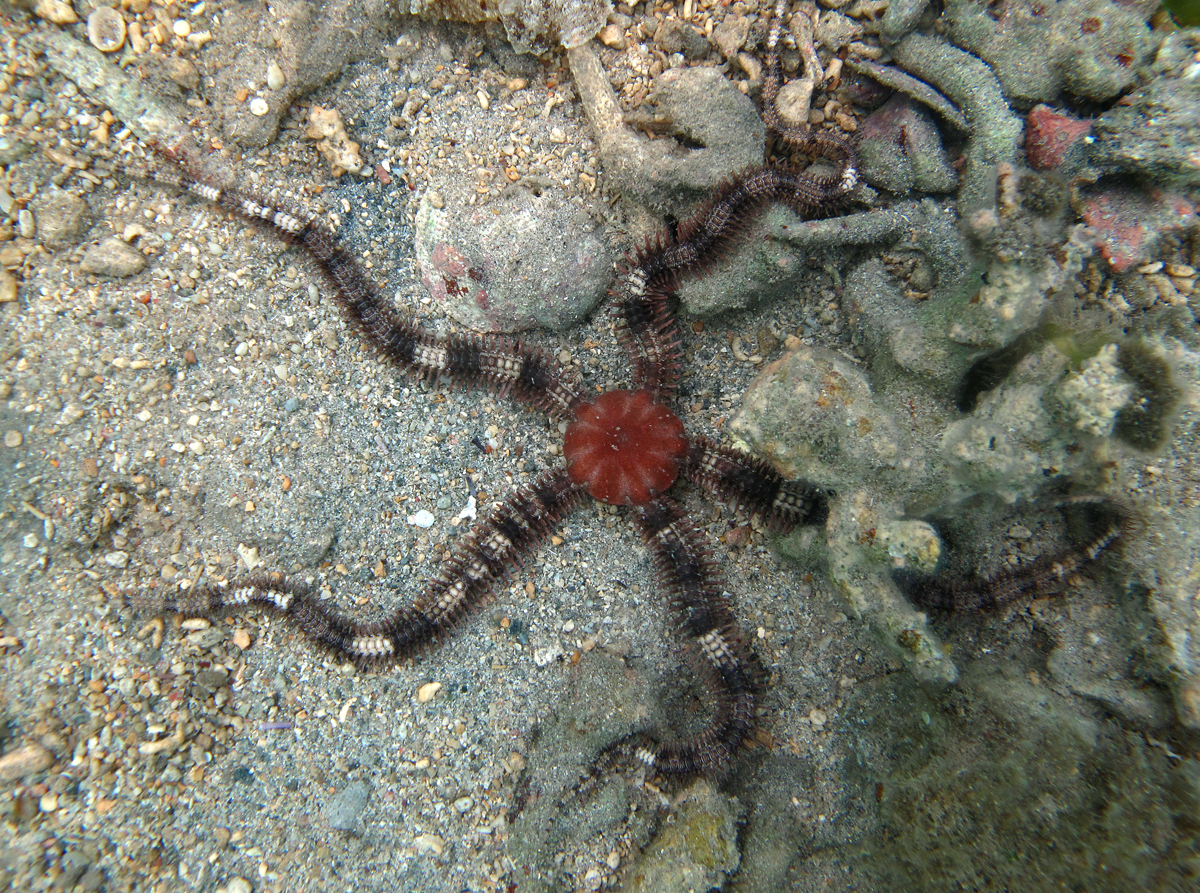
Ophiocoma dentata ‡
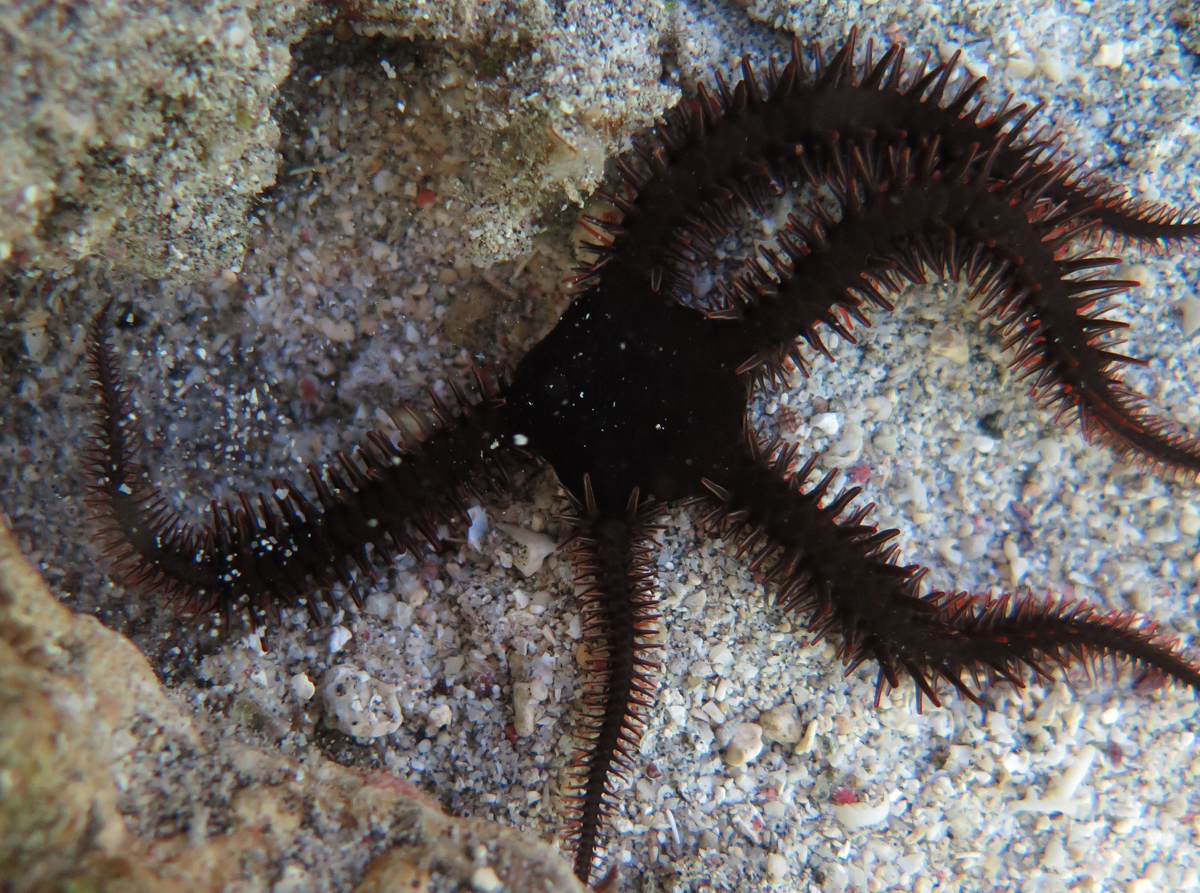
Ophiocoma erinaceus ‡
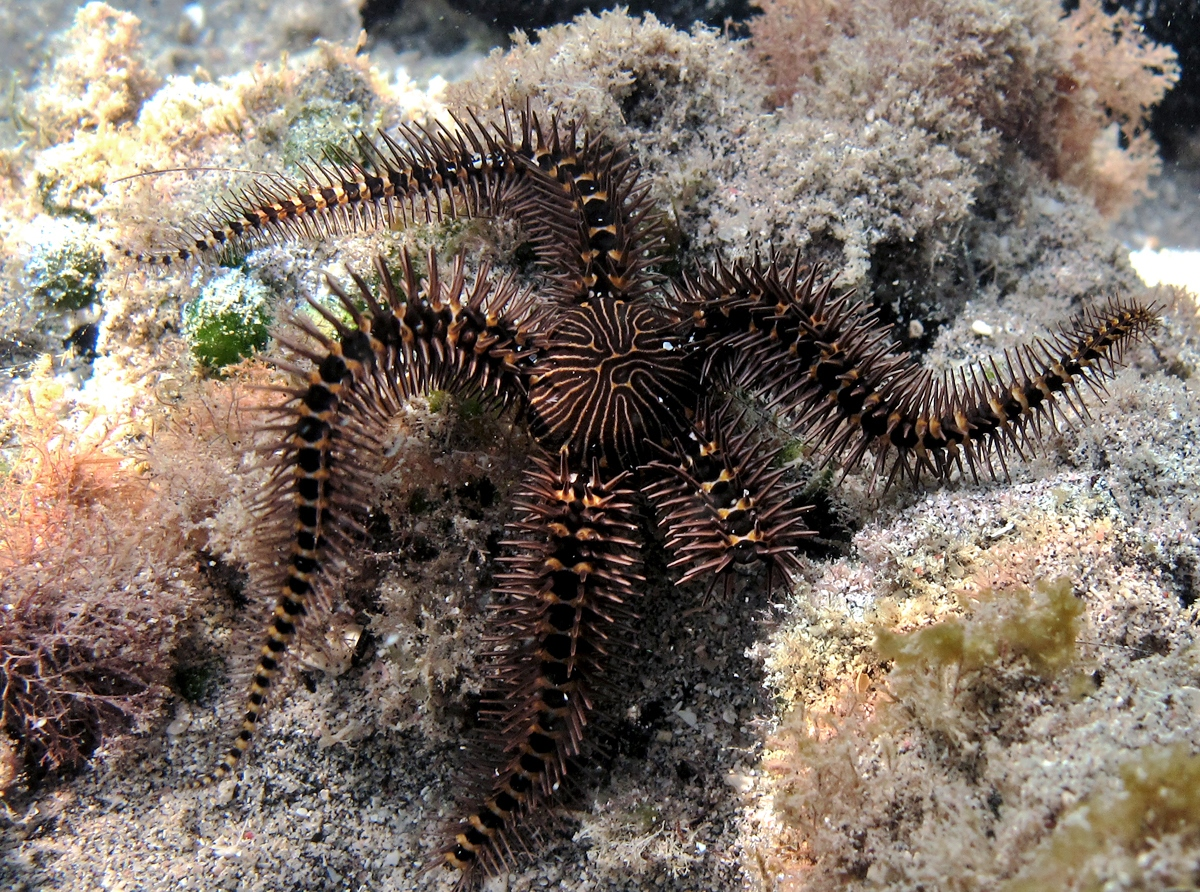
Ophiocoma pica ‡
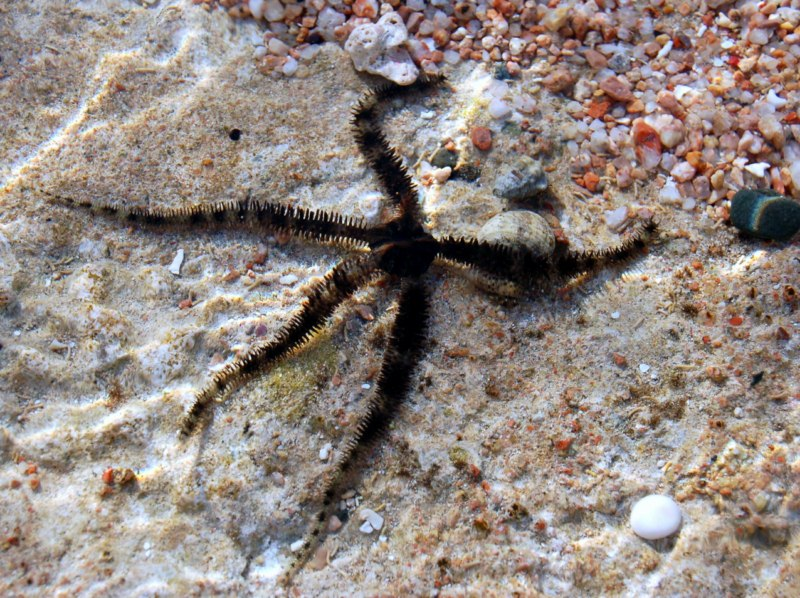
Ophiocoma scolopendrina ‡
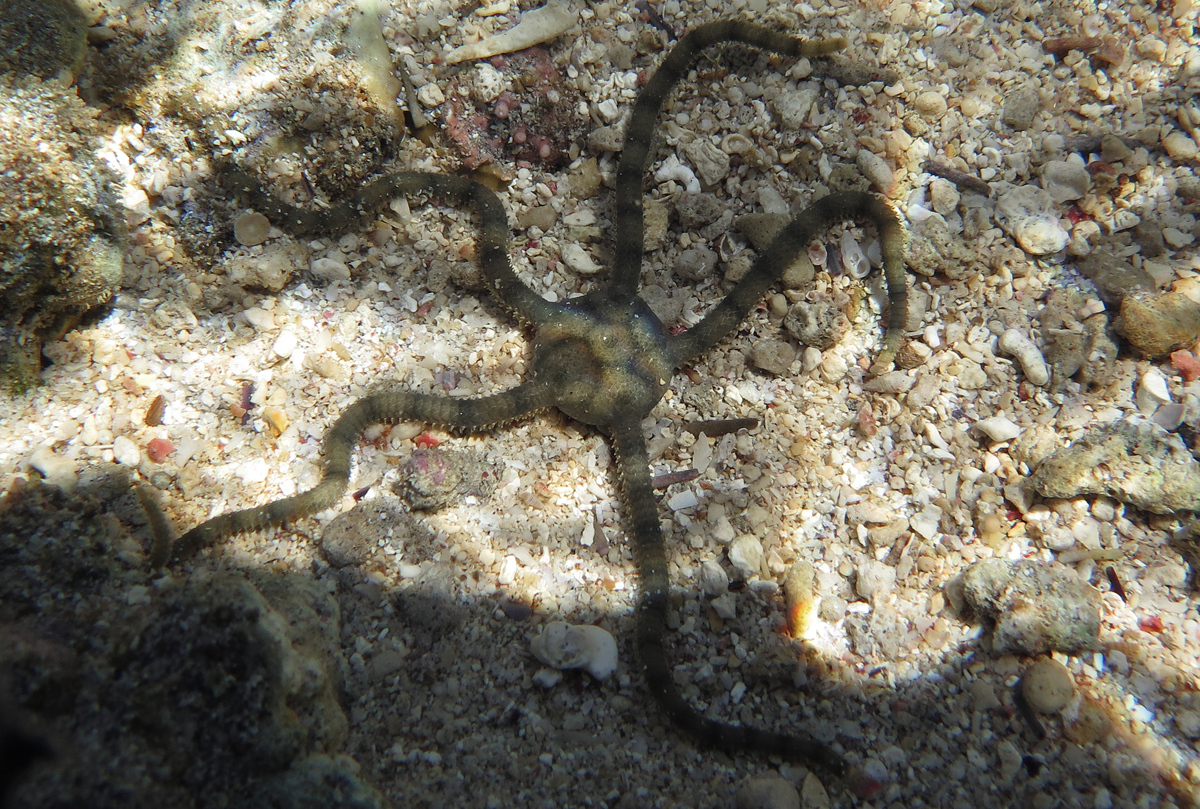
Ophioplocus imbricatus ‡
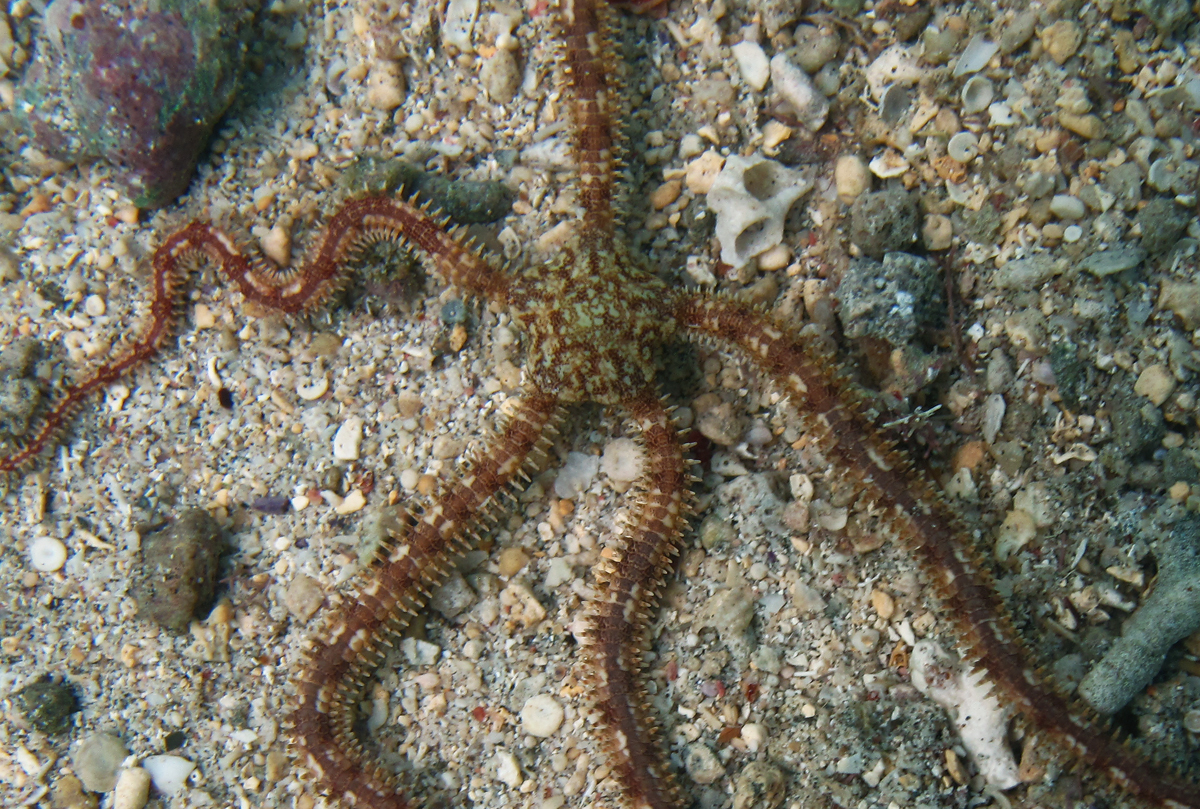
Ophionereis porrecta (complexe d'espèces) ‡
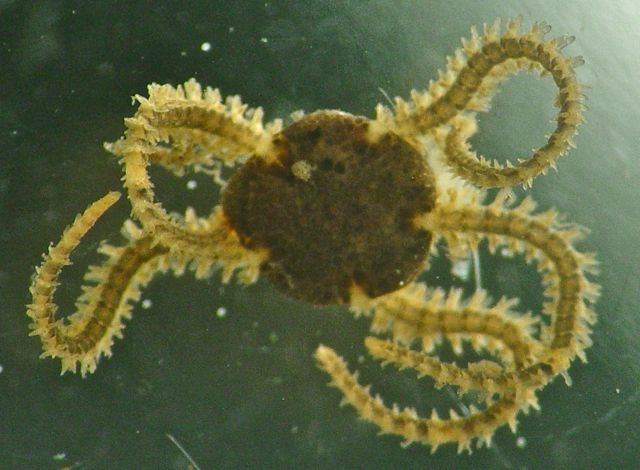
Amphipholis squamata ‡
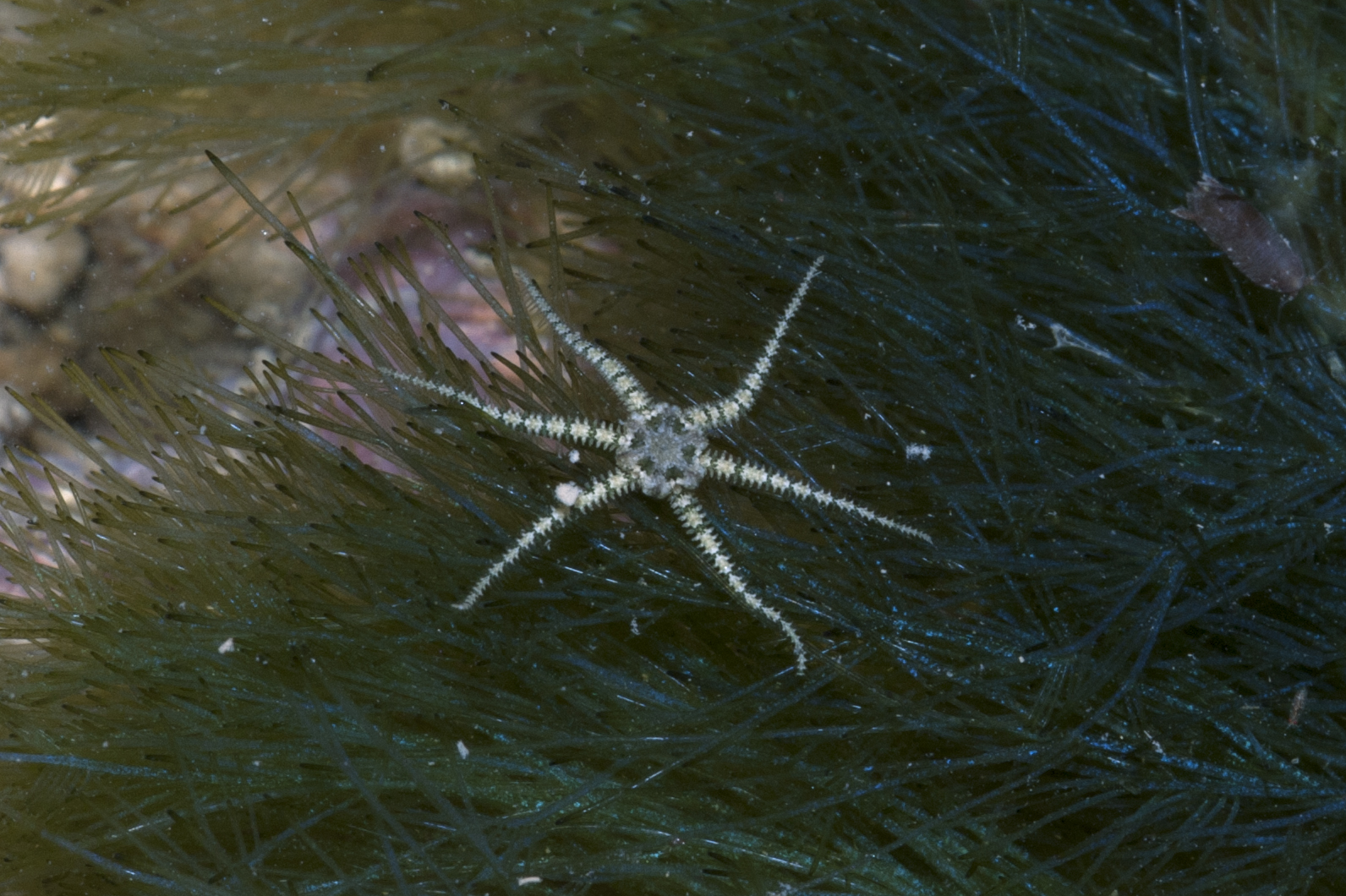
Ophiactis savignyi ‡
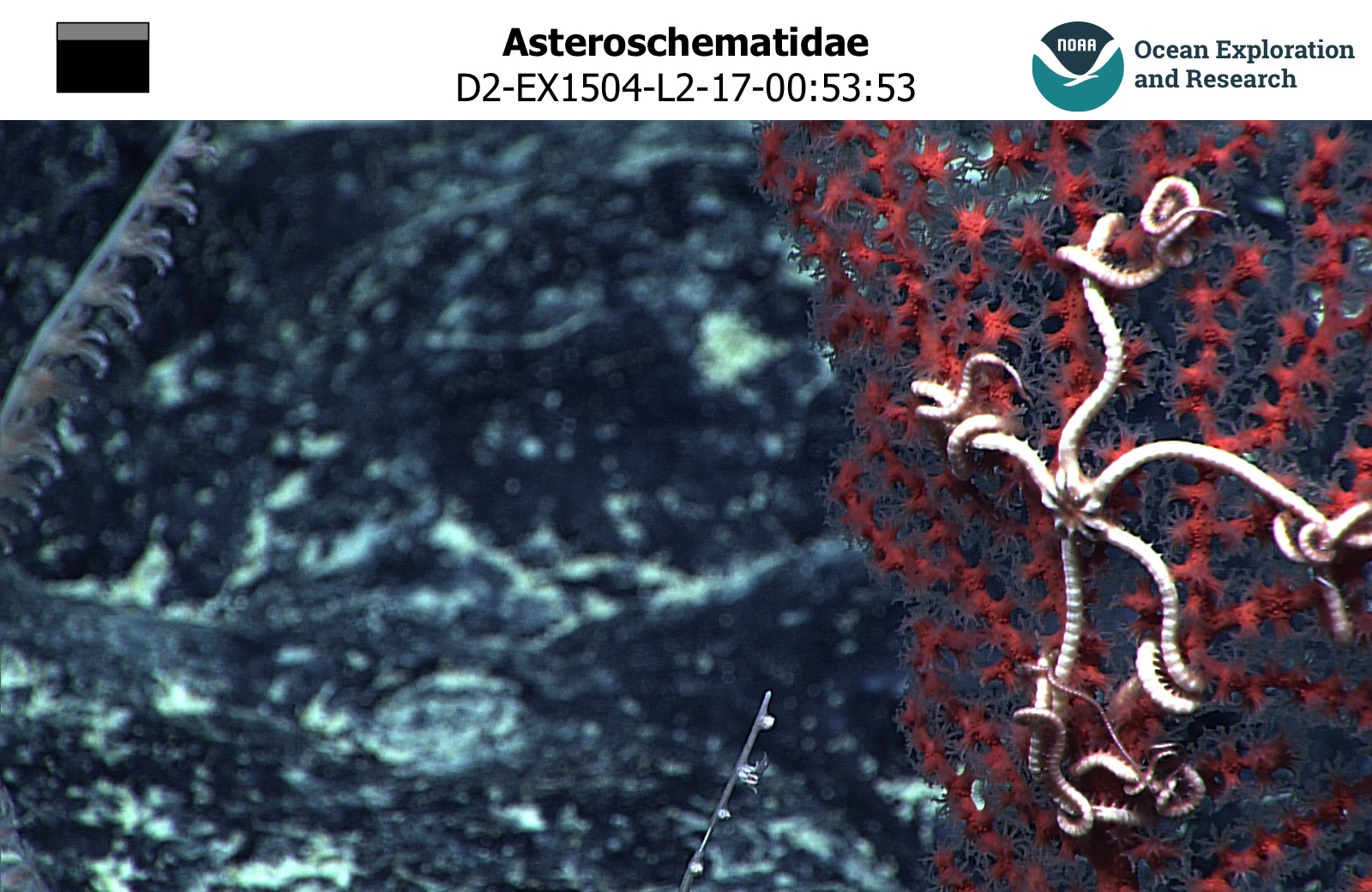
Une ophiure euryale de la famille des Asteroschematidae (abyssale)
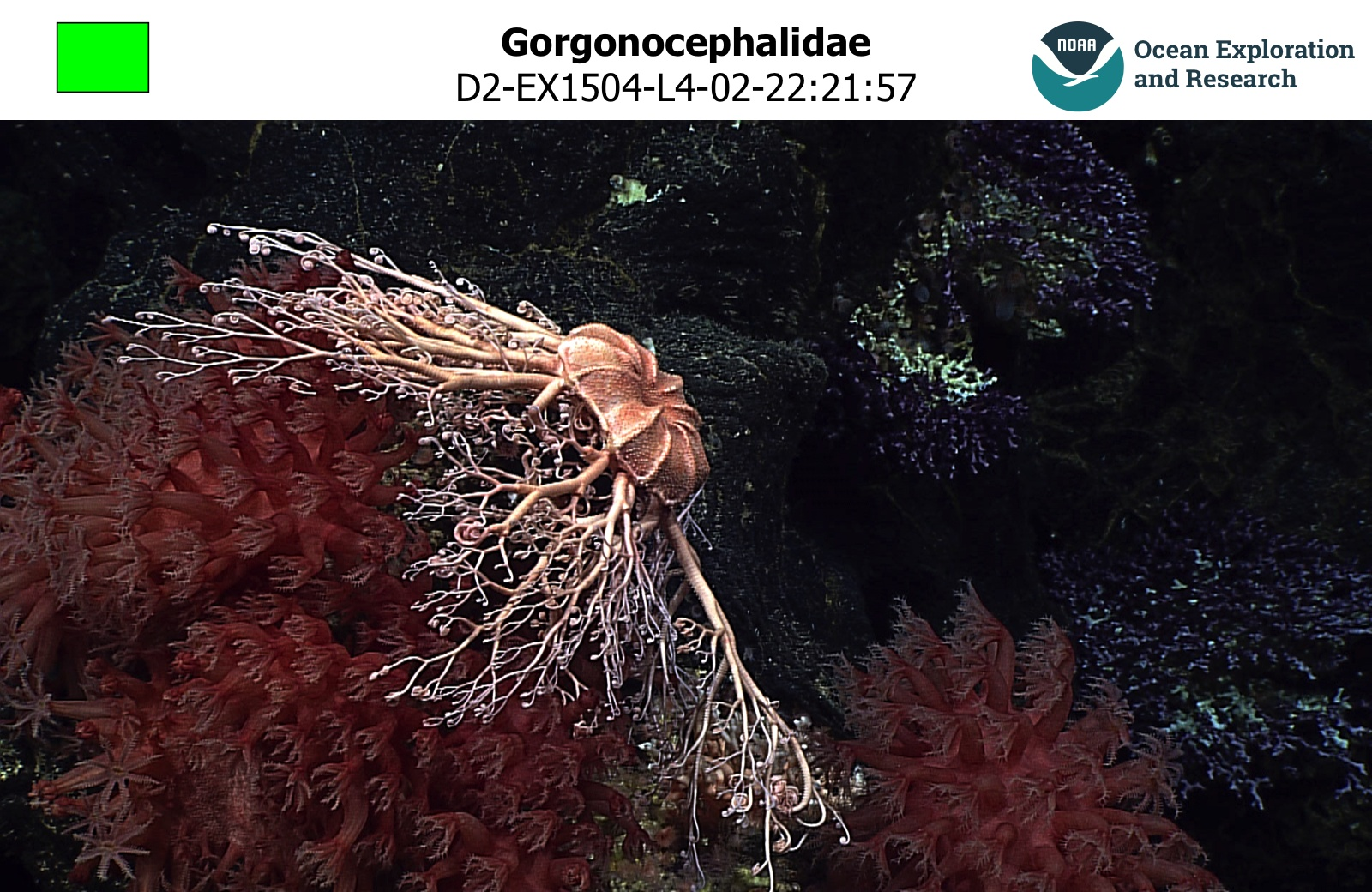
Une ophiure euryale de la famille des Gorgonocephalidae (abyssale)

Non illustrées : Ophiomyxa fisheri, Ophiocoma macroplaca, Ophiocoma pusilla, Ophiomastix asperula, Ophionereis degeneri, Ophiura fisheri, Macrophiothrix demessa, Ophiothrix lepidus.

## Crinoïdes
Les crinoïdes forment le plus ancien groupe d'échinodermes actuels, répartis entre les « crinoïdes vrais », qui comme les espèces du Paléozoïque sont attachées par une tige, et les « comatules », qui peuvent se déplacer sur des cirrhes, et qui forment l'essentiel des espèces de la zone euphotique. Leur corps se compose d'un « calice » d'où rayonnent de nombreux bras pourvus de pinnules (qui leur donnent un aspect plumeux), elles-mêmes couvertes de podia collants destinés à attraper le plancton dont se nourrit l'animal. La plupart des espèces demeurent enroulées et dissimulées pendant la journée, et n'étendent leurs bras qu'à la nuit tombée.
Les crinoïdes ont besoin d'une eau pure et riche en plancton, et vivent principalement sur les falaises sous-marines où le courant est important. C'est peut-être pour des raisons de chimie de l'eau que les crinoïdes sont particulièrement rares à Hawaii (comme à La Réunion, île assez similaire à bien des égards) : en dehors de la présence occasionnelle possible de quelques petites comatules littorales comme Dichrometra palmata (signalée par Clark & Rowe 1971 sur la base de deux mention douteuses de seconde main et jamais observée dans aucune enquête de terrain), les crinoïdes hawaiiens sont principalement des espèces abyssales. Selon le Bishop Museum, on trouverait dans les eaux d'Hawaii 16 espèces différentes de crinoïdes, toutes profondeurs confondues.

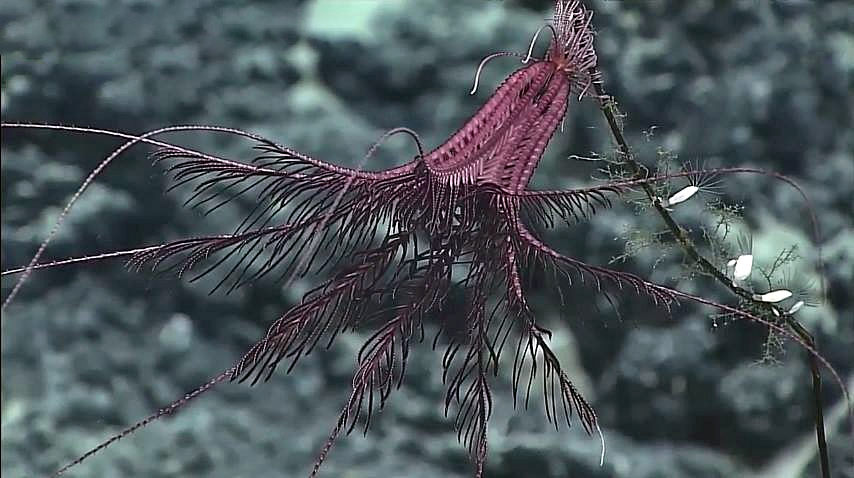
Sarametra triserialis (abyssale)
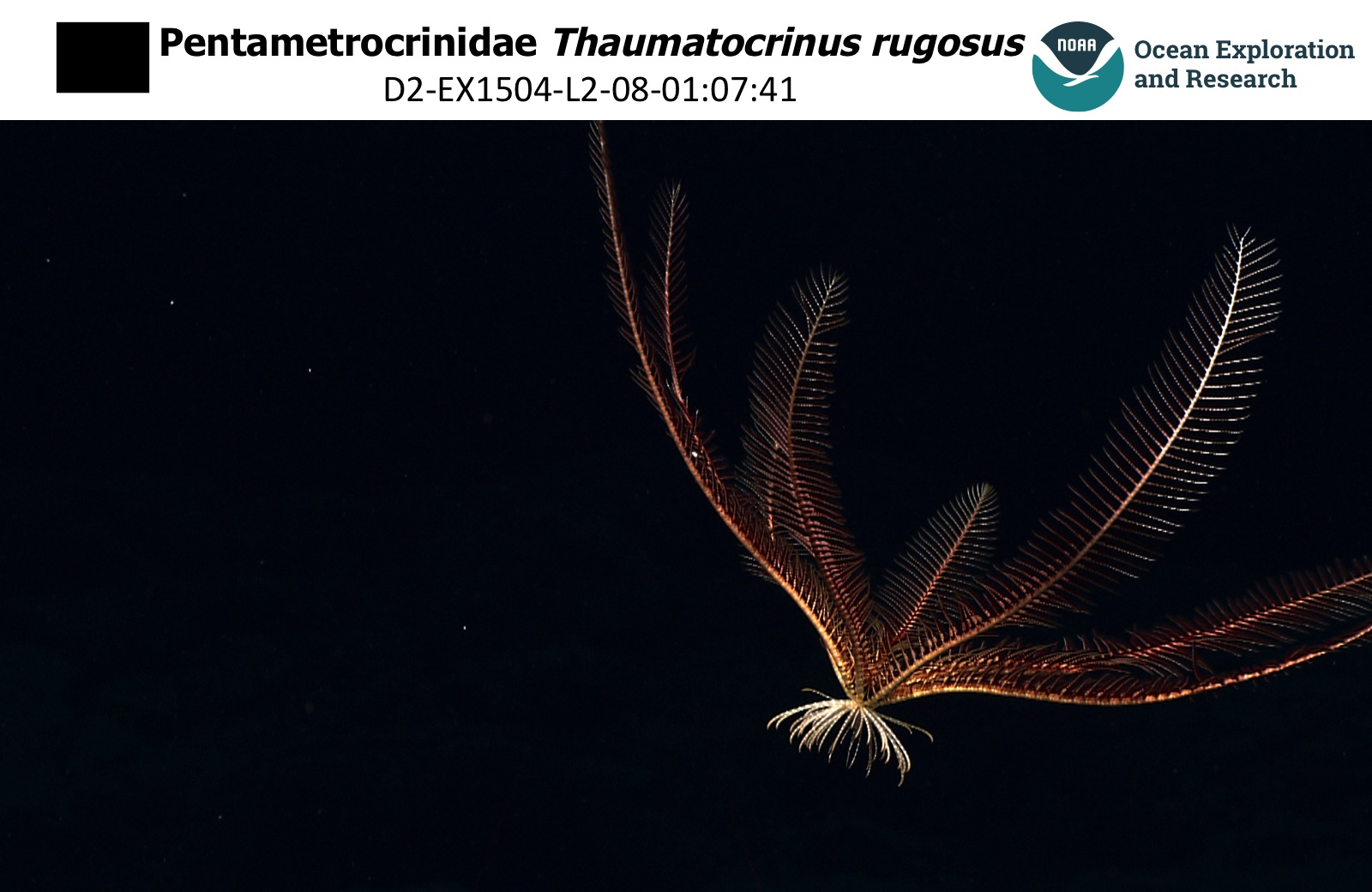
Thaumatocrinus rugosus (abyssale)

## Oursins

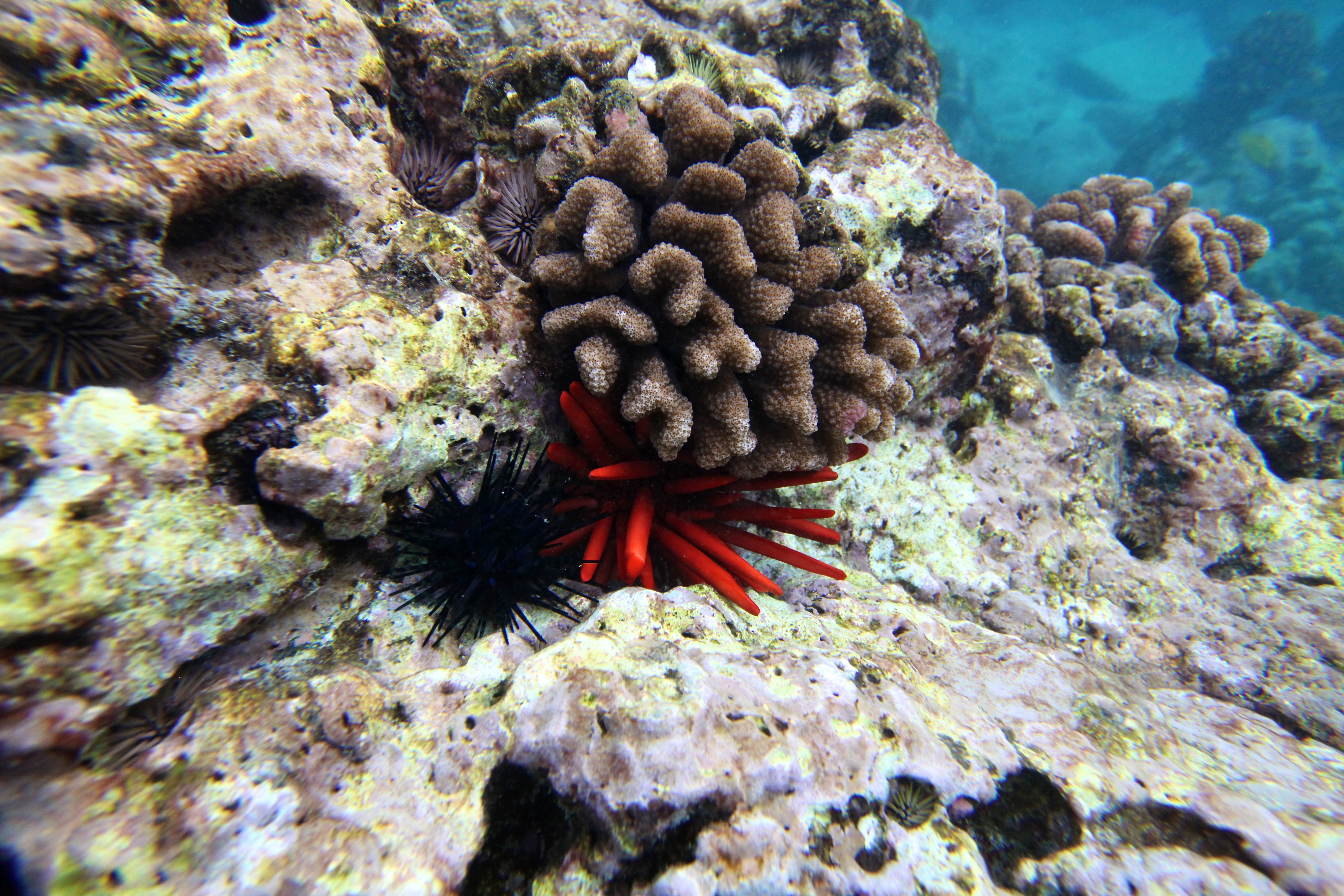
Les trois espèces récifales les plus courantes dans les lagons coralliens d'Hawaii.

Le corps des oursins est protégé par une coque calcaire (appelée « test »), recouverte de solides piquants (appelés « radioles »). Chez les oursins dits « réguliers » le test a la forme d’une sphère ou demi-sphère plus ou moins aplatie dorsalement et armée de piquants de taille variable selon des familles. Ceux-ci sont articulés à leur base et servent à la défense et en partie à la locomotion (assistés par de petits pieds à ventouse appelés « podia »). Au centre de la face orale se trouve une bouche dotée d’un appareil masticateur à cinq dents nommé « lanterne d'Aristote ». Il existe aussi des oursins « irréguliers » qui peuvent être oblongs ou plats, et chez lesquels l'anus et parfois la bouche ont migré vers un bord du test ; ce sont des oursins fouisseurs, que l'on trouve généralement enterrés dans le sable.
Les oursins bien dissimulés peuvent provoquer des piqûres douloureuses chez les baigneurs imprudents, et ceux de certaines familles (comme l'oursin-diadème Diadema setosum) sont venimeux - mais ne présentent pas un réel danger. 

Les oursins de faible profondeur sont pour la plupart des brouteurs d'algues : ainsi, leurs fluctuations de population (suppression de prédateurs, surpêche...) peuvent entraîner des modifications importantes de l'écosystème.
Selon le Bishop Museum, on trouverait dans les eaux d'Hawaii 84 espèces différentes d'oursins, toutes profondeurs confondues.

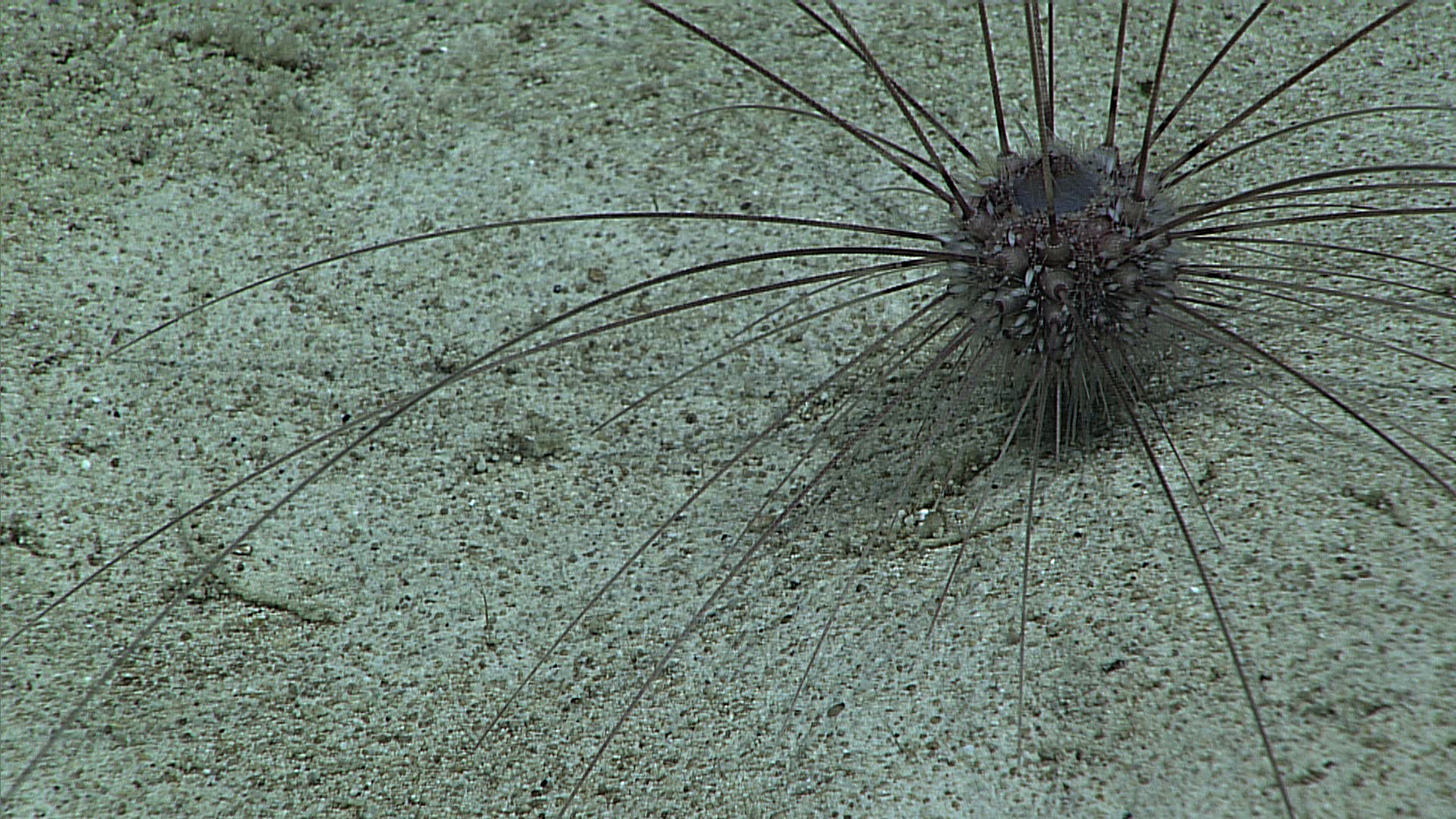
Aspidodiadema arcitum (abyssal)
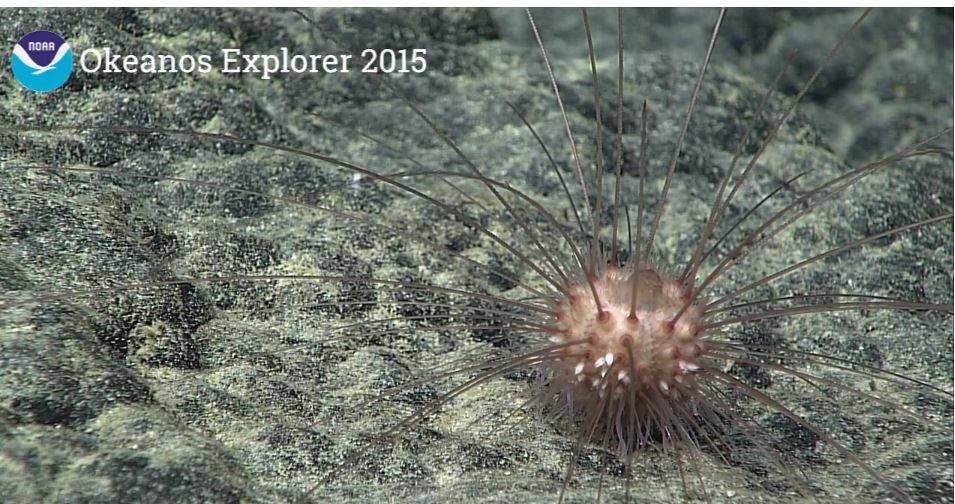
Aspidodiadema hawaiiensis (Ḣ, abyssal)
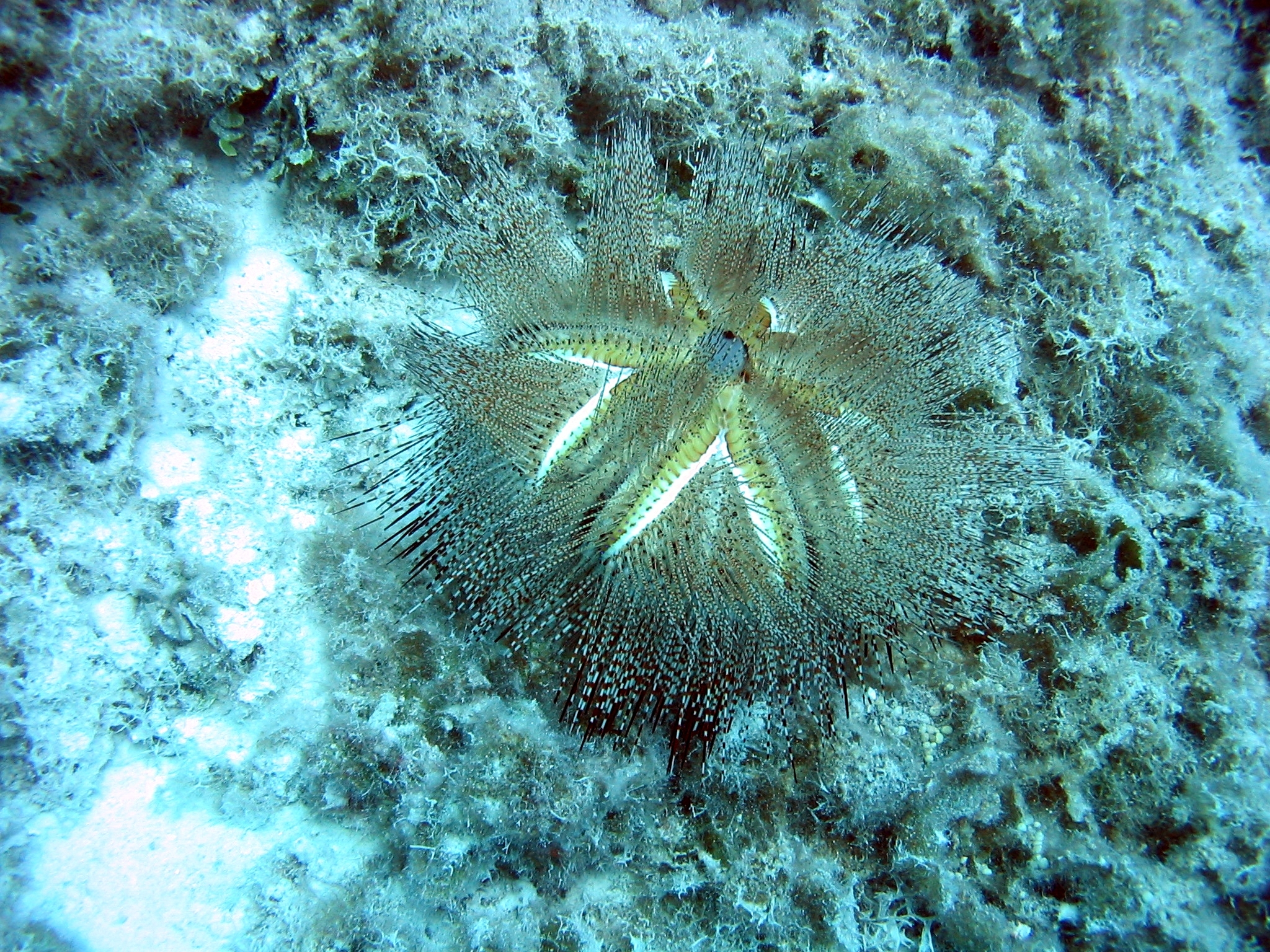
Astropyga radiata (couleur blanche rare)
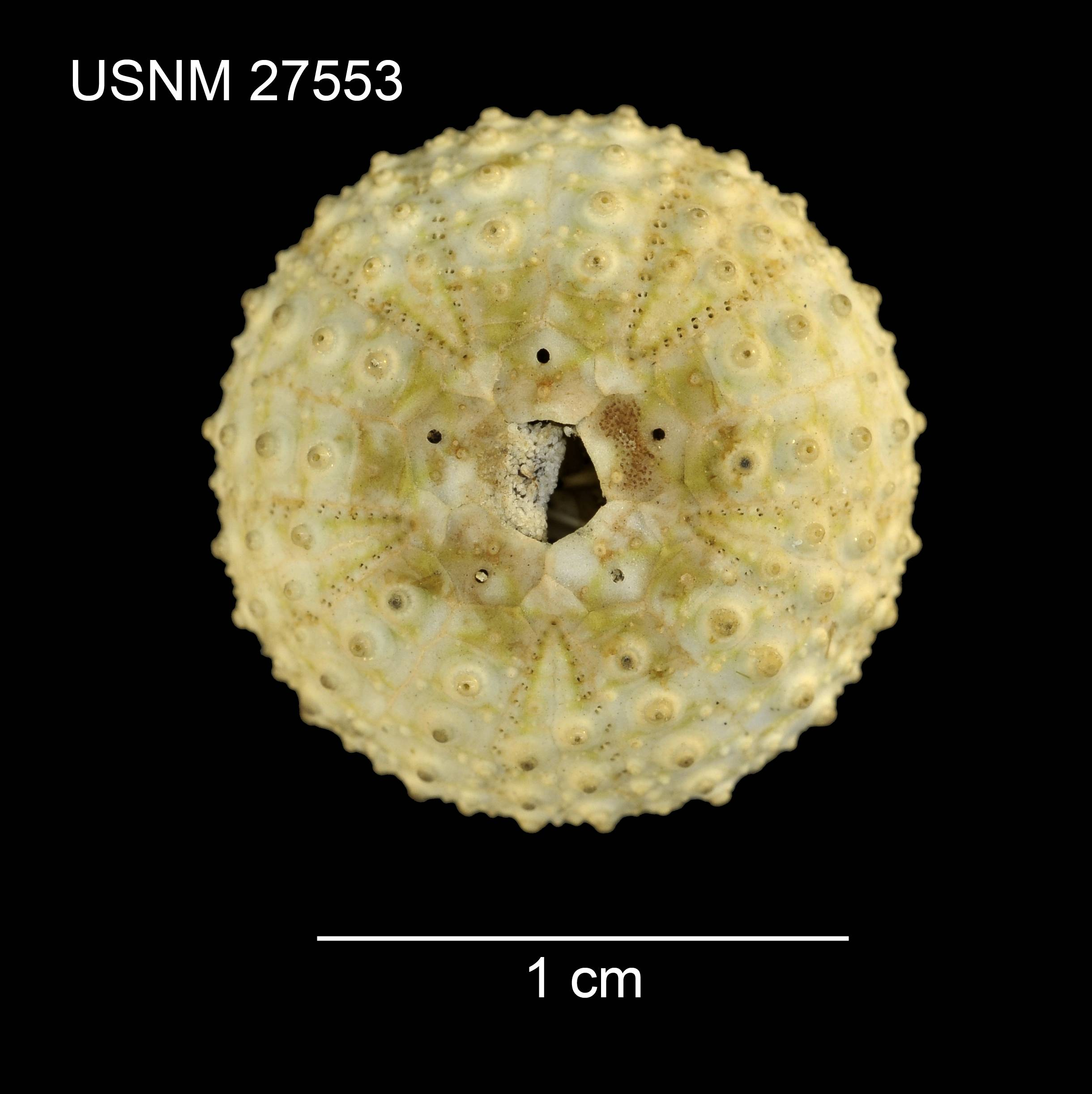
Centrostephanus asteriscus
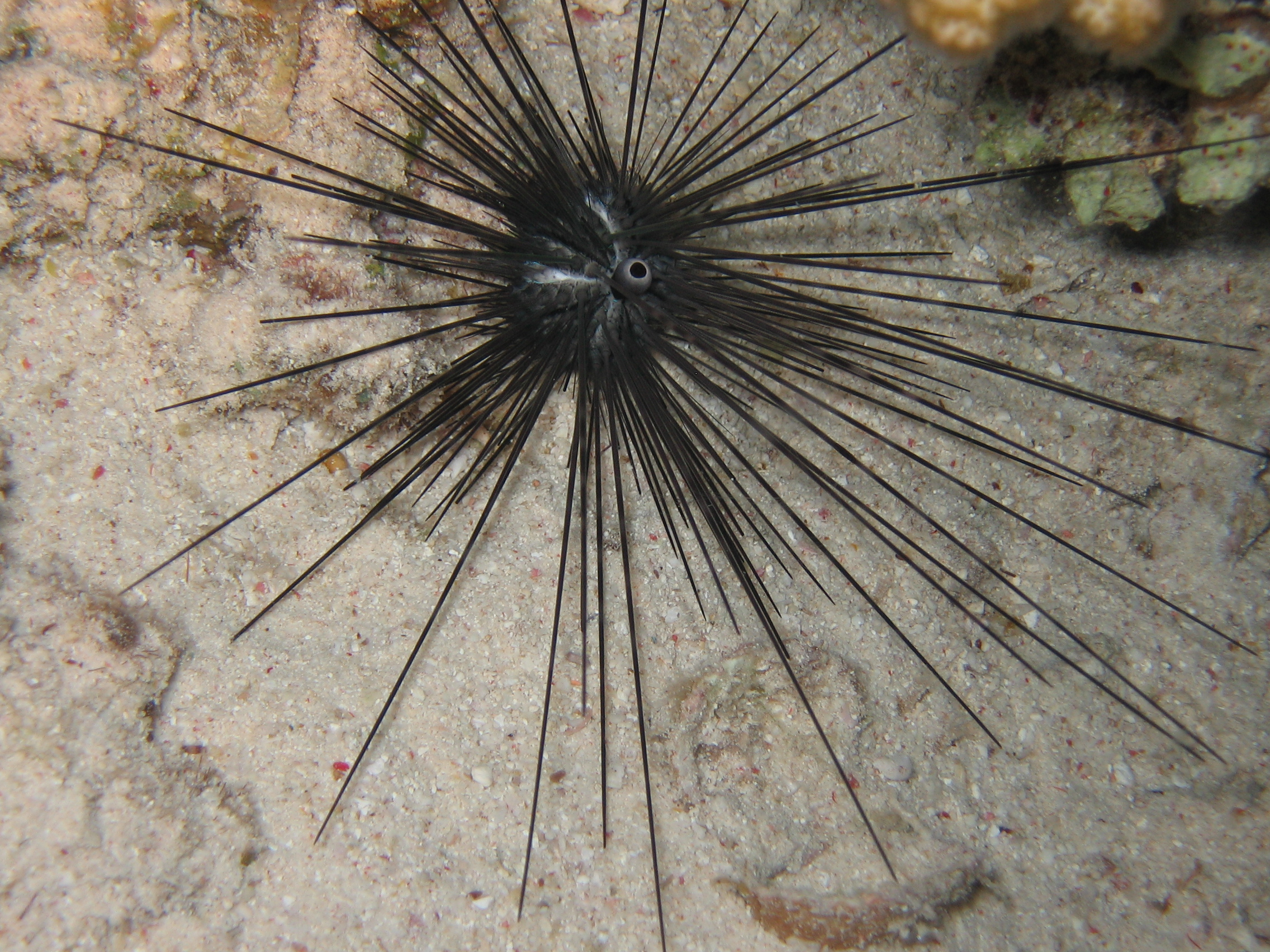
Diadema paucispinum ‡
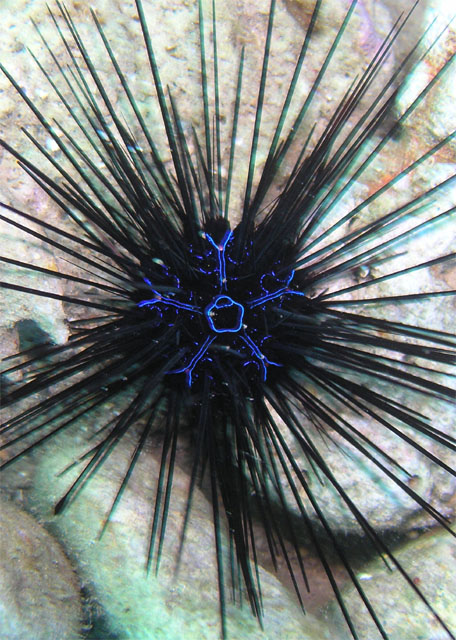
Diadema savignyi ‡
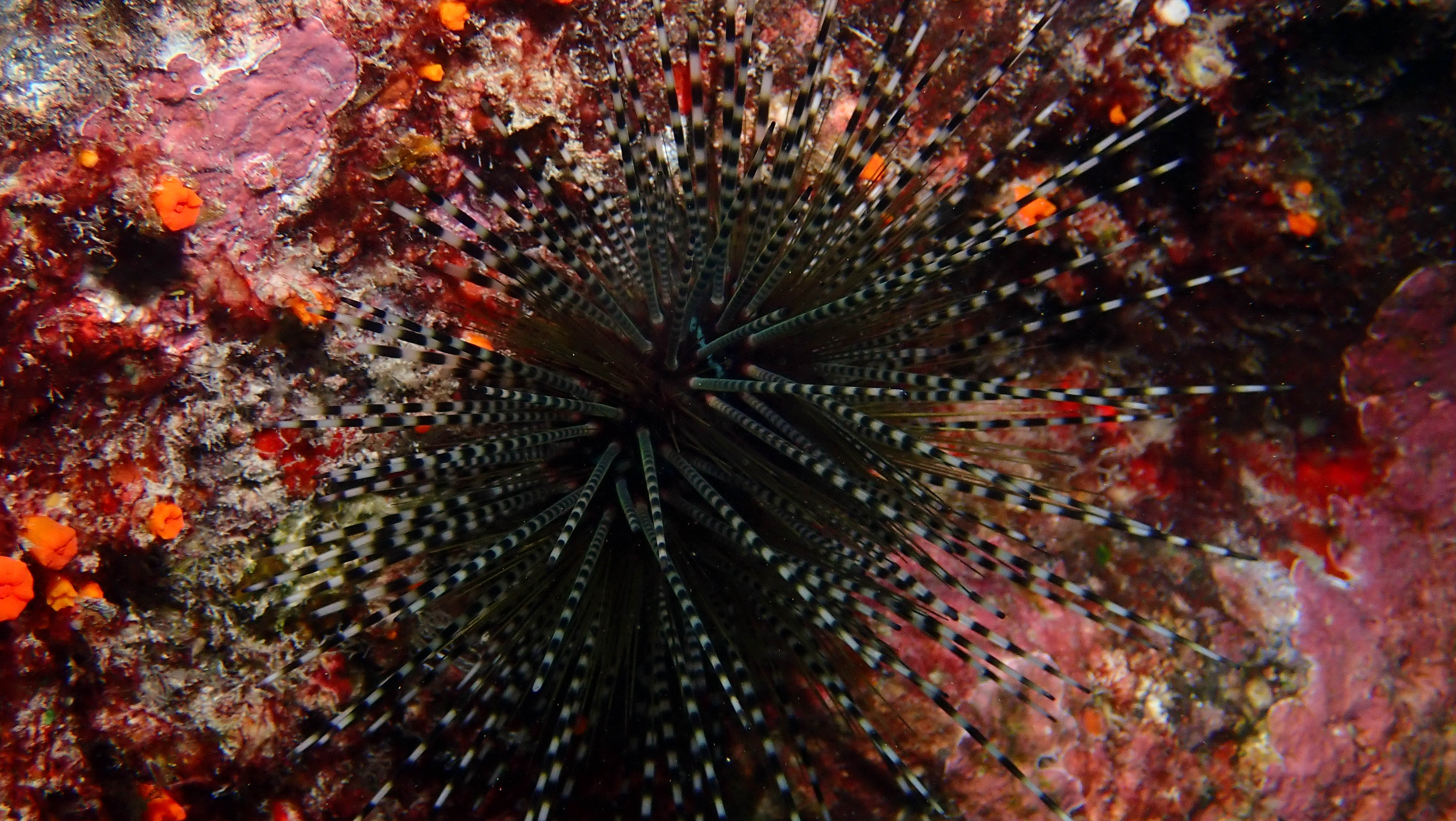
Echinothrix calamaris
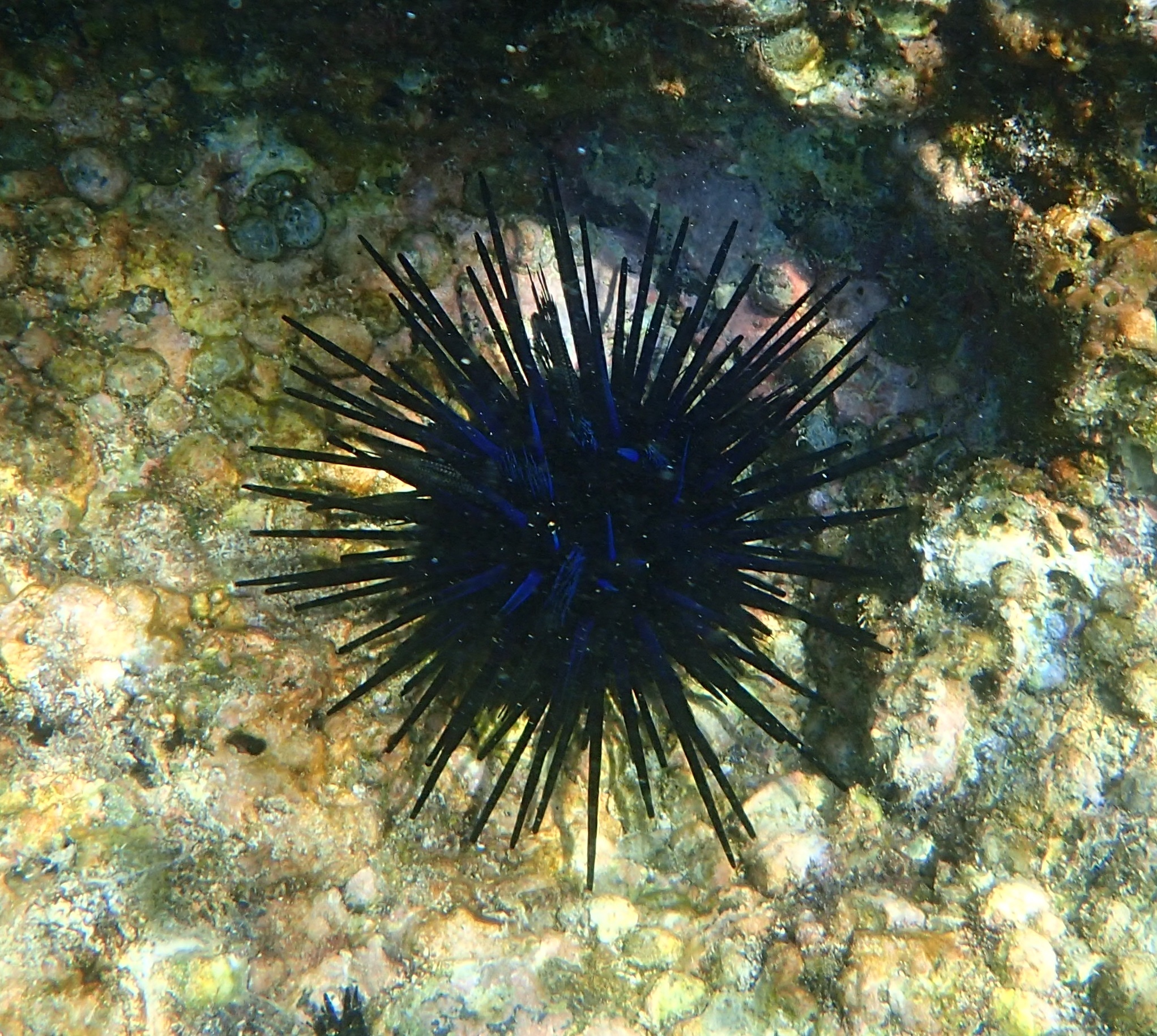
Echinothrix diadema
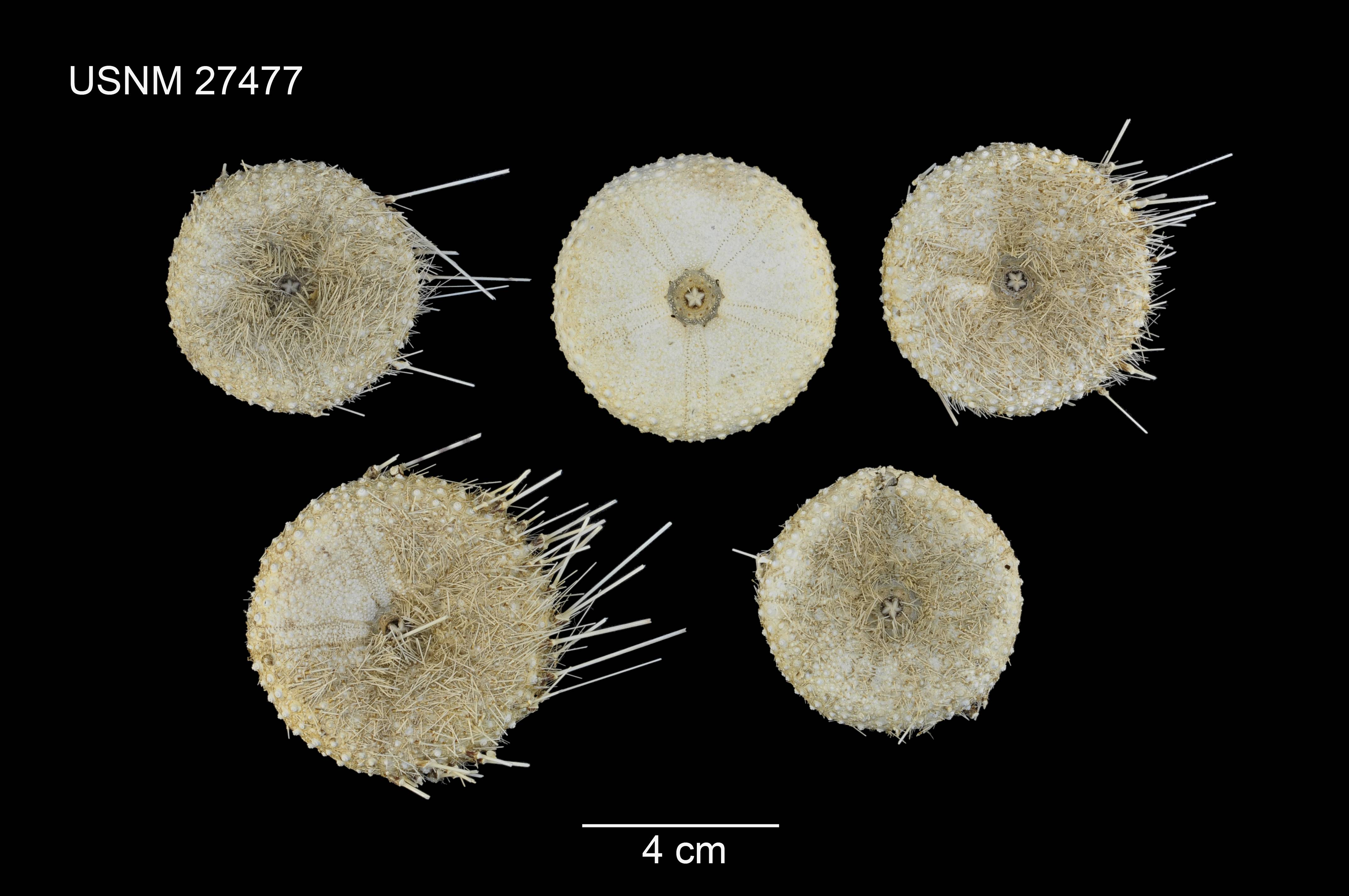
Chaetodiadema pallidum
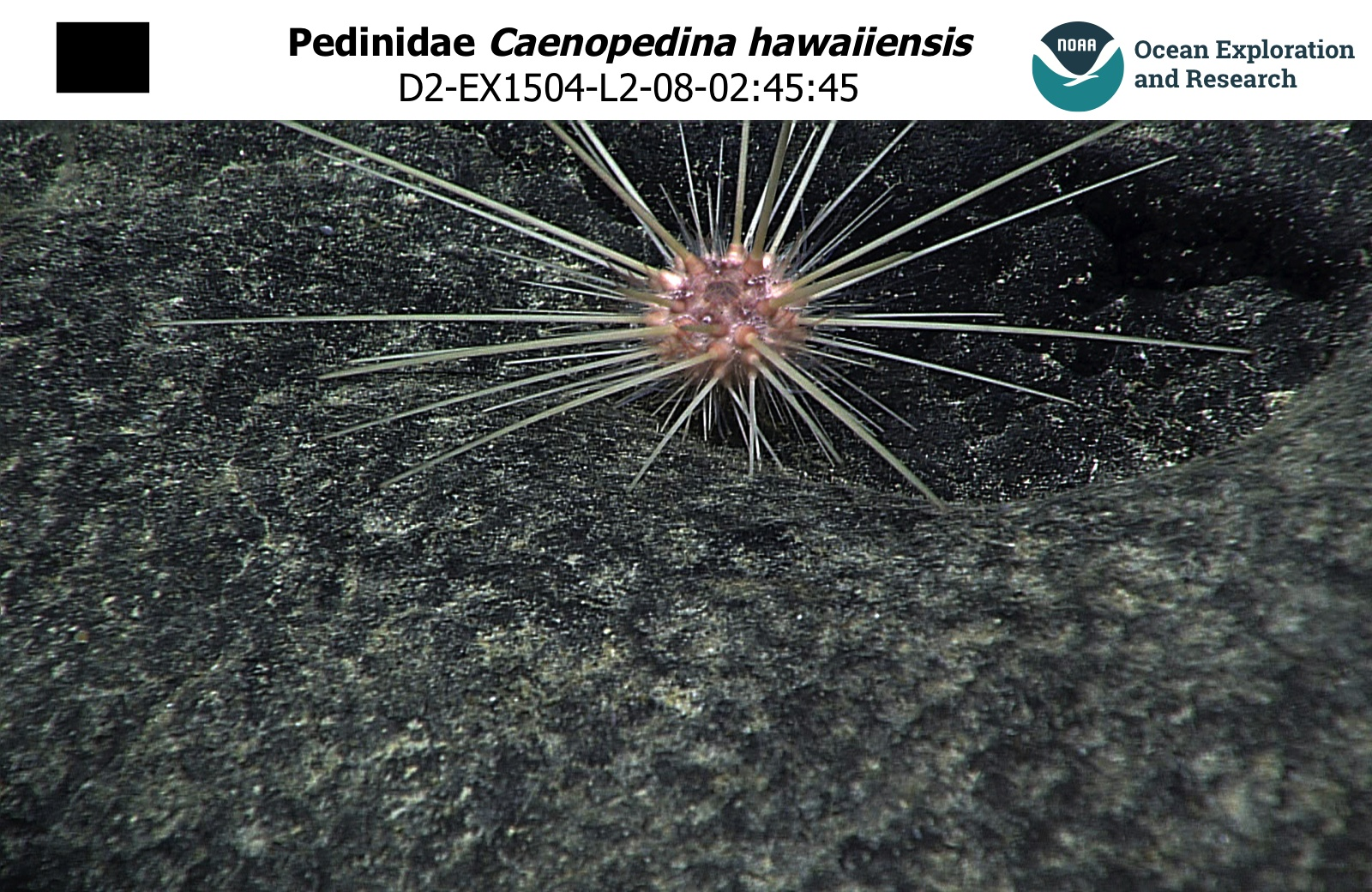
Caenopedina hawaiiensis (Ḣ, abyssal)
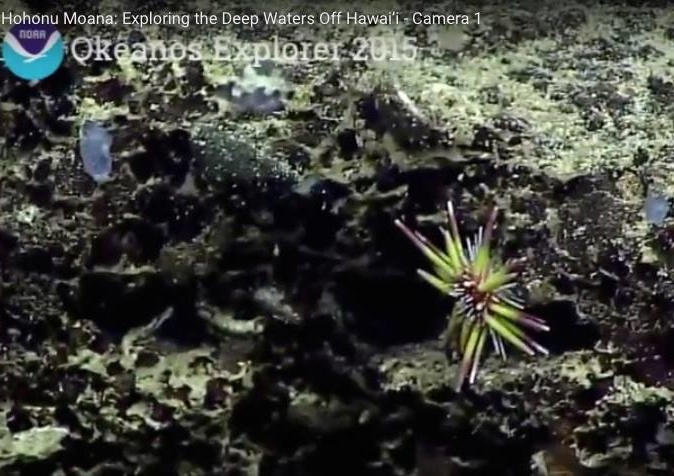
Caenopedina cf. pulchella (abyssal)
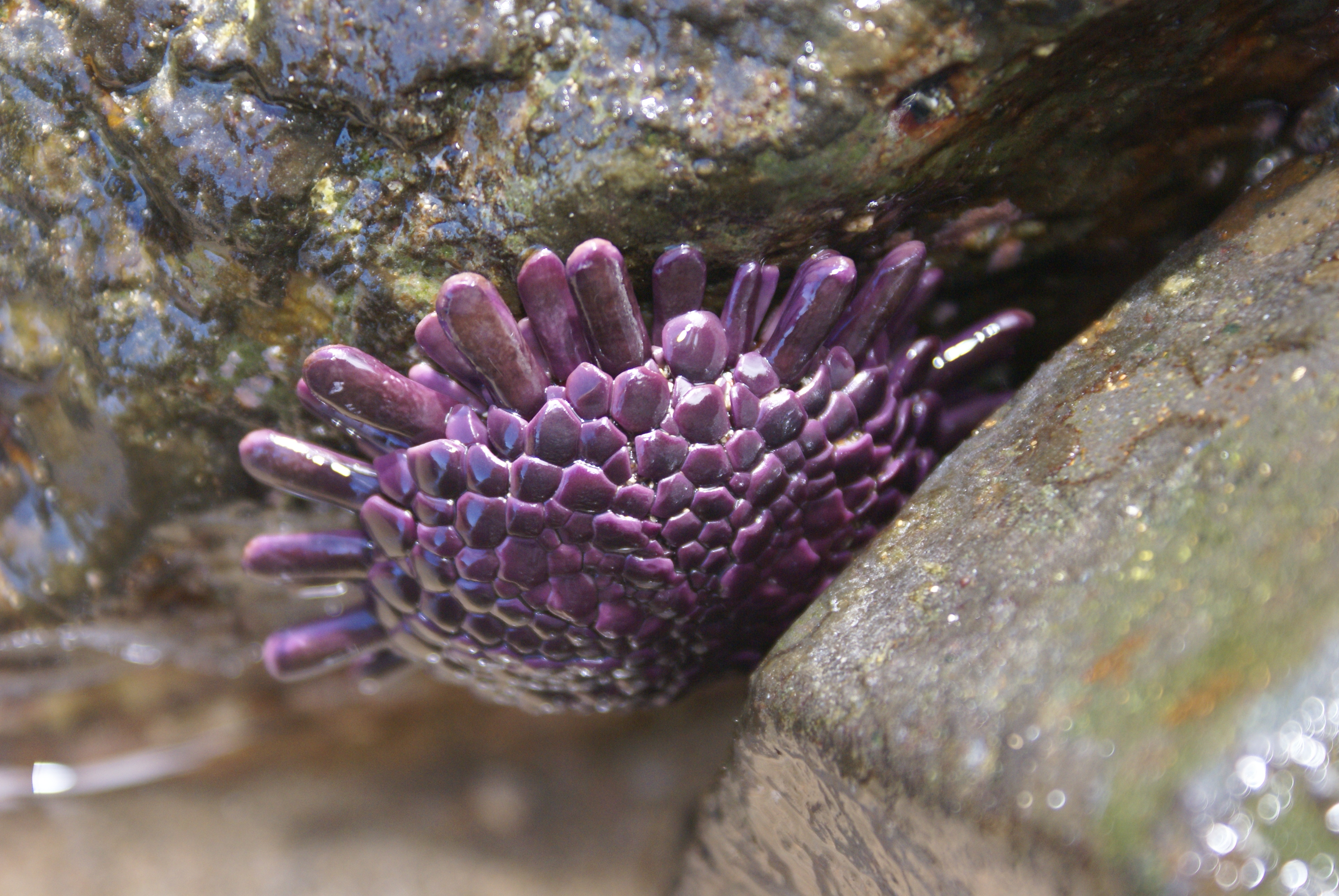
Colobocentrotus atratus
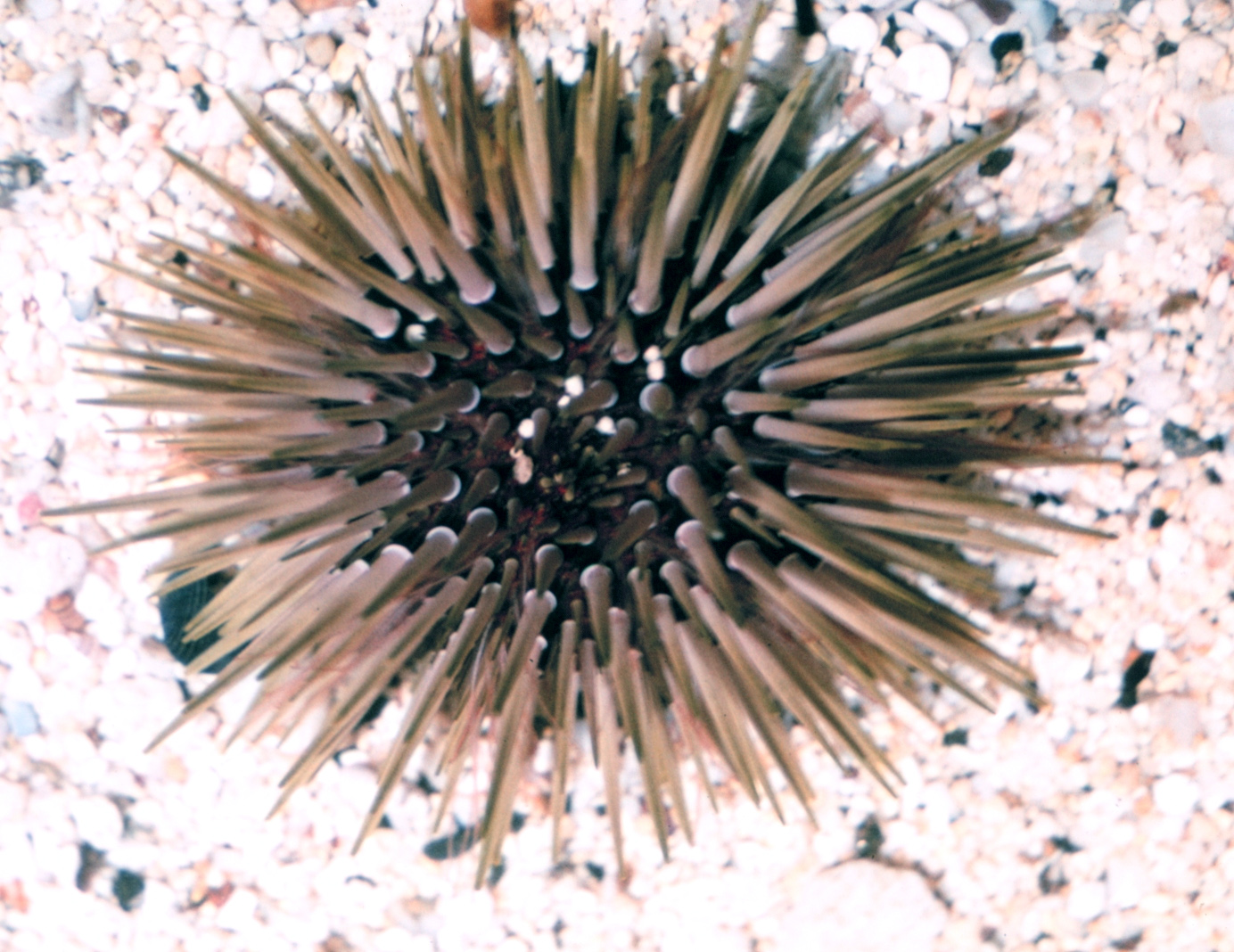
Echinometra mathaei
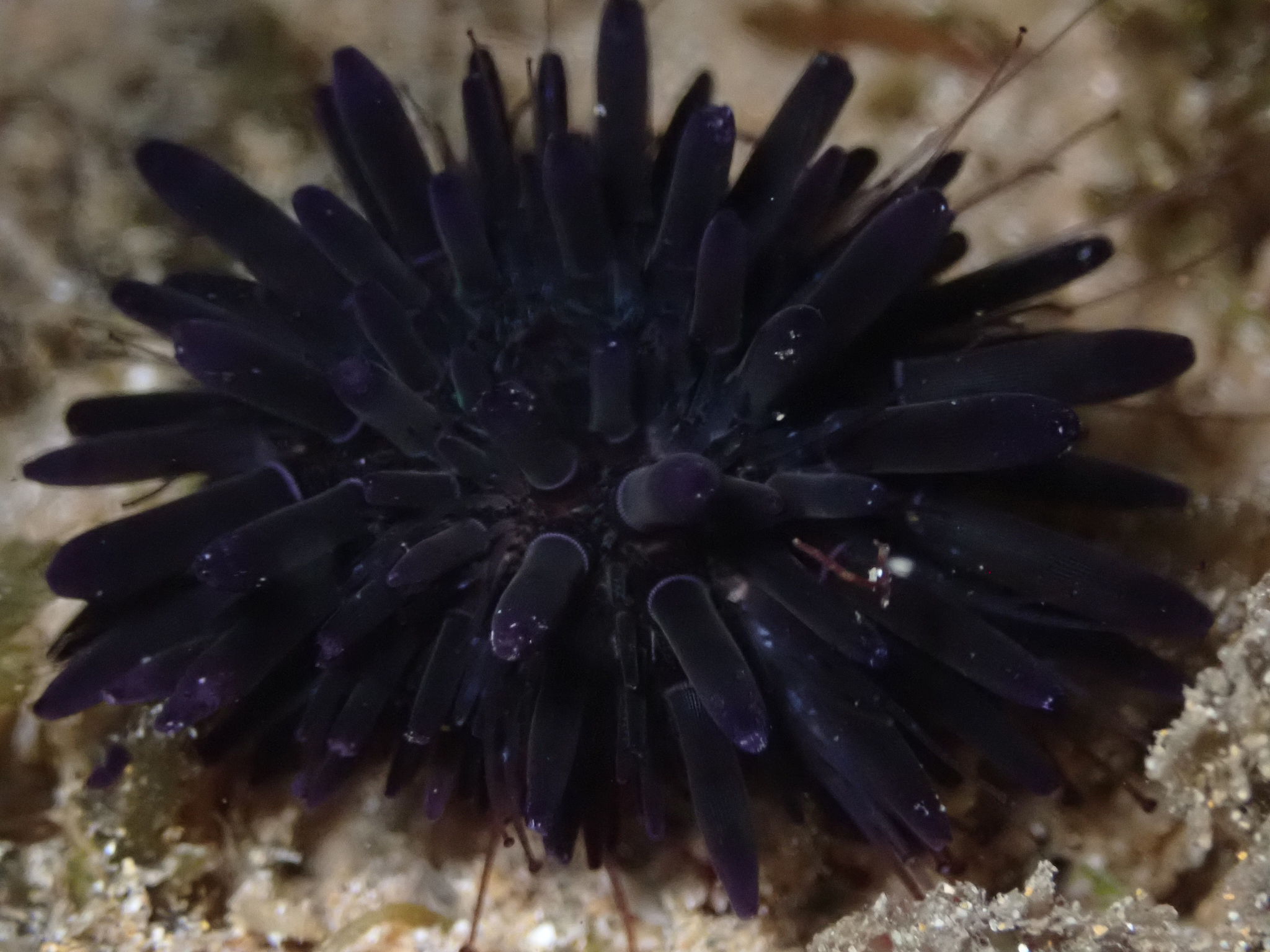
Echinometra oblonga
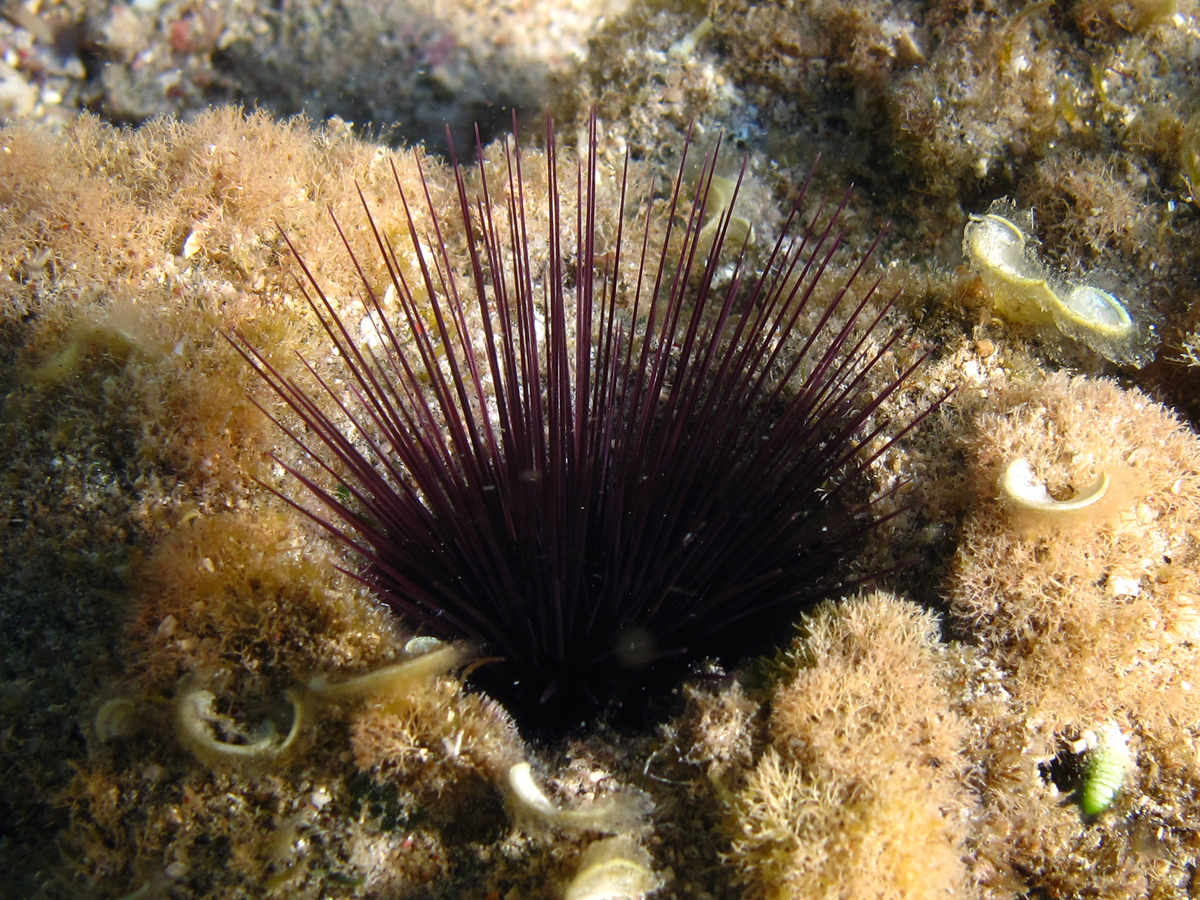
Echinostrephus aciculatus ‡
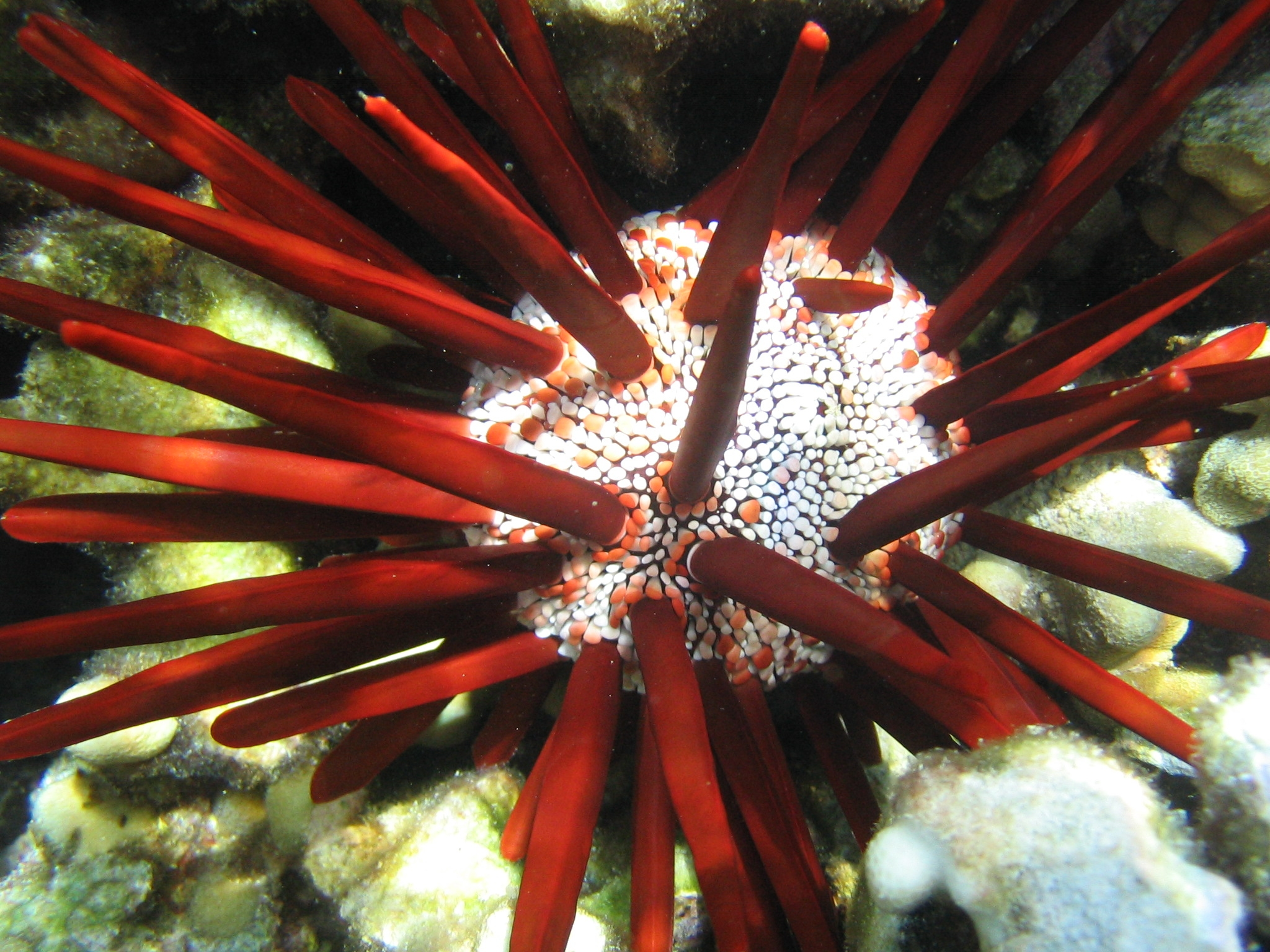
Heterocentrotus mamillatus
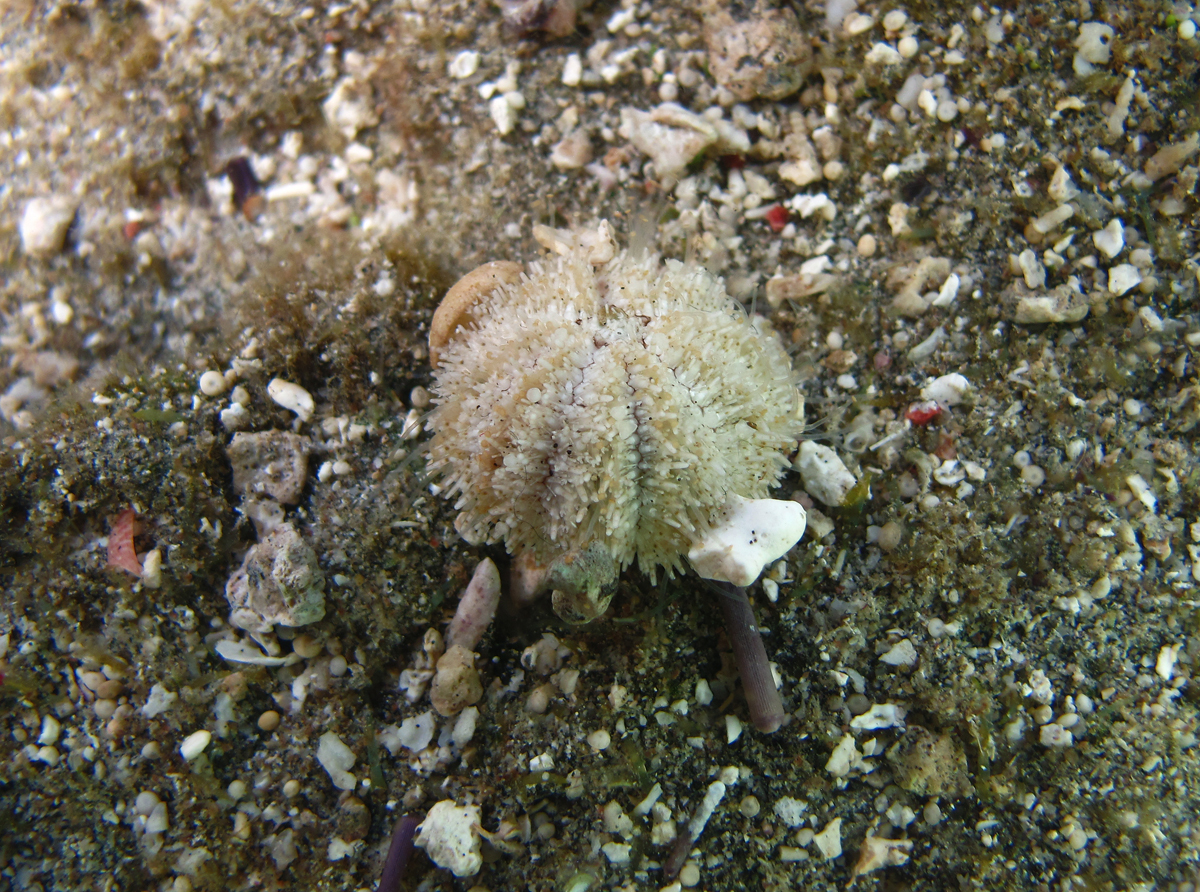
Nudechinus verruculatus ‡
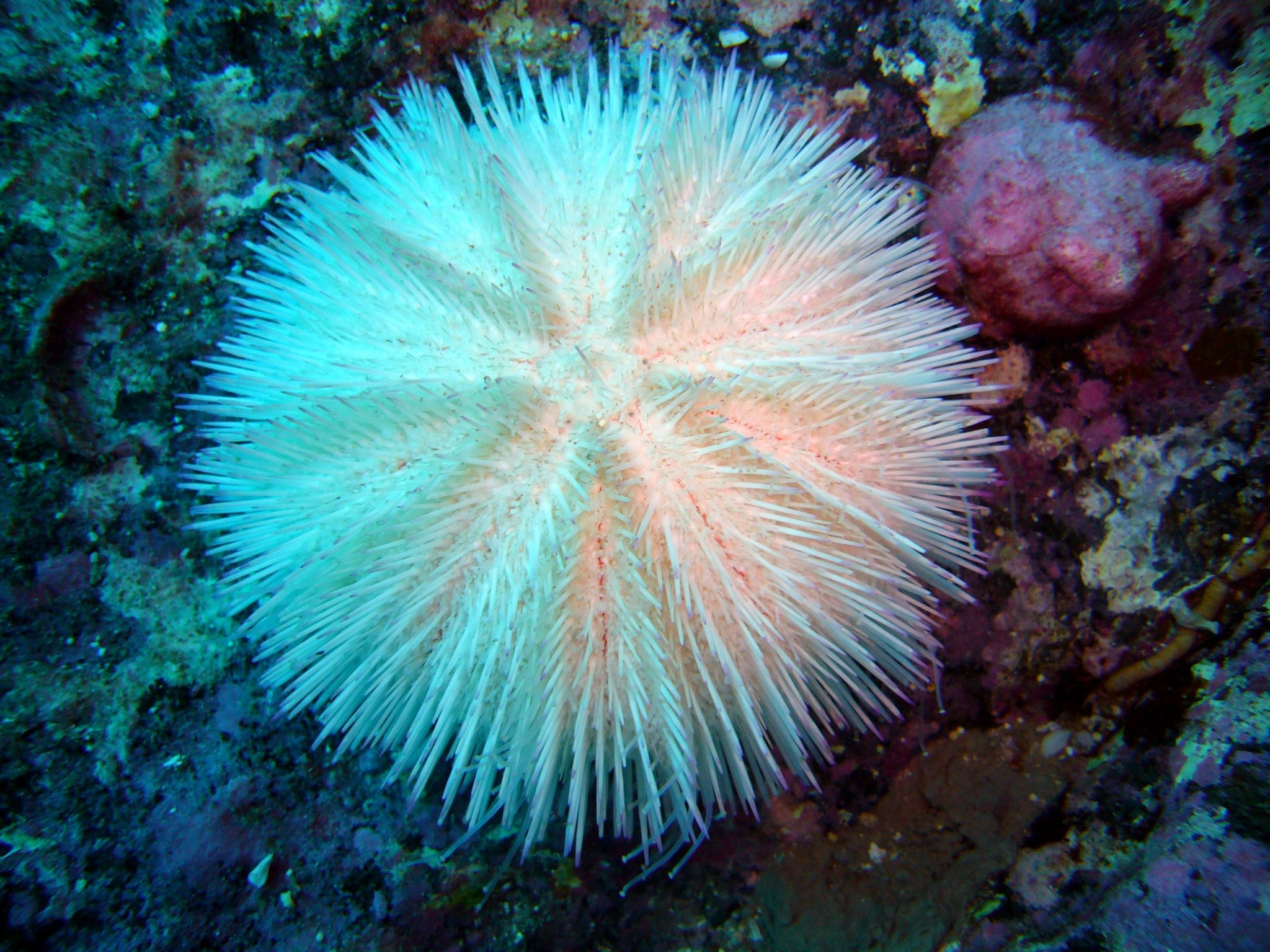
Pseudoboletia indiana ‡
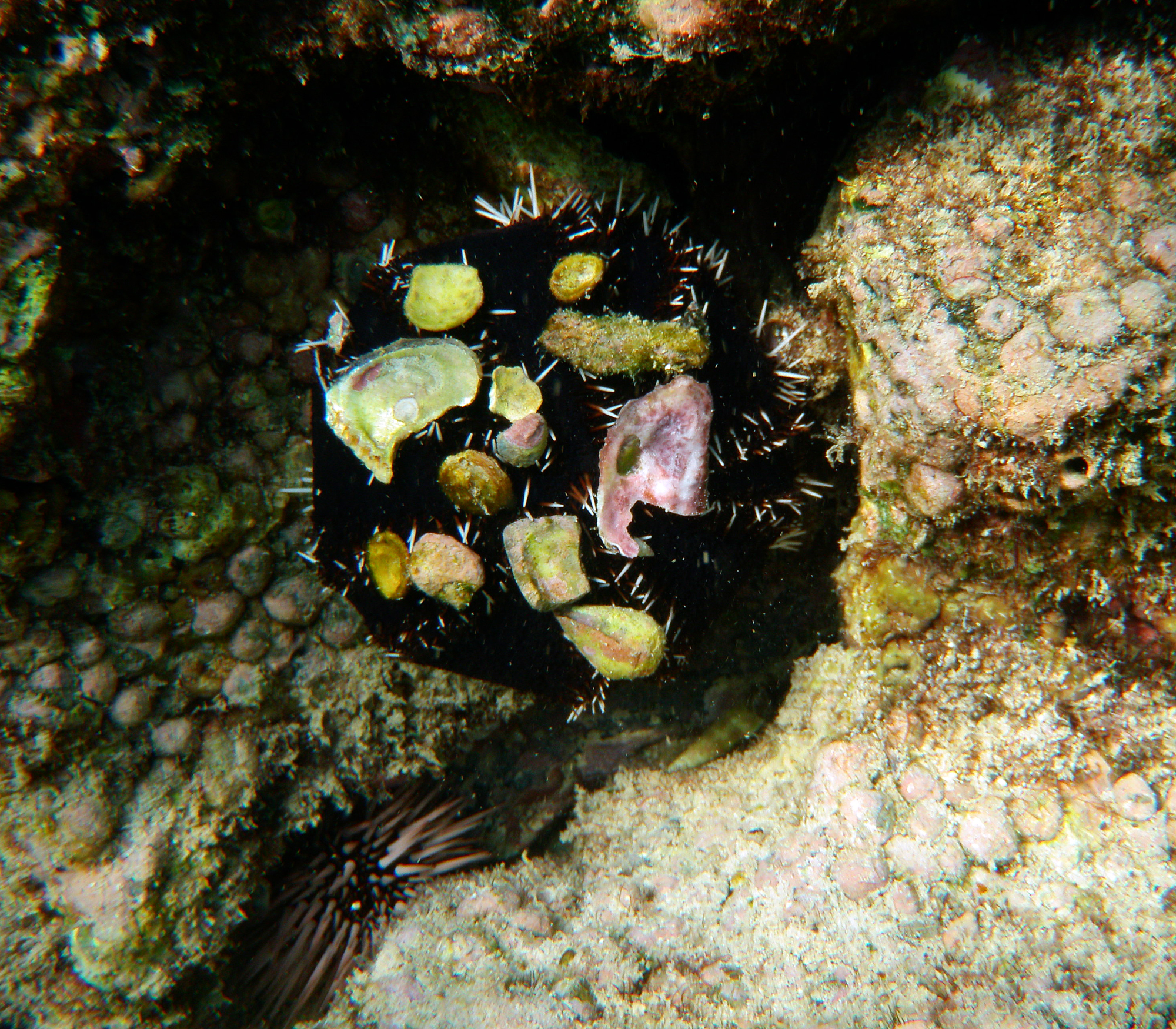
Tripneustes gratilla
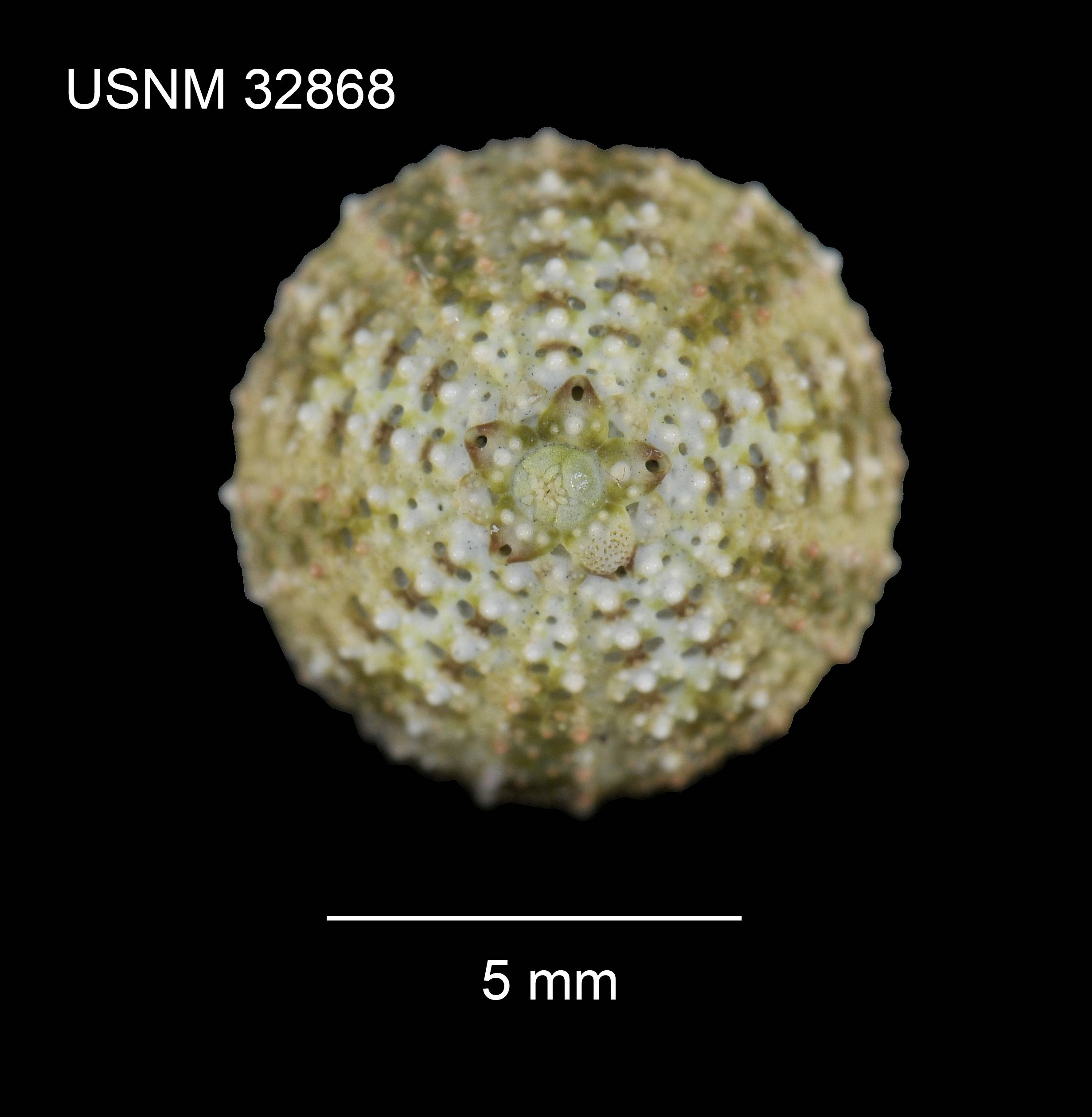
Temnotrema hawaiiense (Ḣ)
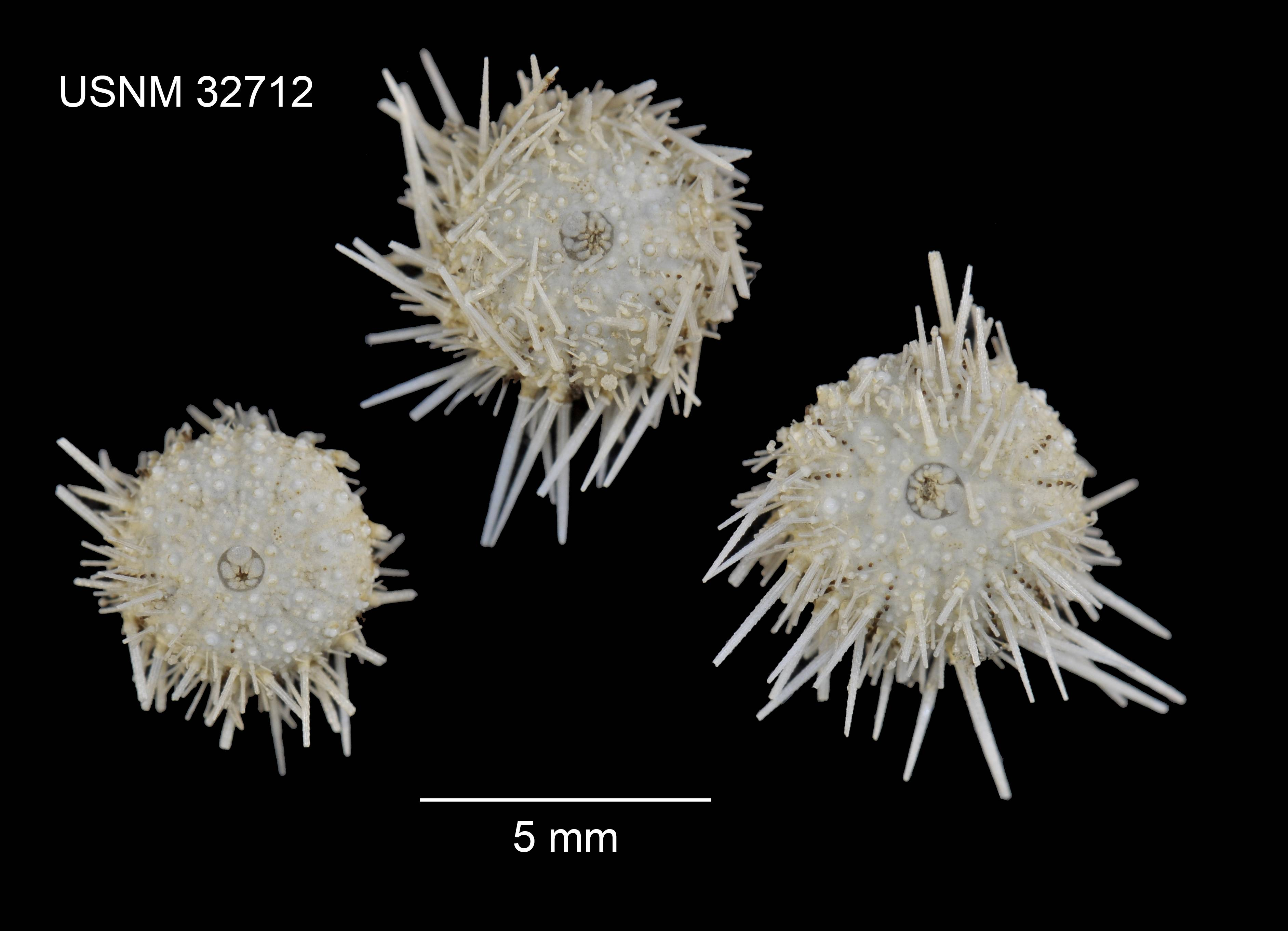
Prionechinus depressus
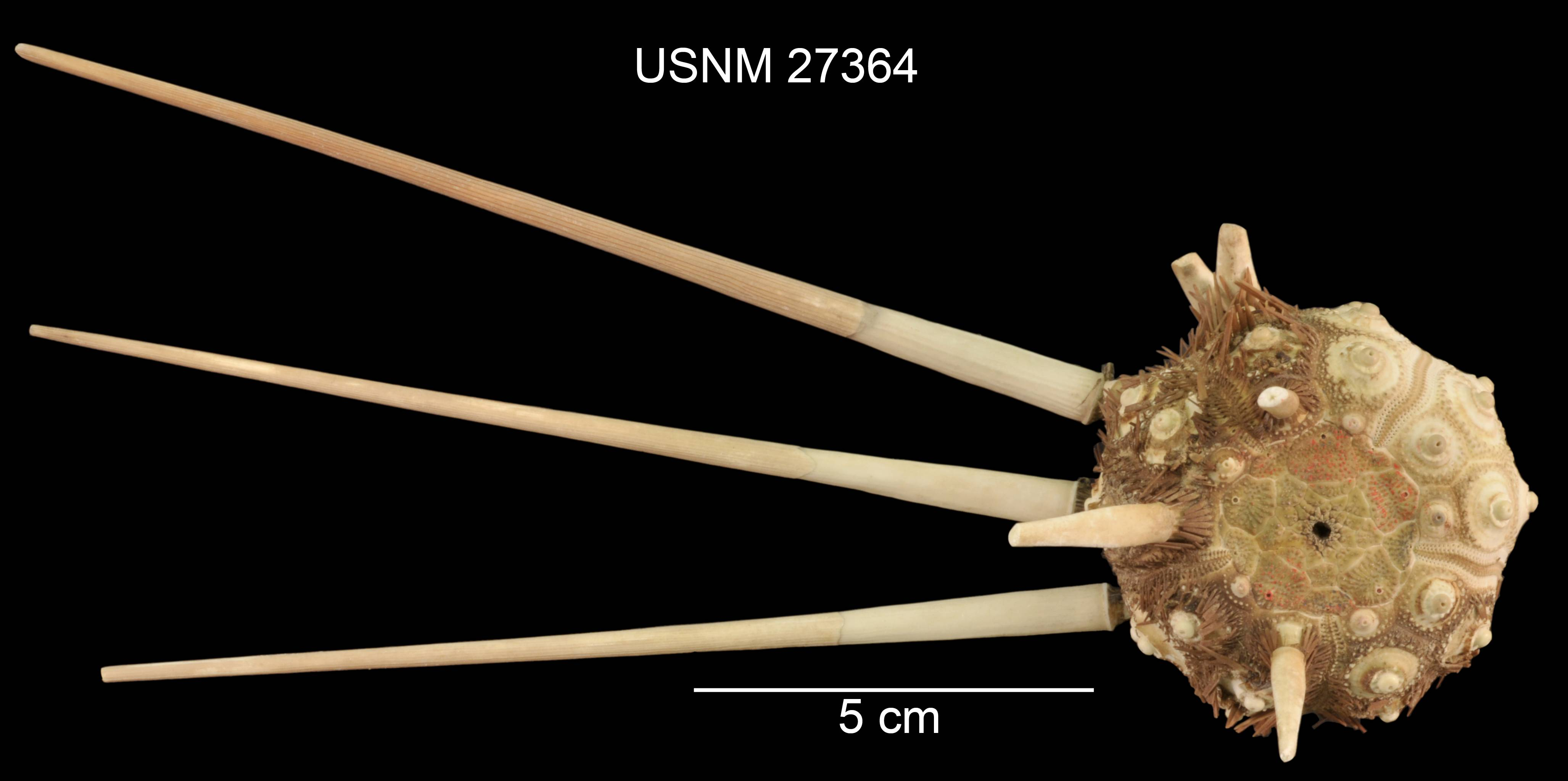
Acanthocidaris hastigera (Ḣ)
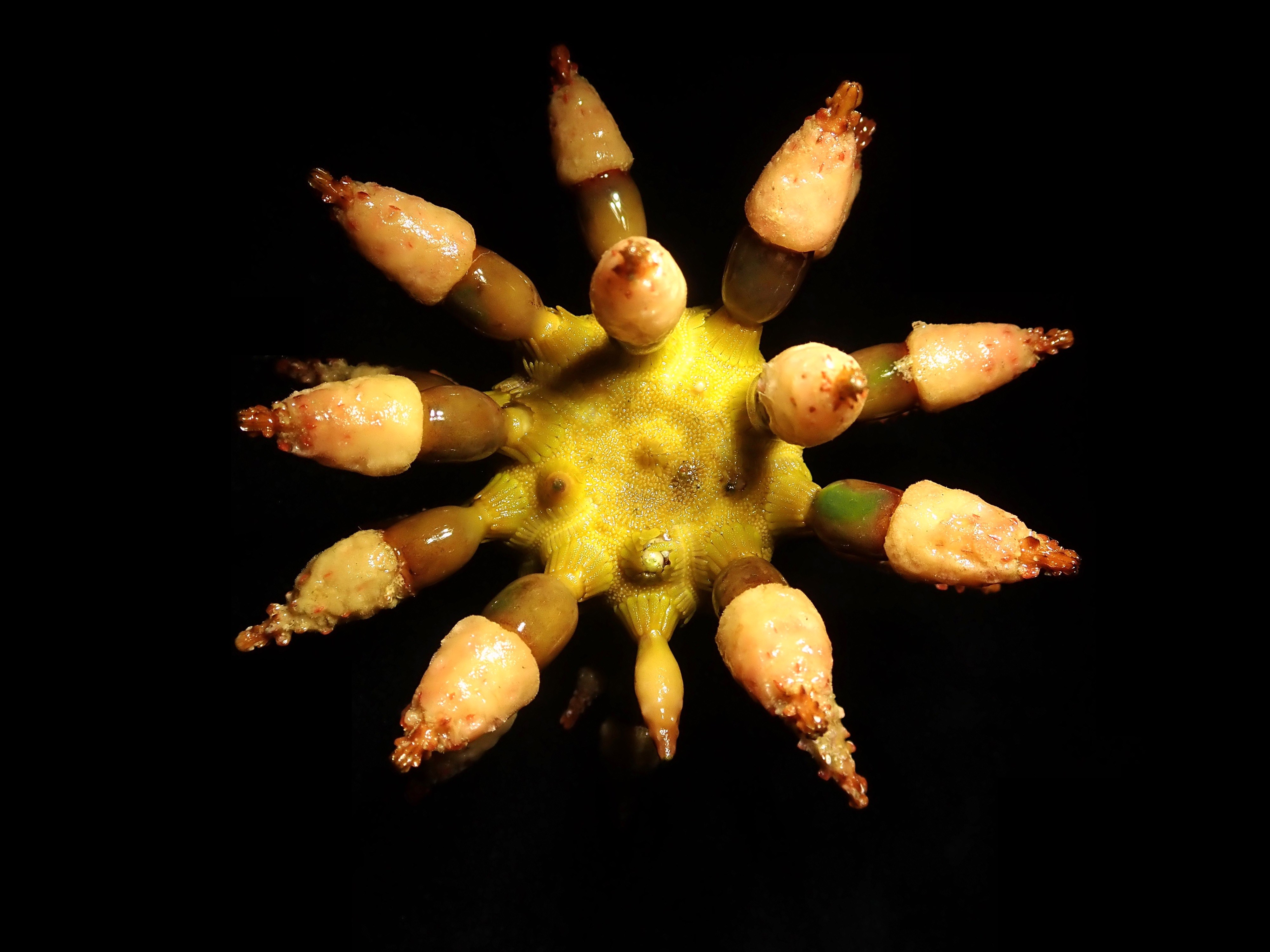
Chondrocidaris brevispina ‡
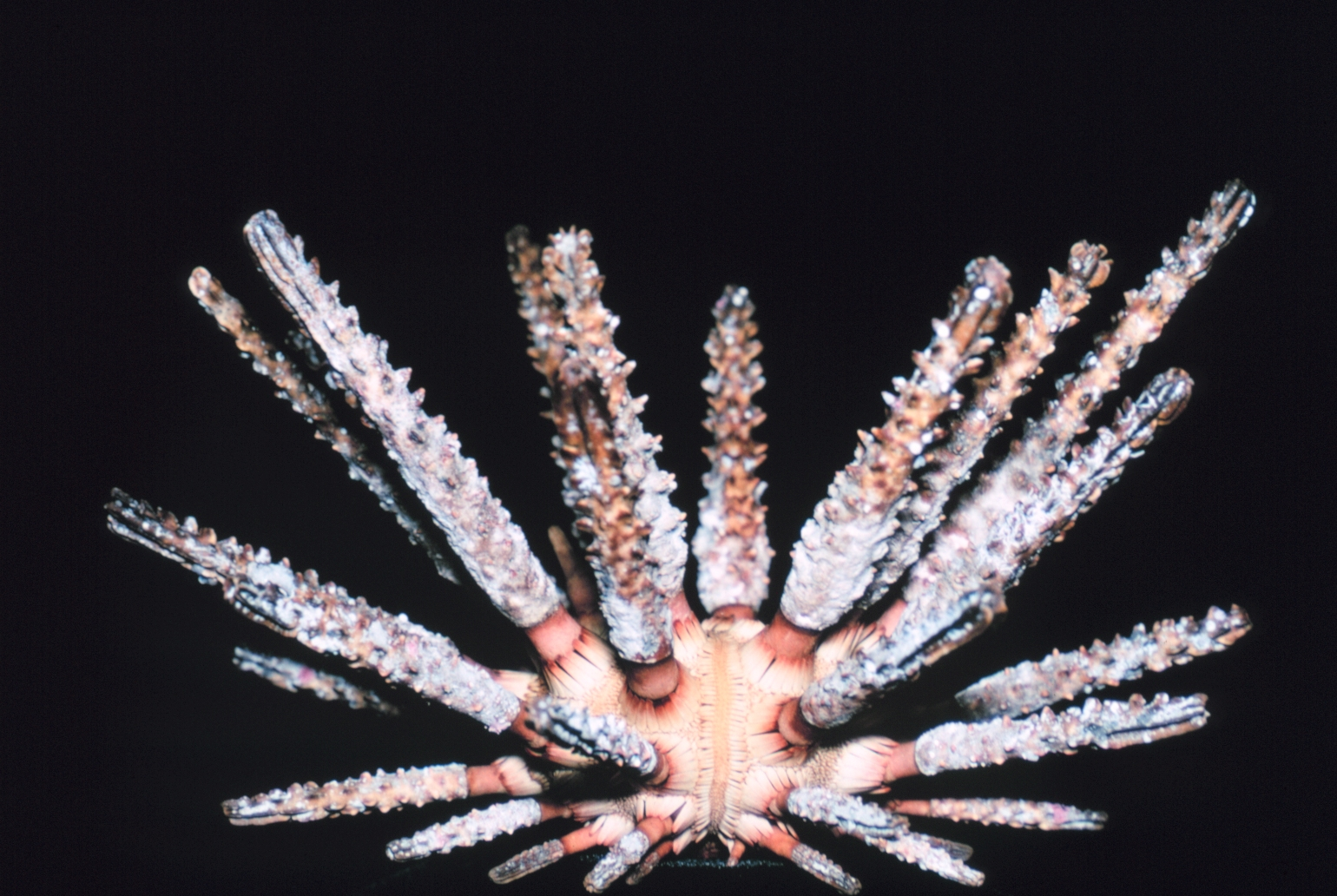
Chondrocidaris gigantea
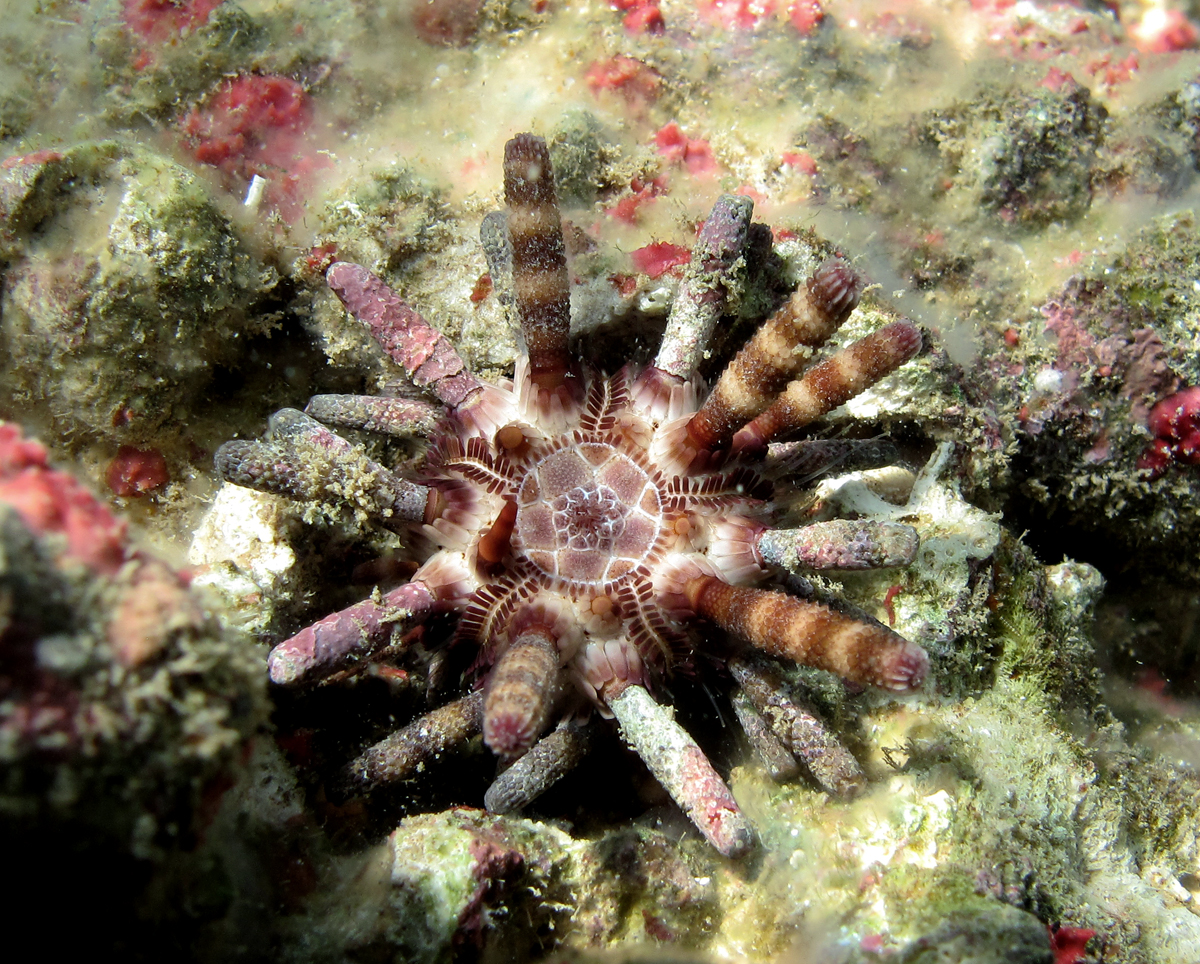
Eucidaris metularia ‡
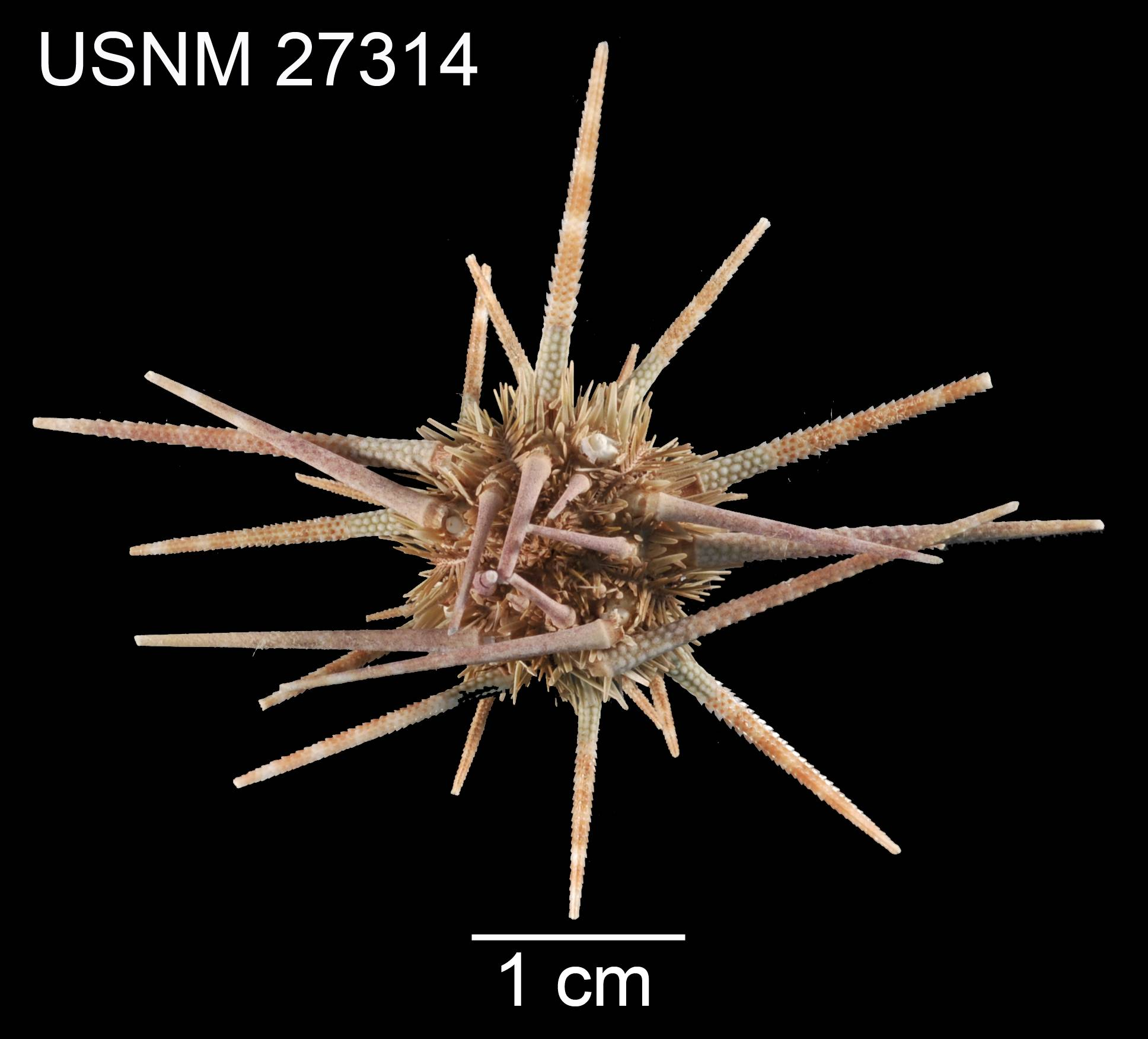
Prionocidaris hawaiiensis (Ḣ, abyssal)
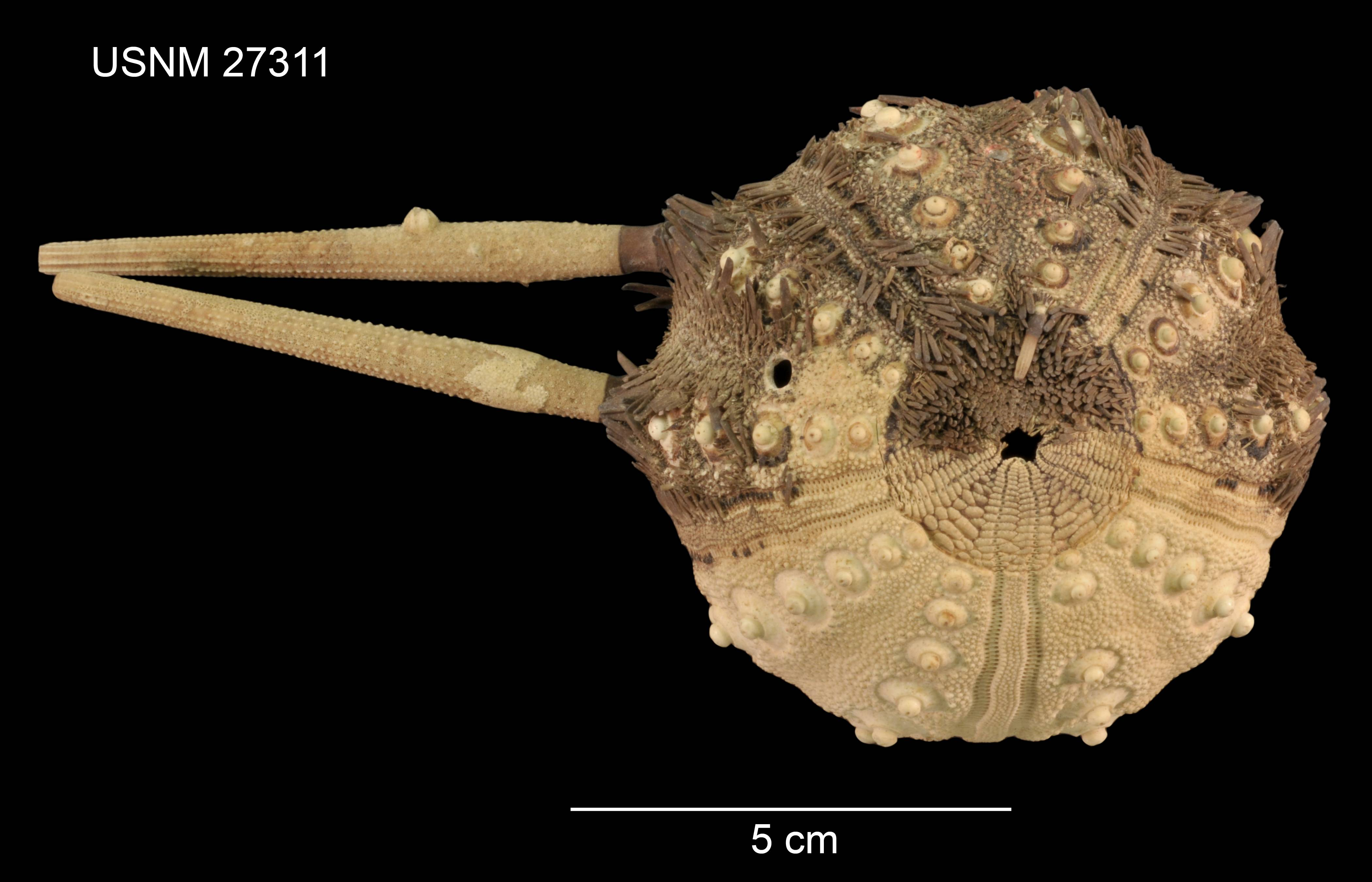
Prionocidaris thomasi (Ḣ)
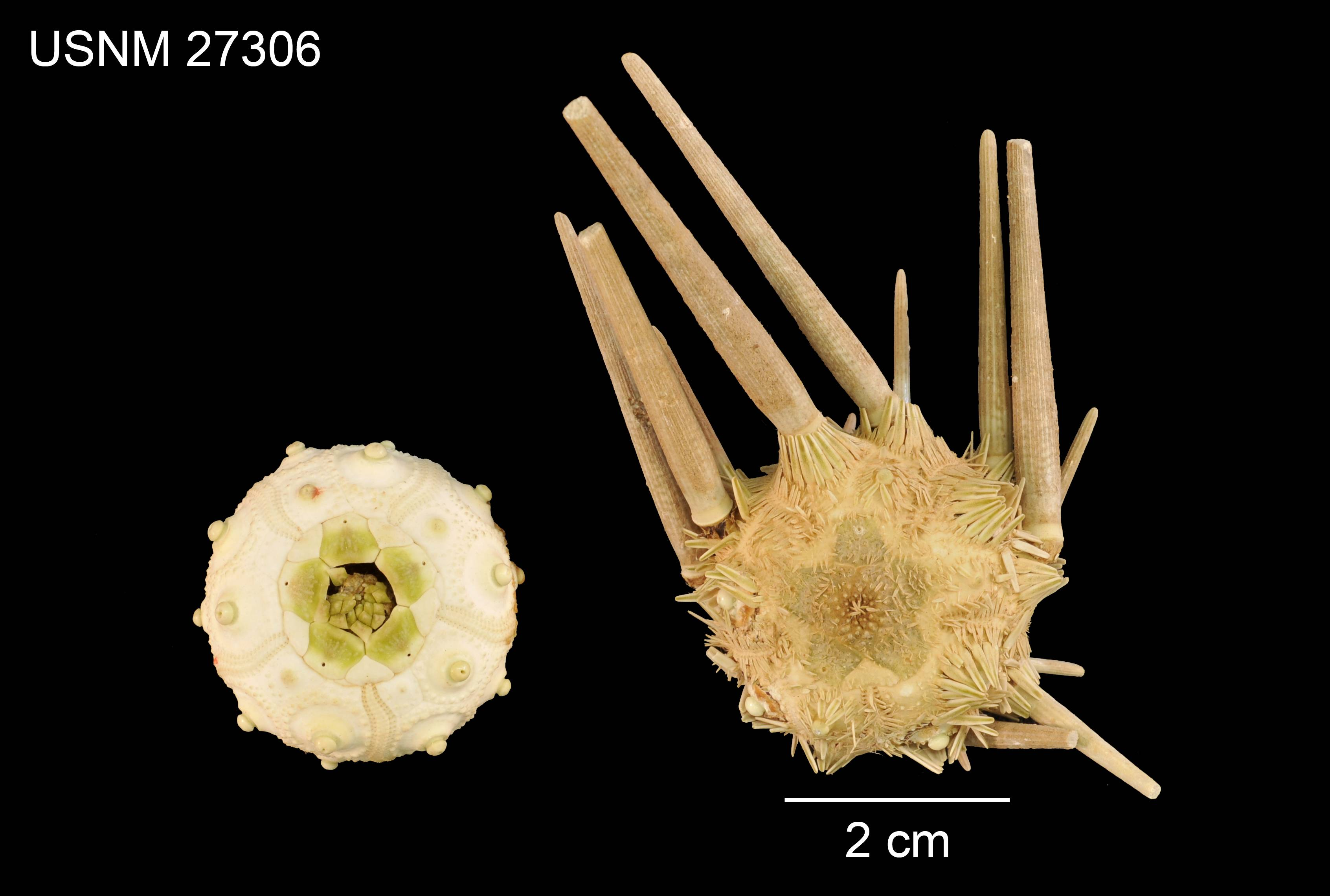
Stylocidaris calacantha (abyssal)
Stylocidaris rufa (Ḣ)
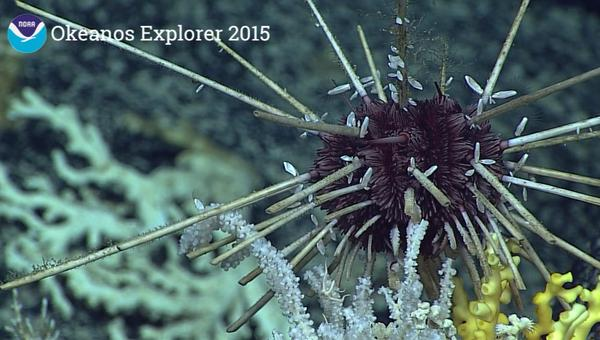
Histocidaris variabilis (abyssal)
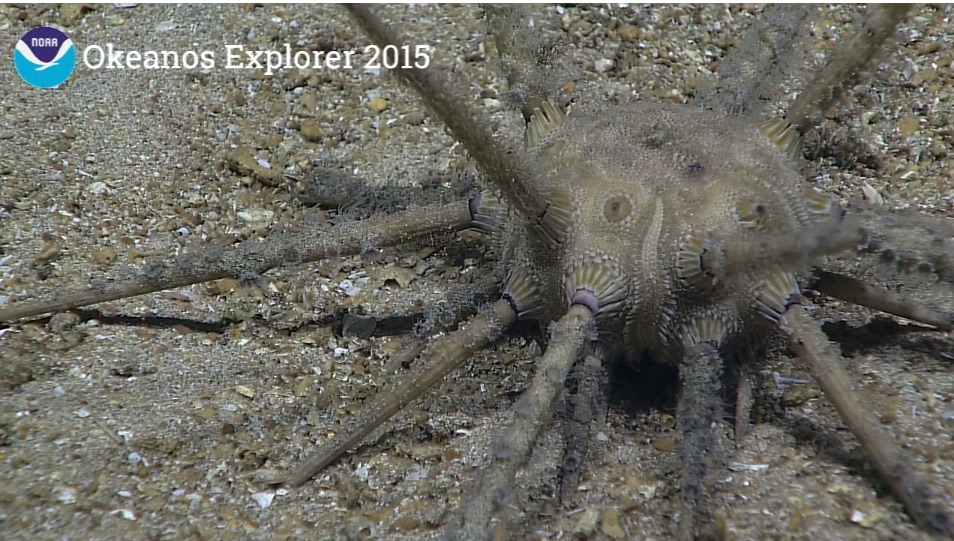
Stereocidaris hawaiiensis (Ḣ, abyssal)

Non illustrés : Lissodiadema purpureum (Ḣ), Lissodiadema lorioli.

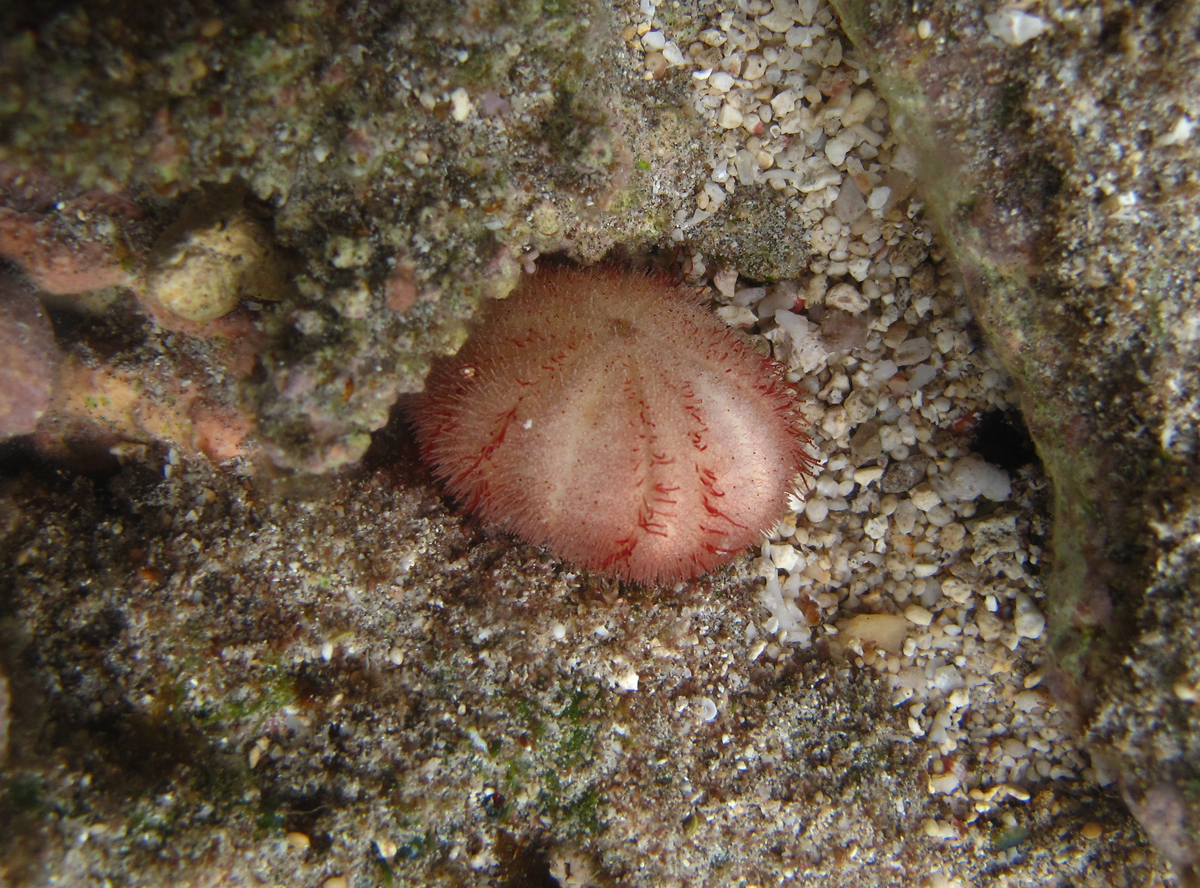
Echinoneus cyclostomus ‡
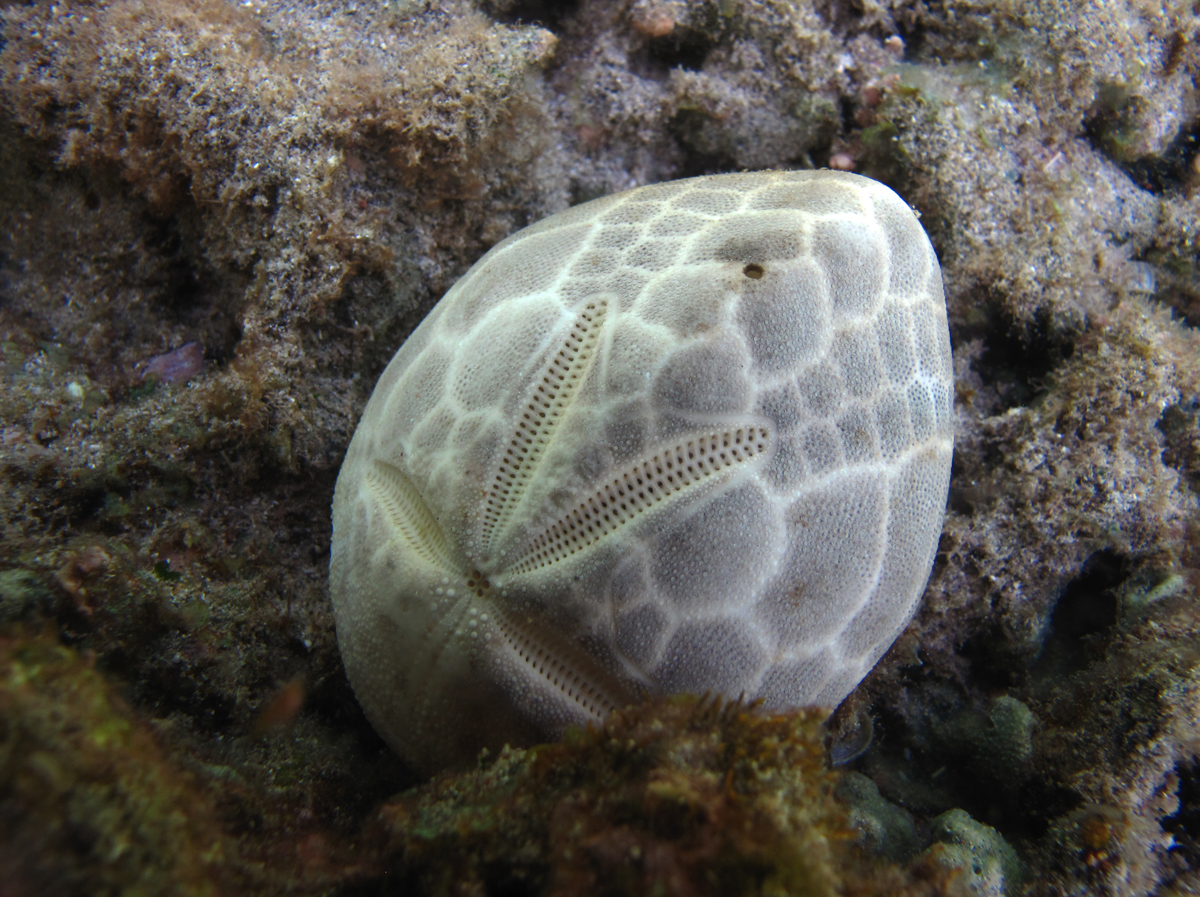
Brissus latecarinatus ‡
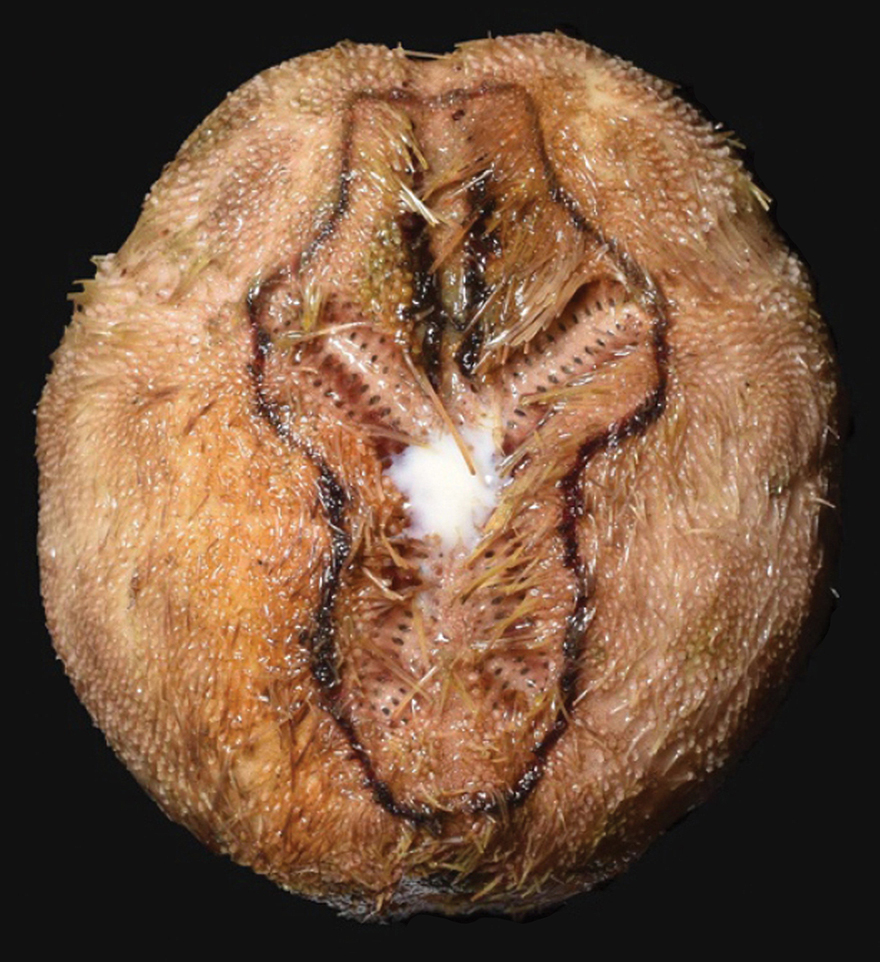
Brissopsis luzonica ‡
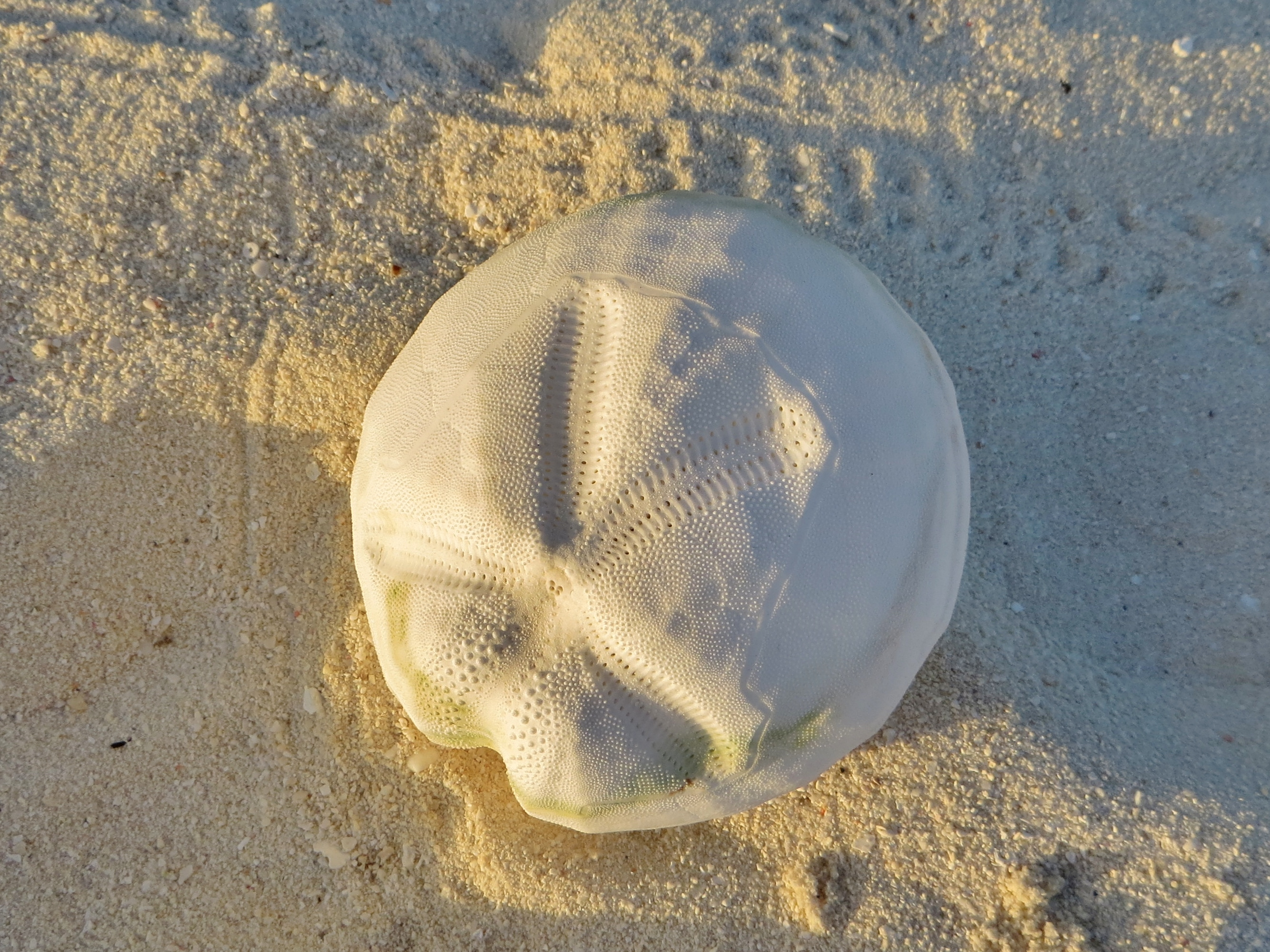
Metalia sternalis ‡
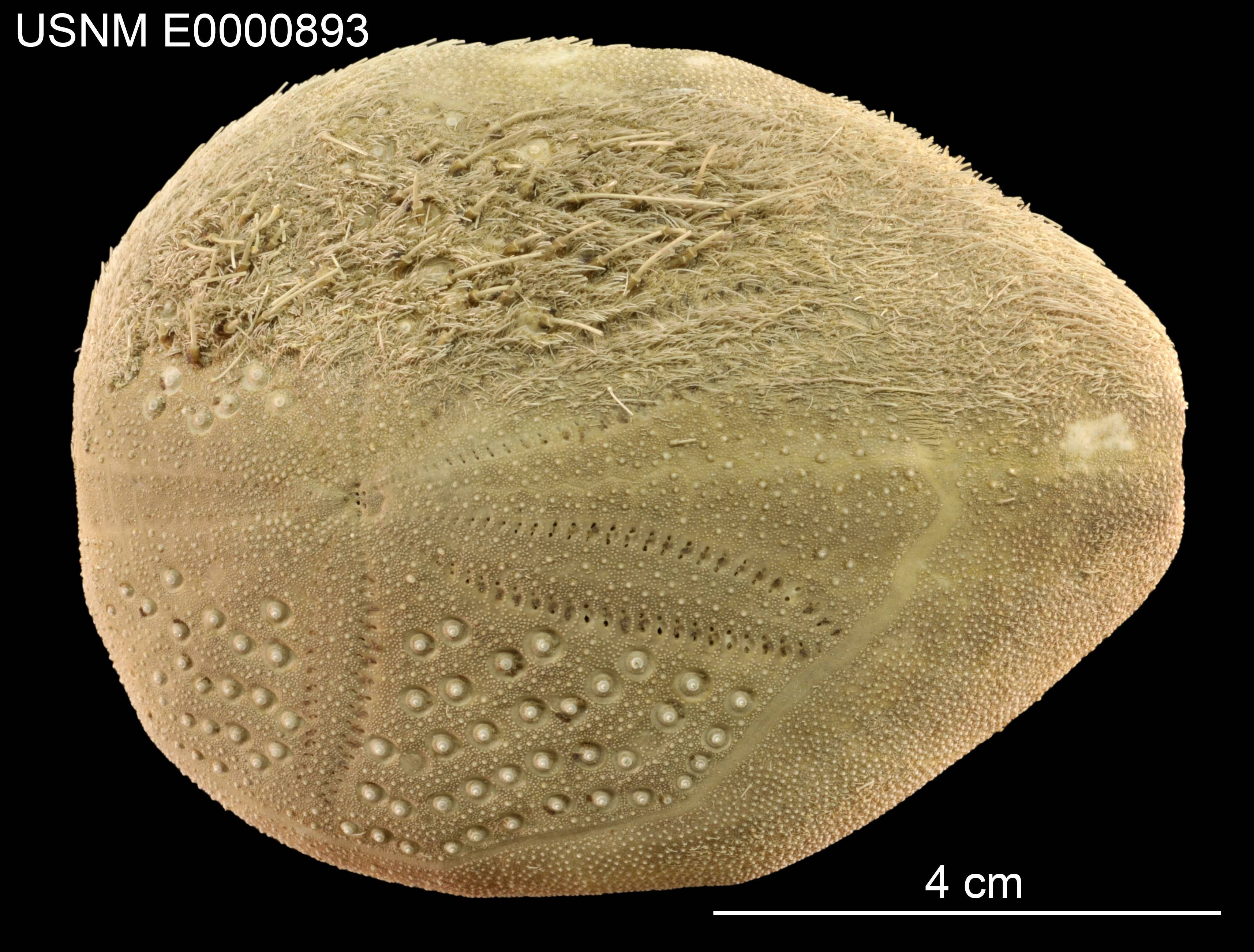
Eupatagus lymani
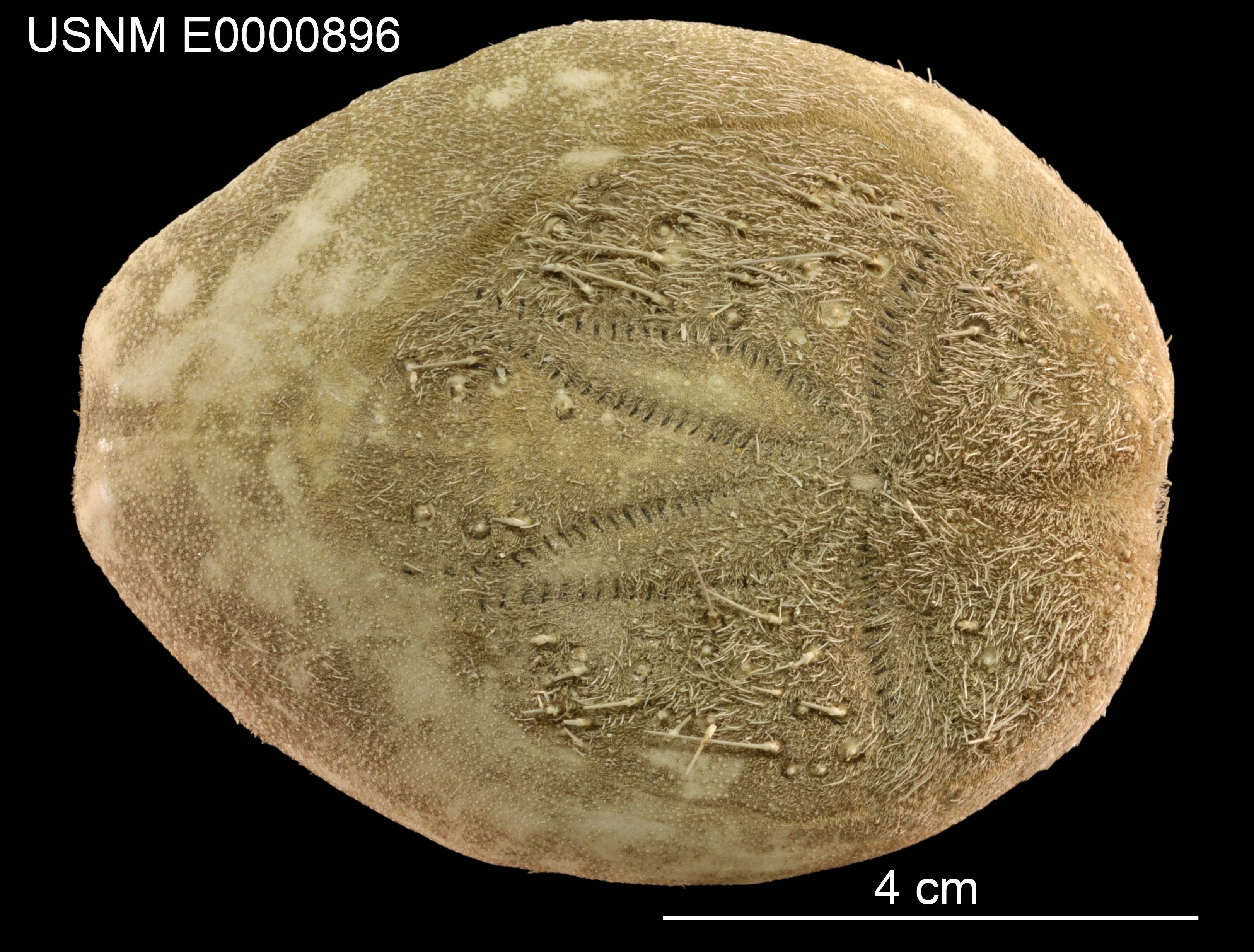
Eupatagus obscurus
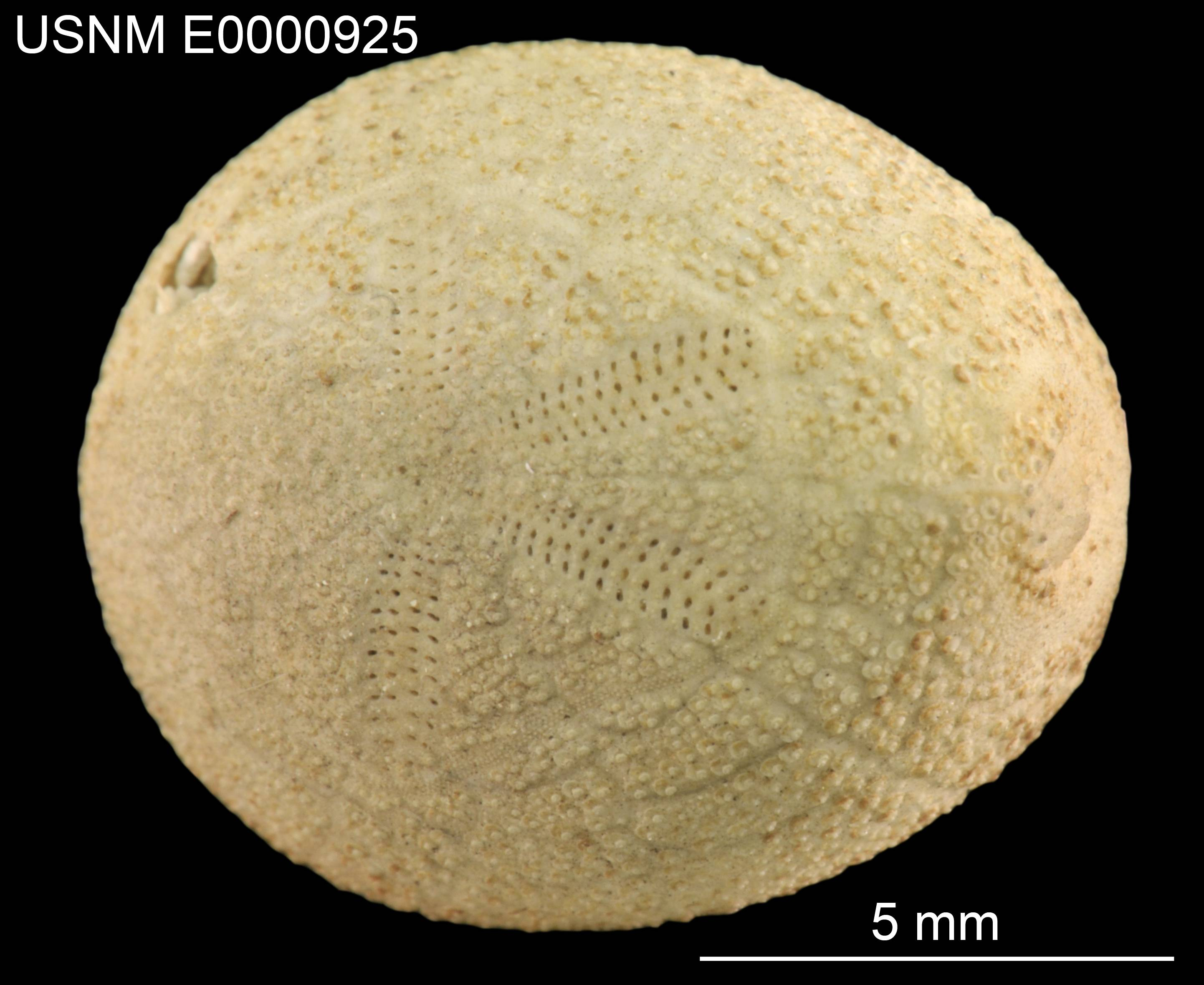
Rhynobrissus placopetalus (Ḣ)
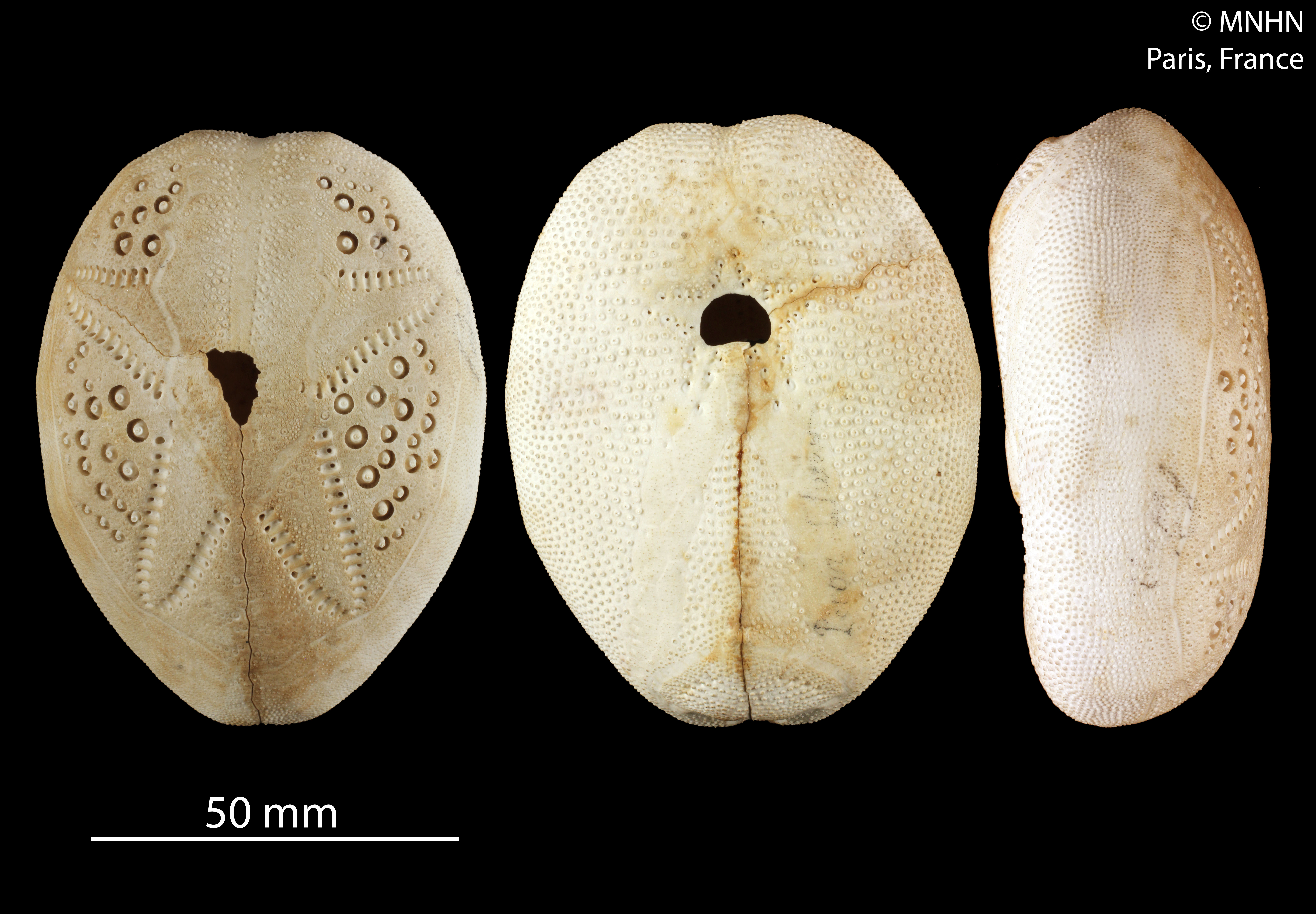
Breynia australasiae ‡
Lovenia hawaiiensis ‡
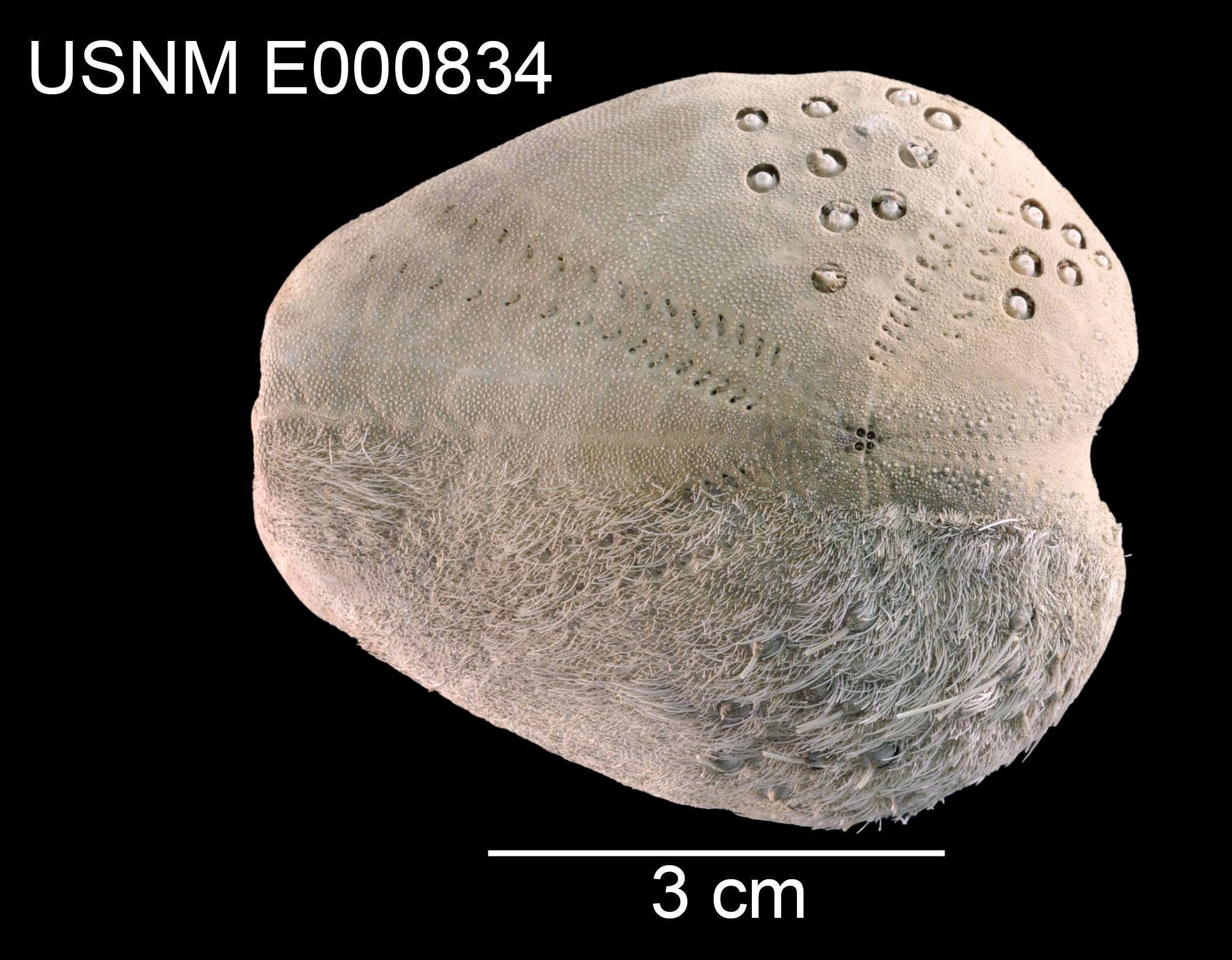
Pseudolovenia hirsuta
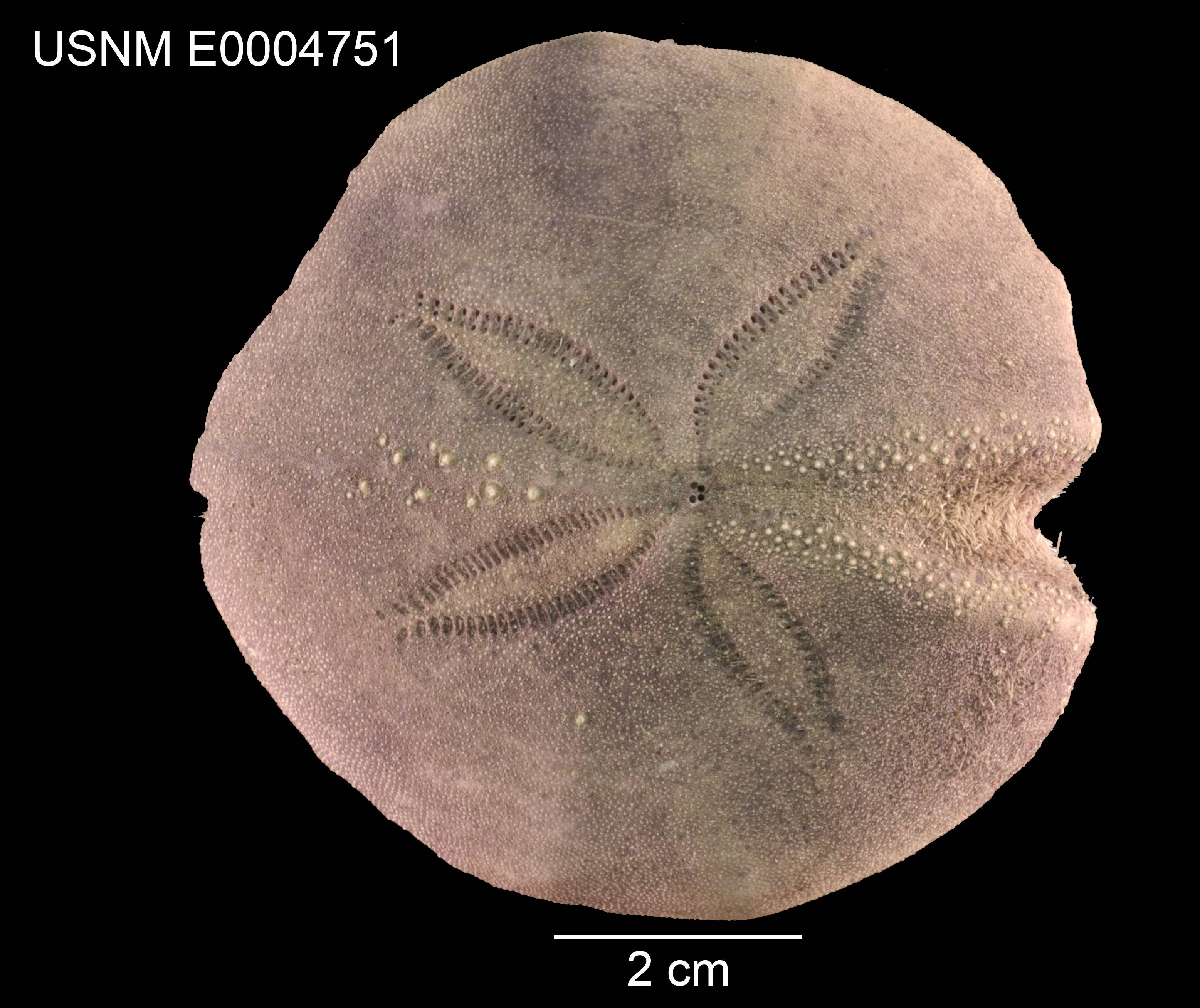
Spatangus paucituberculatus
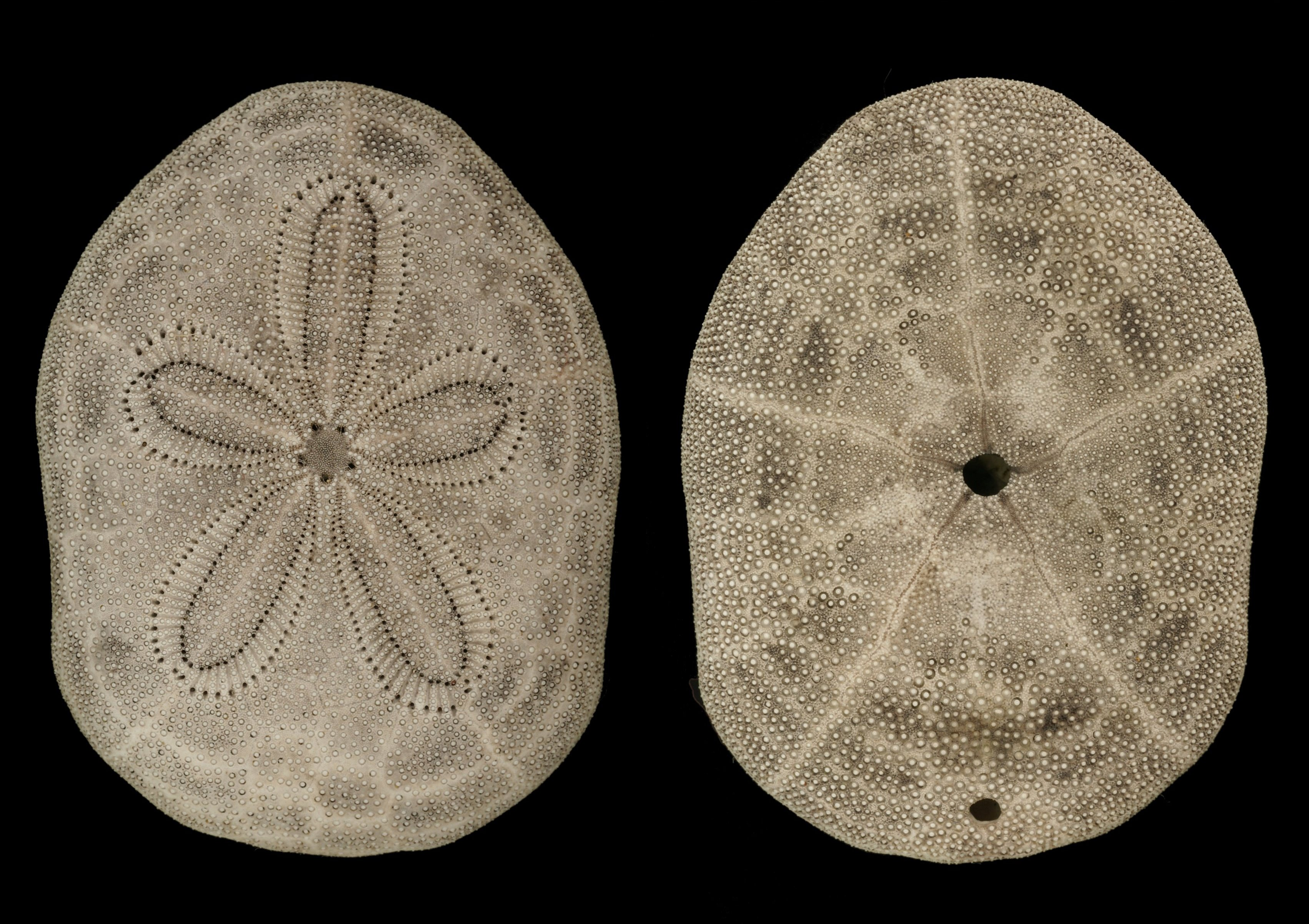
Clypeaster reticulatus ‡
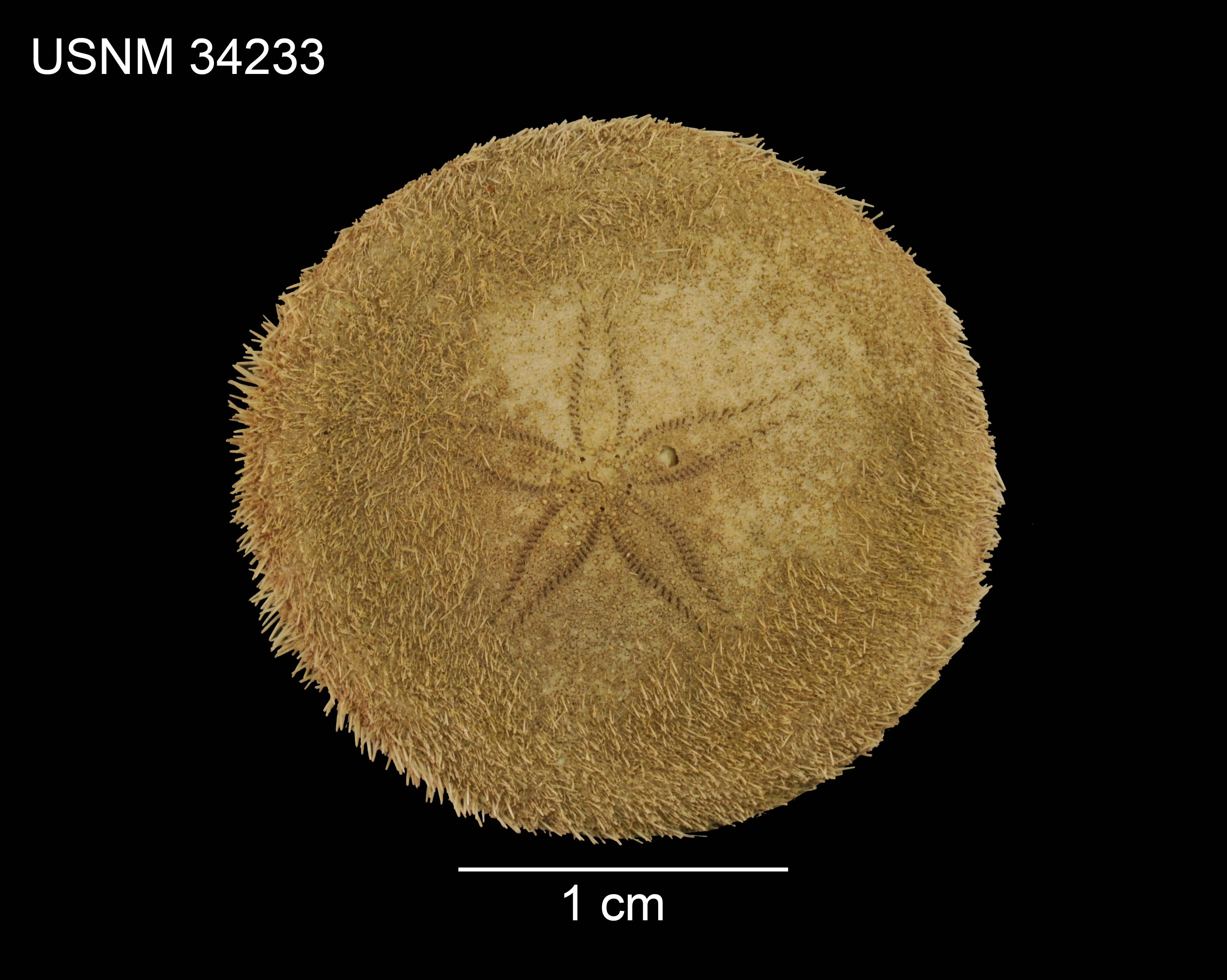
Laganum fudsiyama ‡
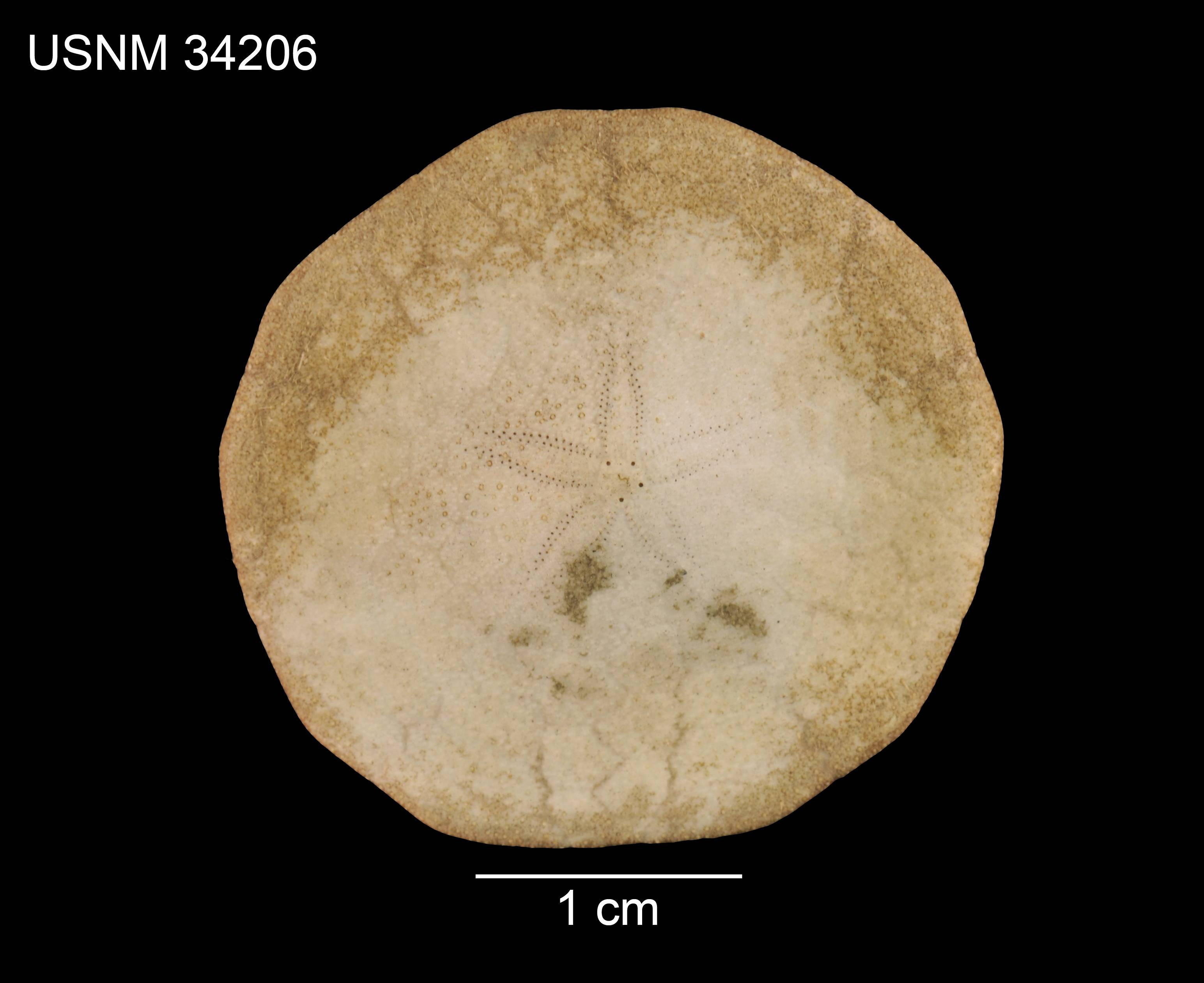
Peronella strigata

Non illustrés : Micropetalon purpureum, Mortonia australis, Echinocyamus incertus, Hypselaster maximus, Rhynobrissus hemiasteroides

## Holothuries
La classe des Holothuroidea (du grec « holothoúrion», donné par Aristote à un animal qui n’a pu être déterminé) regroupe des animaux marins au corps généralement cylindrique, plus ou moins mou selon les espèces, qui présentent une symétrie bilatérale apparente tout en conservant organiquement la symétrie pentaradiaire propre aux échinodermes. Autour de la bouche située en position antérieure, on observe une couronne de tentacules mobiles et rétractables chargés de prélever des particules de sédiment et de les porter à la bouche. En partie postérieure se trouve l’orifice cloacal servant à la respiration et à l’évacuation des déjections. C’est aussi par cet orifice que sortent, en situation de stress, de longs filaments blancs et collants appelés tubes de Cuvier chez les espèces qui en possèdent. Les holothuries se meuvent lentement sur les centaines de podias terminés par une ventouse qui couvrent leur trivium. Les holothuries sont les grands nettoyeurs de la mer. Ils se nourrissent principalement de la matière organique en décomposition présente dans le substrat, et permettent ainsi de limiter la prolifération des bactéries et de constituer un sédiment épuré et homogène. Certaines espèces sont cependant immobiles, et vivent attachées à un objet ou enterrées dans le sédiment d'où elles ne laissent dépasser que leurs longs tentacules ramifiés, dont elles se servent pour se nourrir de plancton : ce sont les Dendrochirotida, ou « lèche-doigts ».
Très consommés et braconnés en Asie, de nombreuses espèces de concombres de mer ont vu leur population chuter drastiquement ces dernières années dans le Pacifique, mais elles sont désormais partiellement protégées à Hawaii. En dialecte hawaiien, les holothuries sont appelées « loli ». Selon le Bishop Museum, on trouverait dans les eaux d'Hawaii 58 espèces différentes d'holothuries, toutes profondeurs confondues.

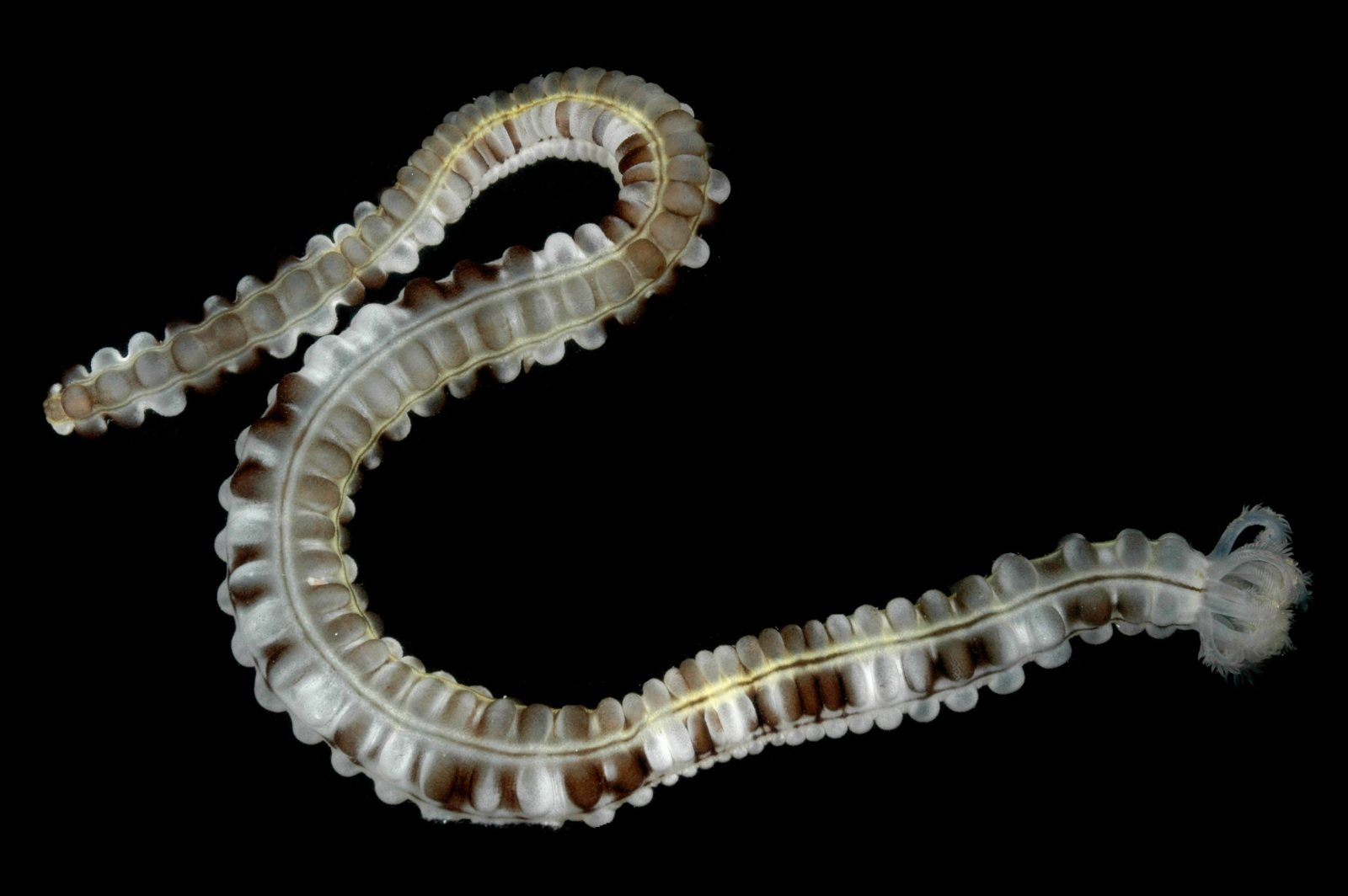
Euapta godeffroyi ‡
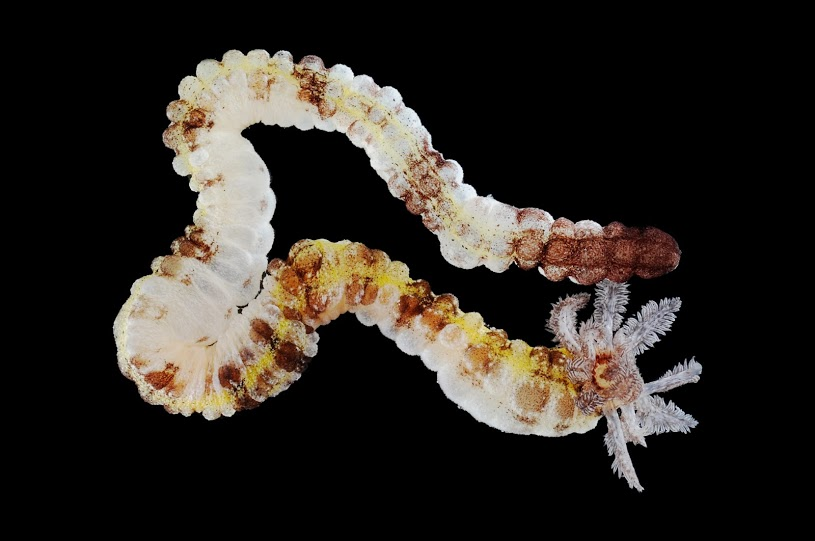
Euapta tahitiensis ‡
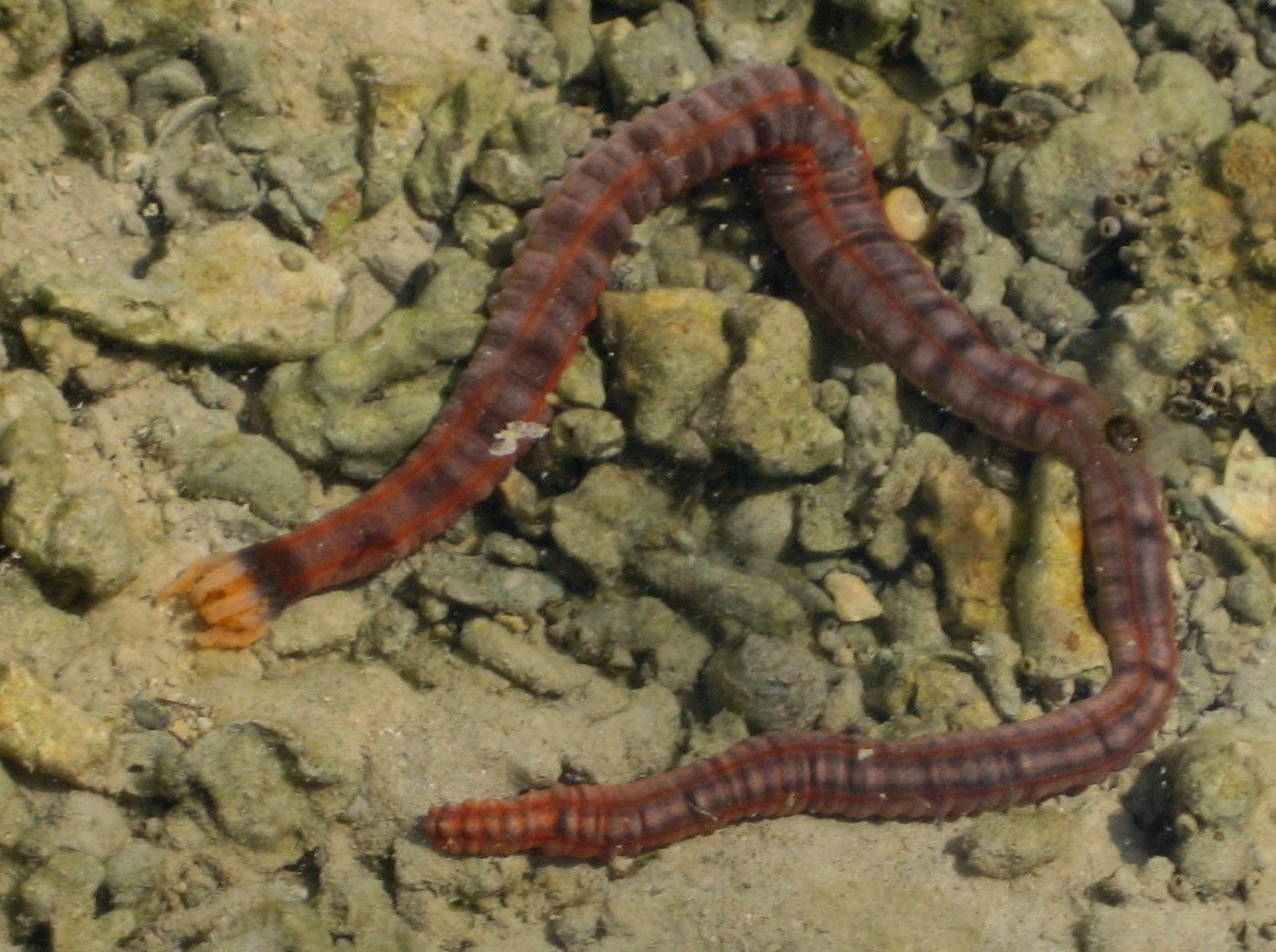
Opheodesoma spectabilis
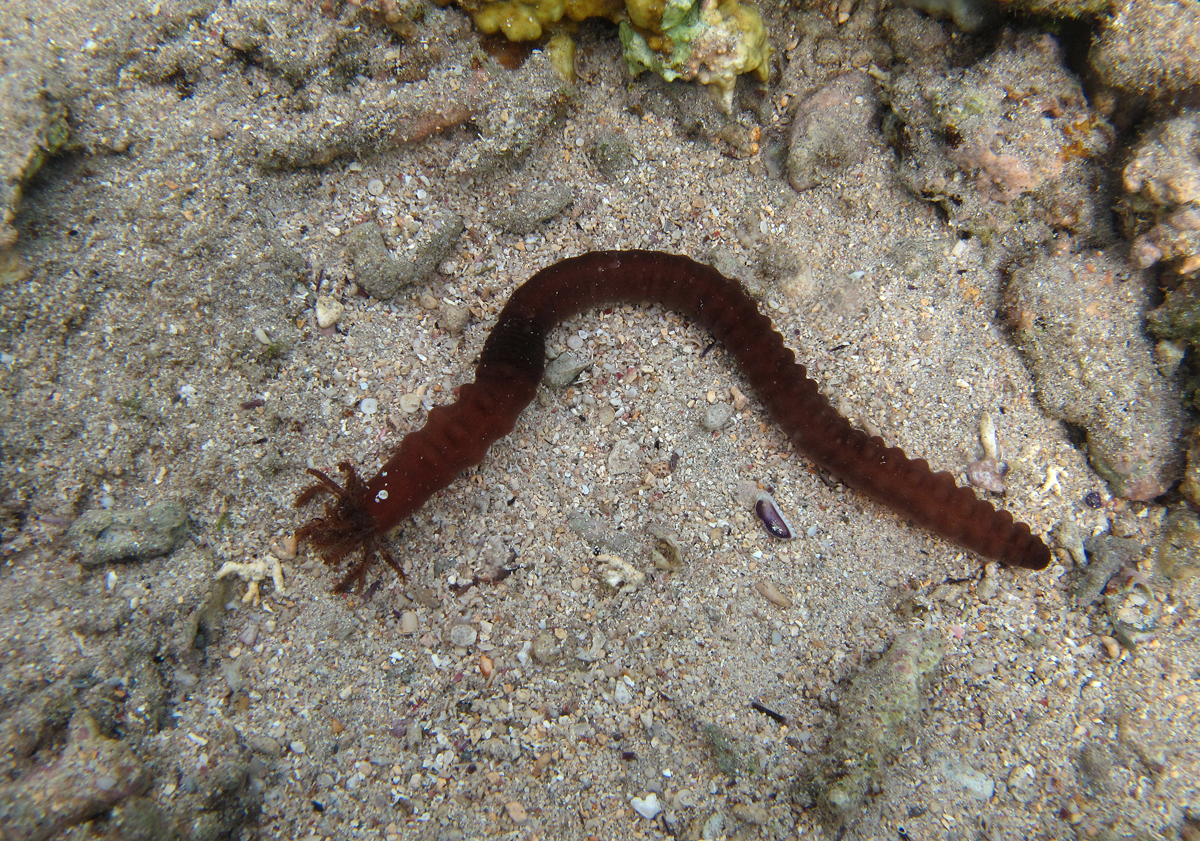
Polyplectana kefersteinii ‡
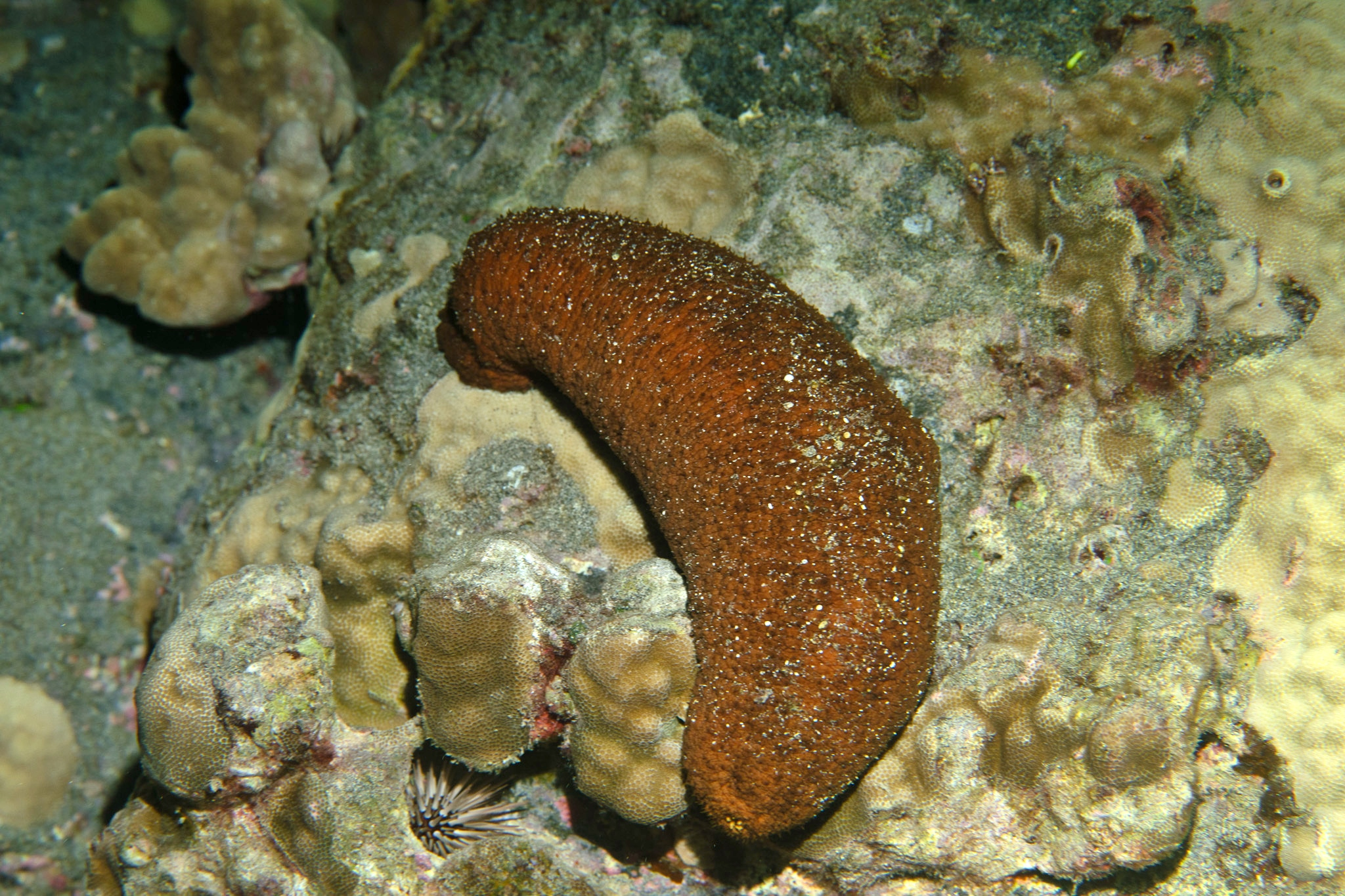
Actinopyga obesa
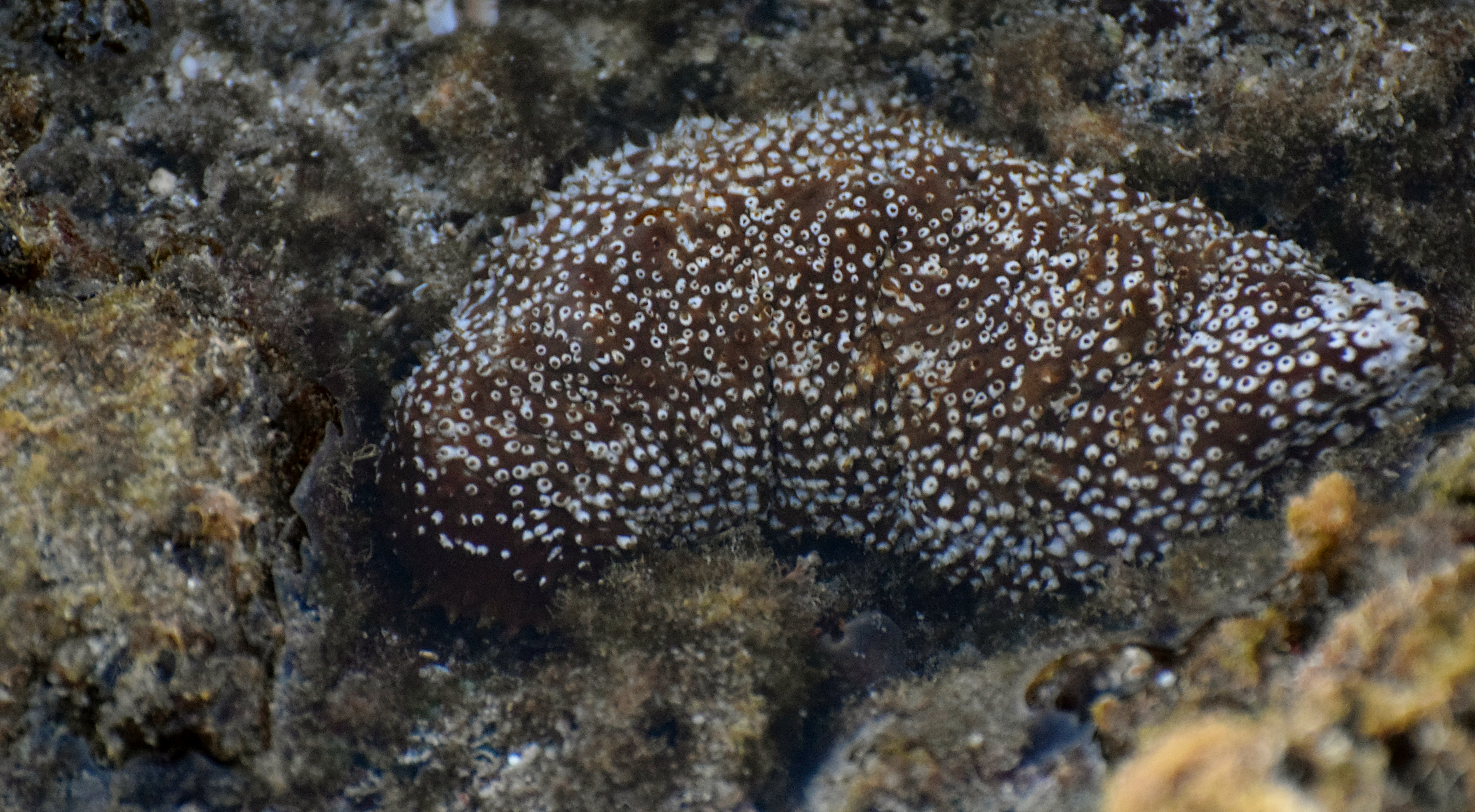
Actinopyga varians
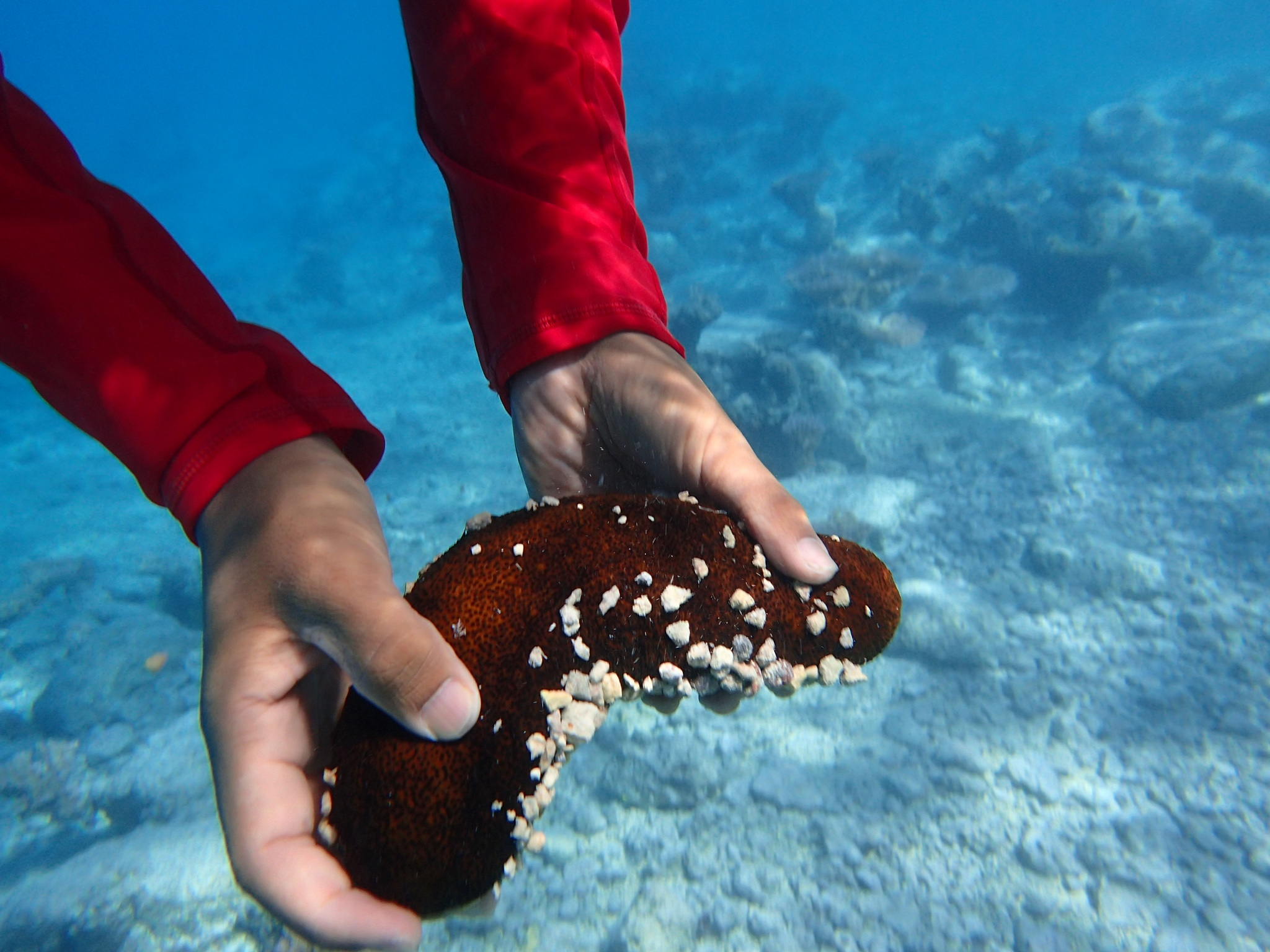
Bohadschia paradoxa
Holothuria arenicola ‡
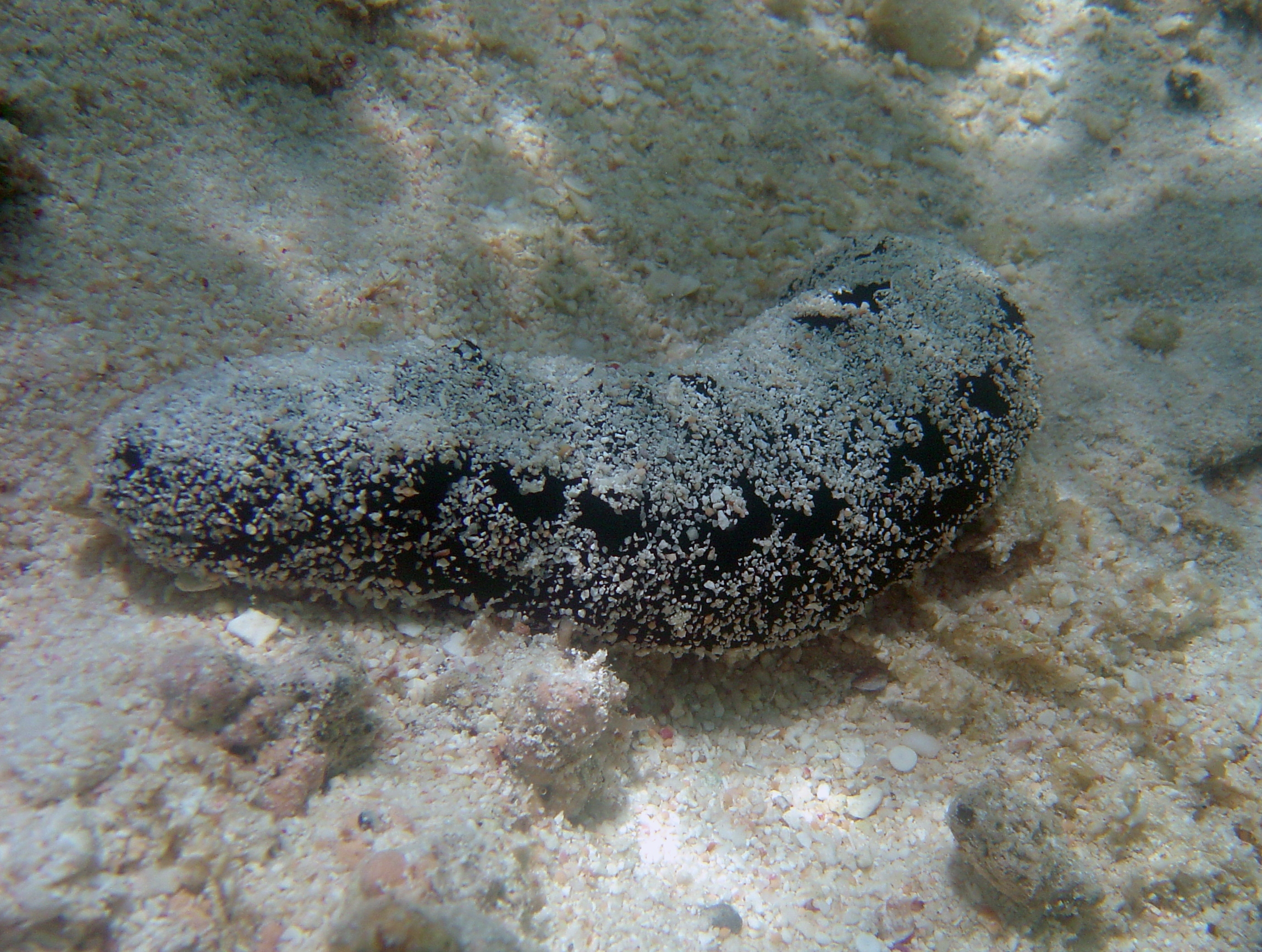
Holothuria atra
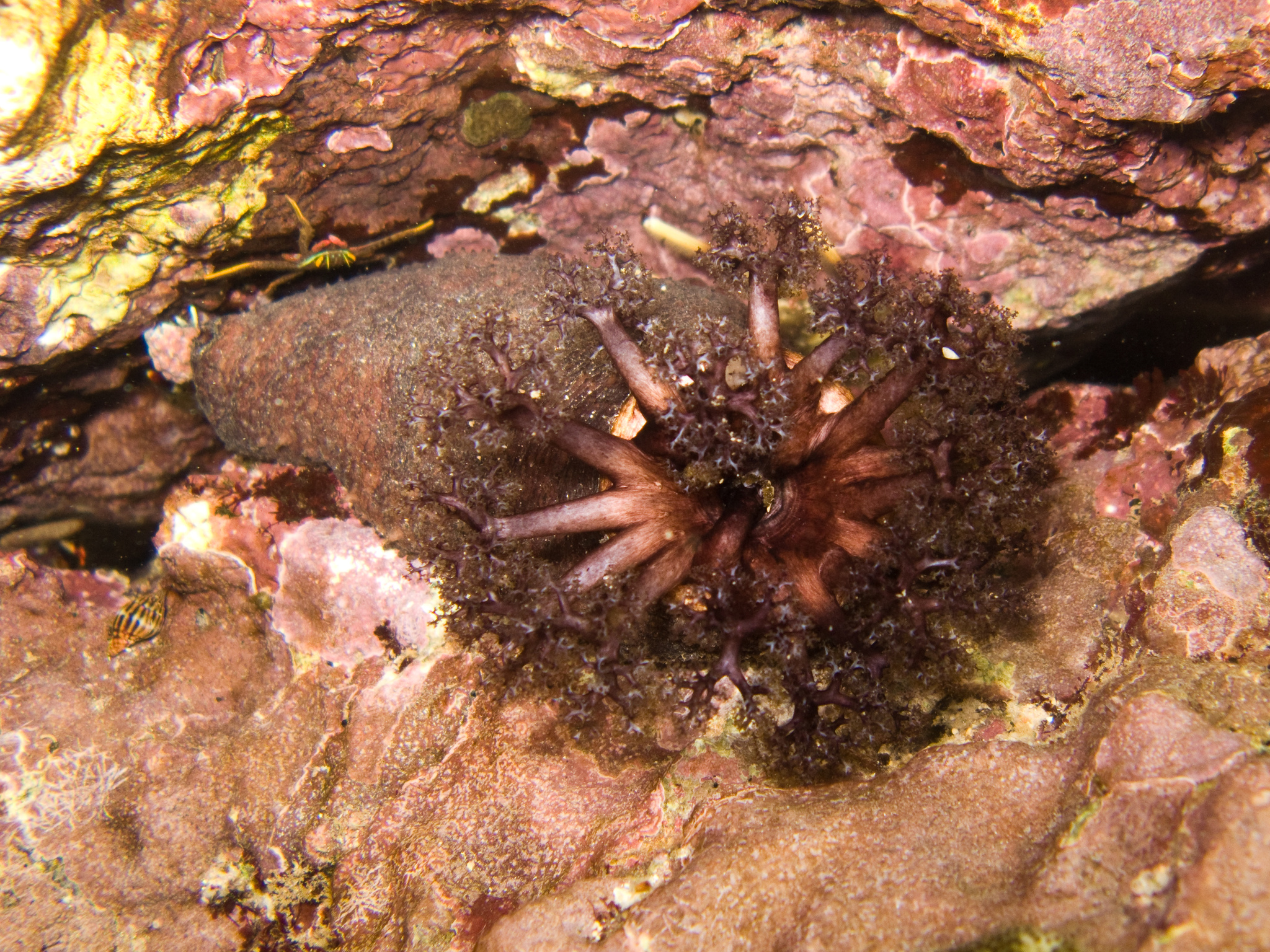
Holothuria cinerascens
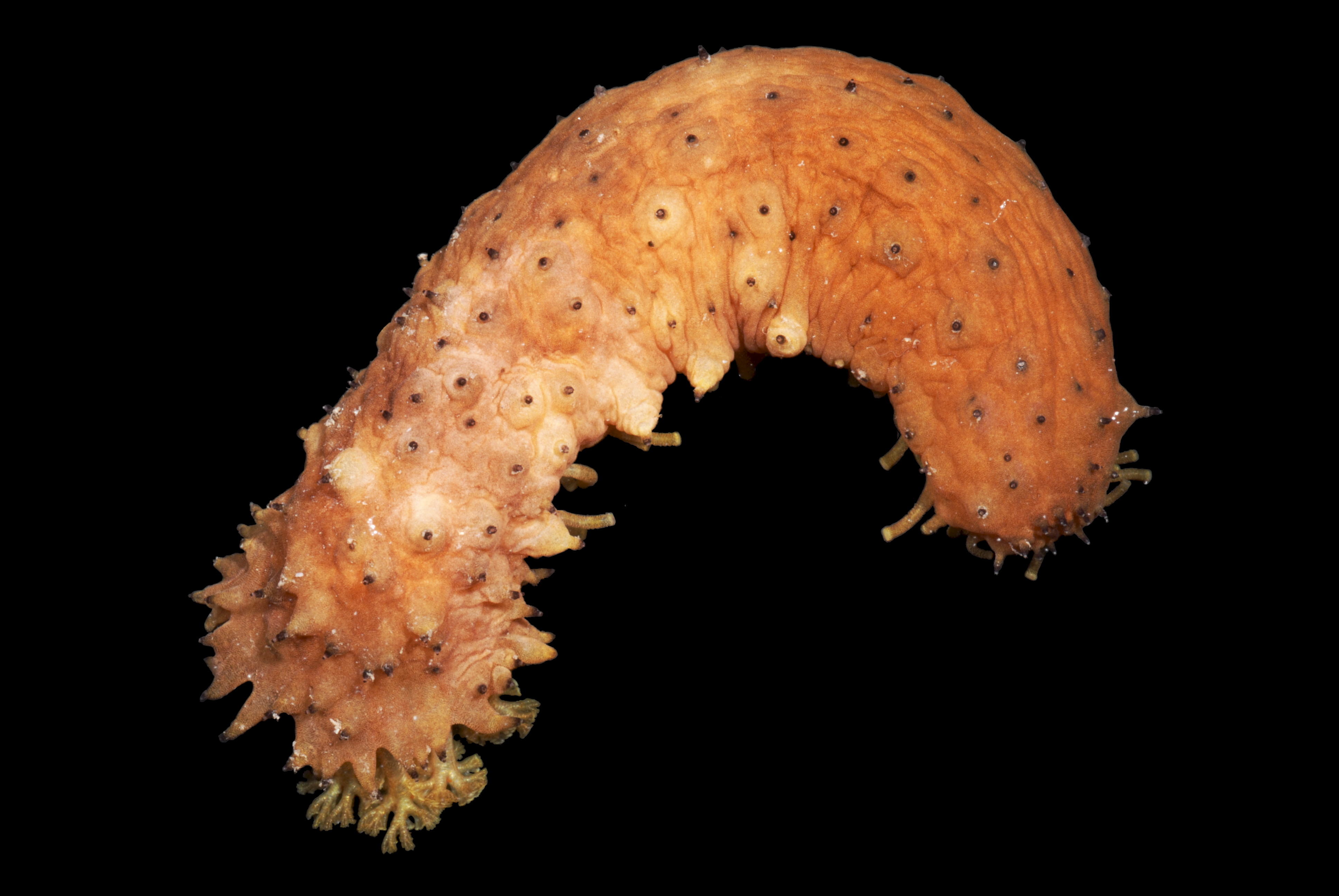
Holothuria difficilis ‡
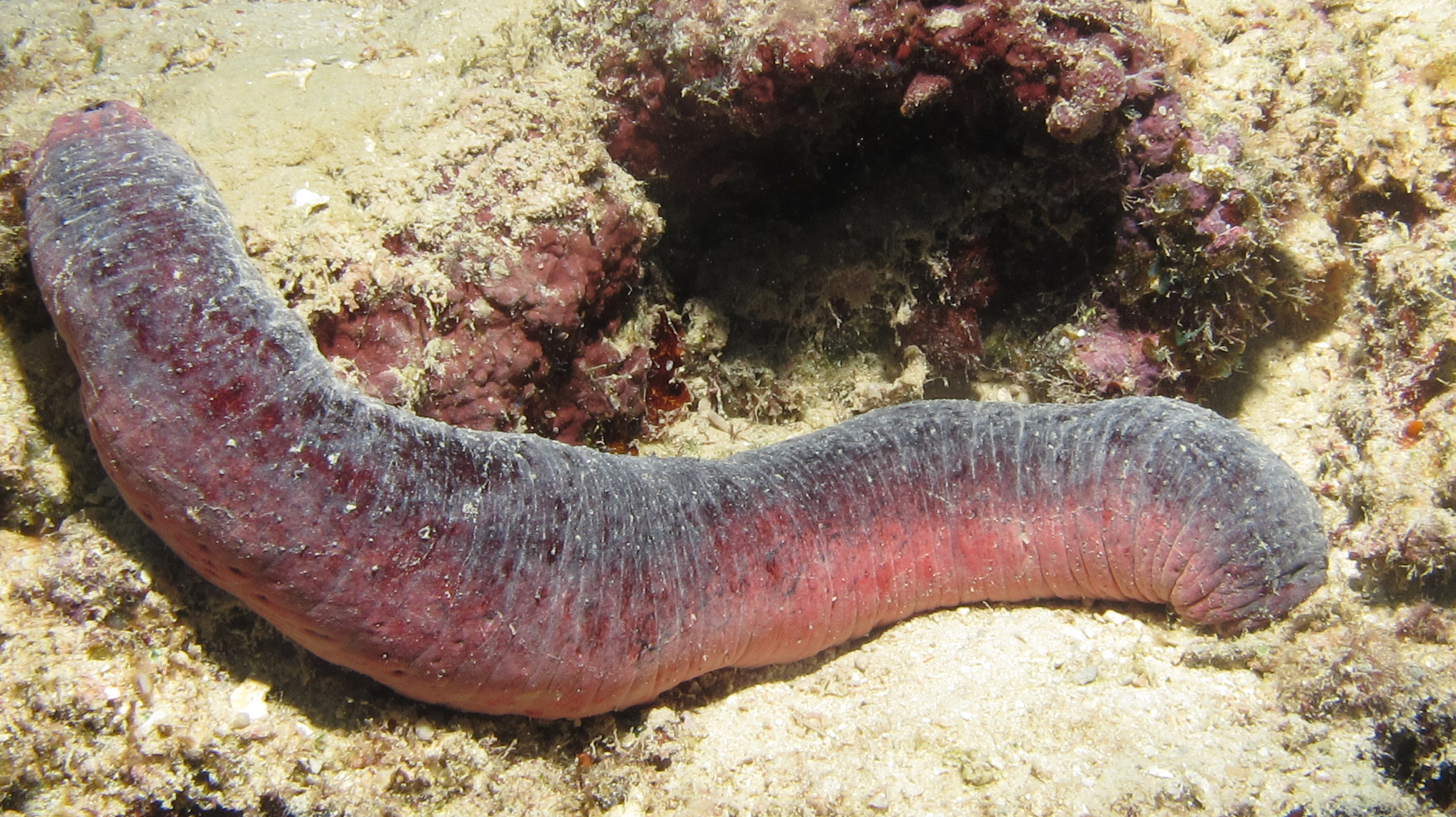
Holothuria edulis ‡
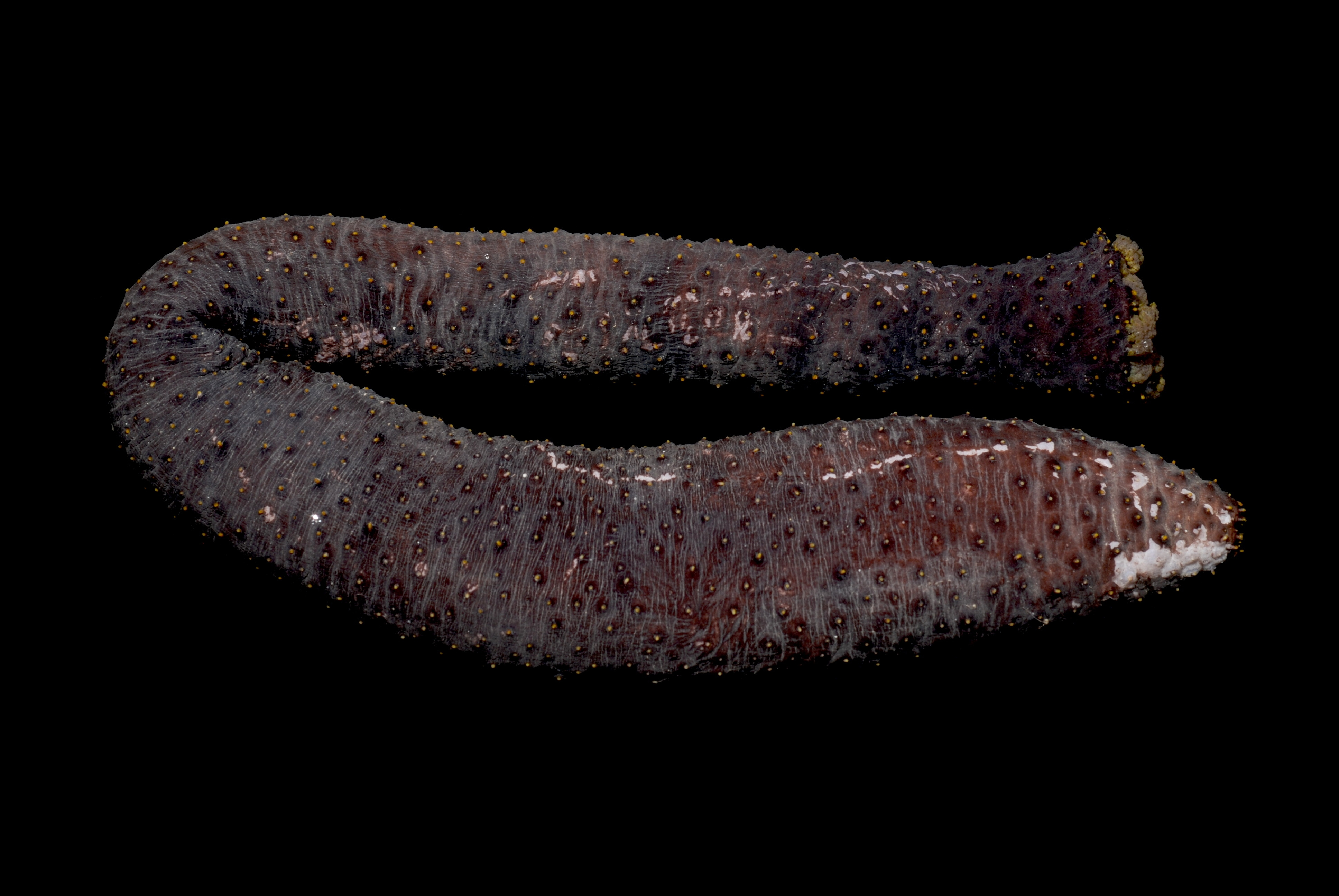
Holothuria flavomaculata ‡
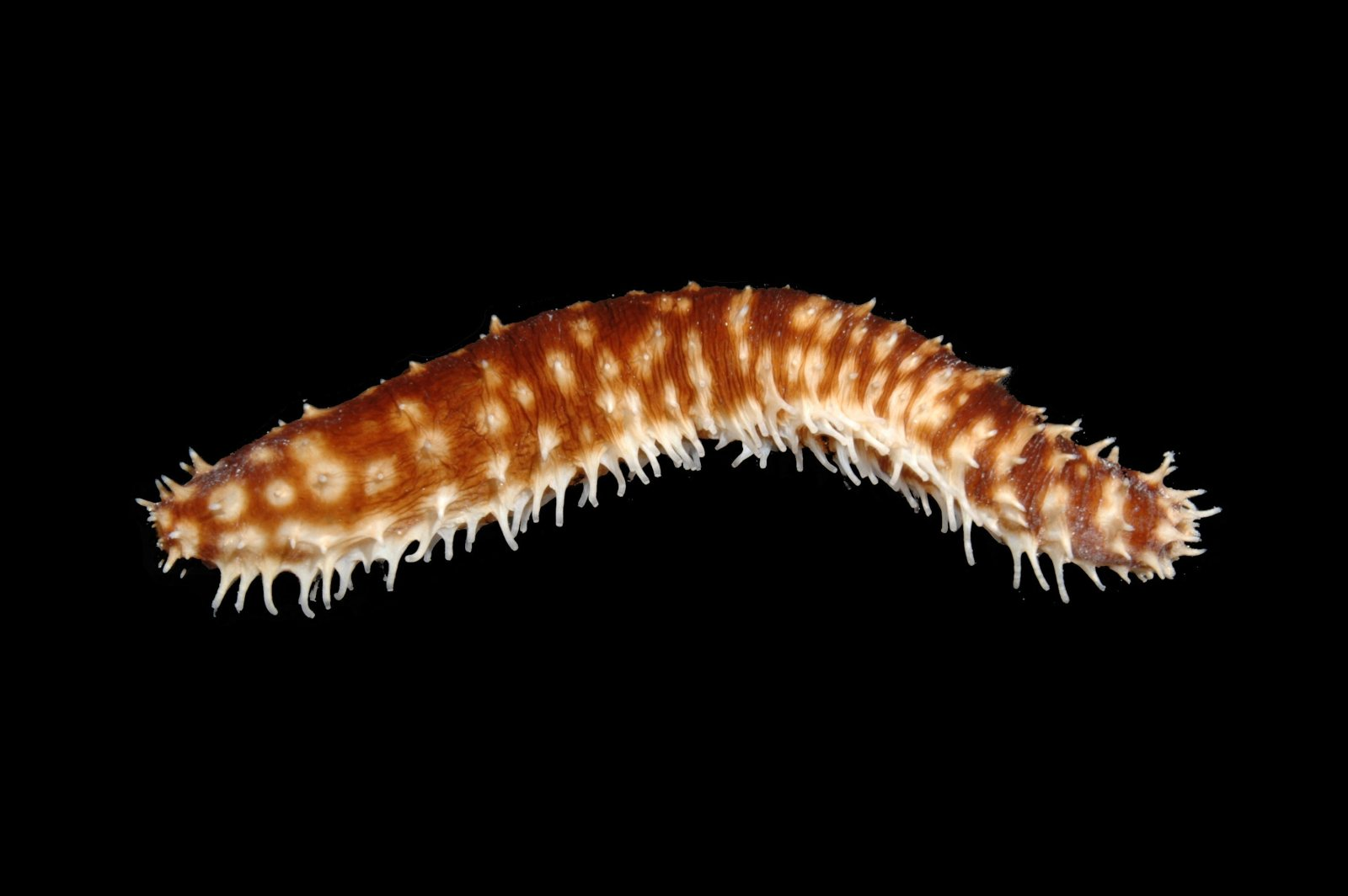
Holothuria hilla ‡
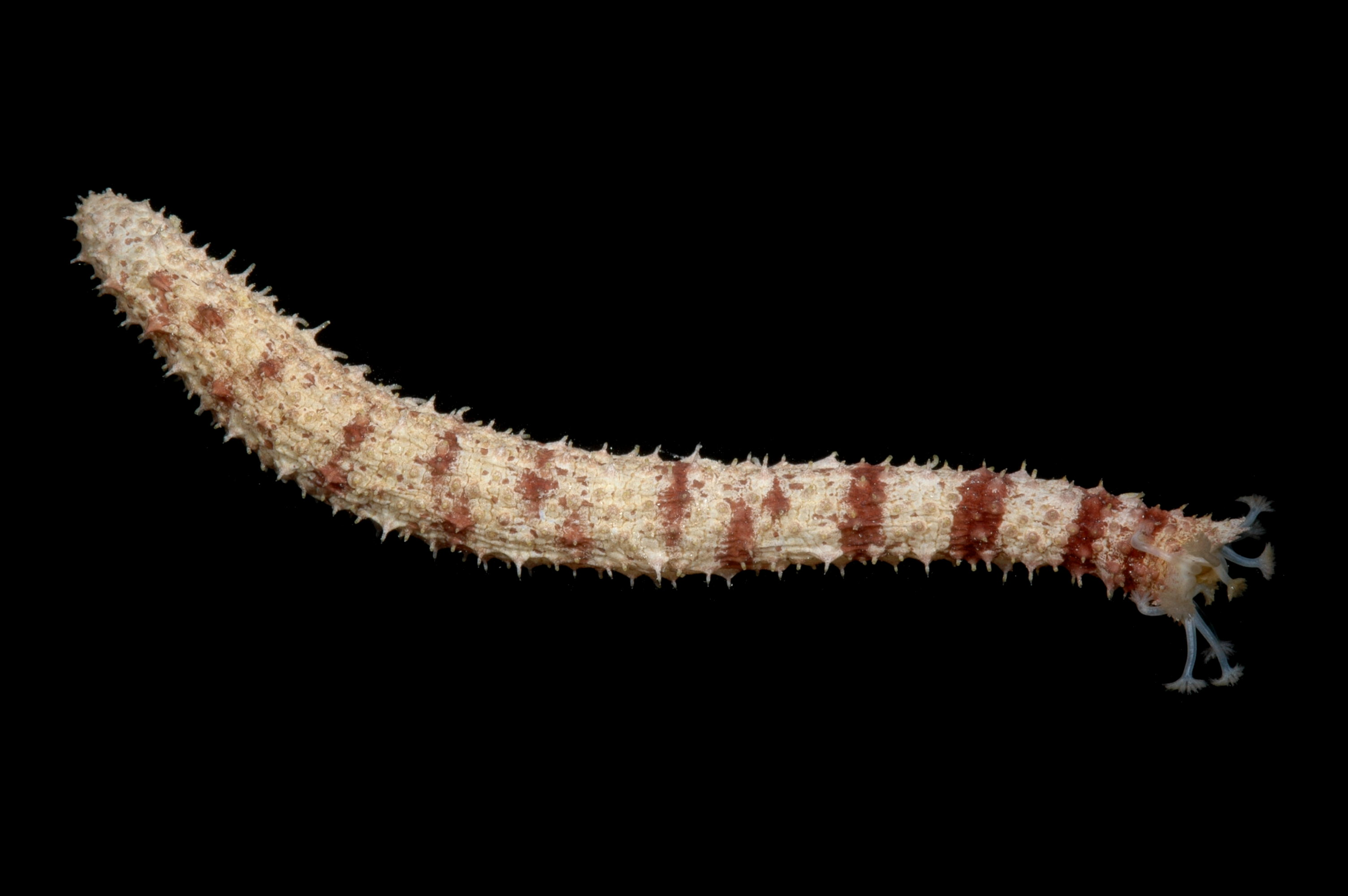
Holothuria impatiens ‡
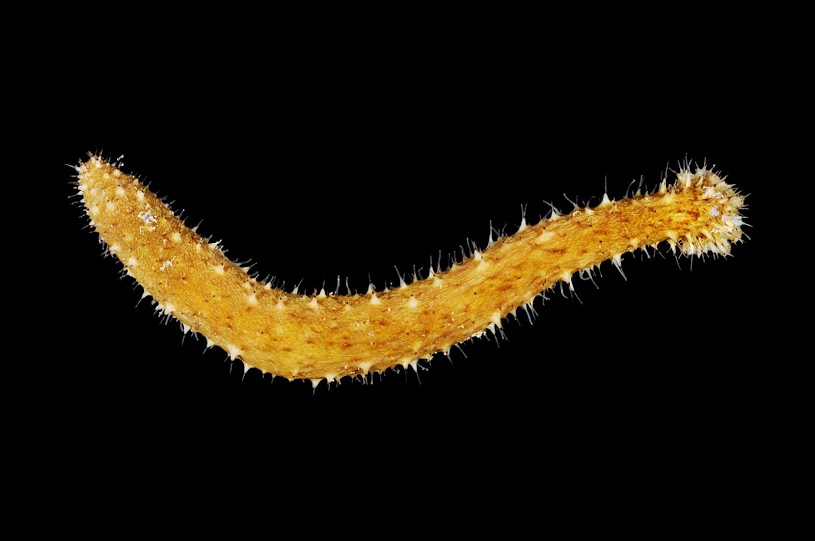
Holothuria olivacea ‡
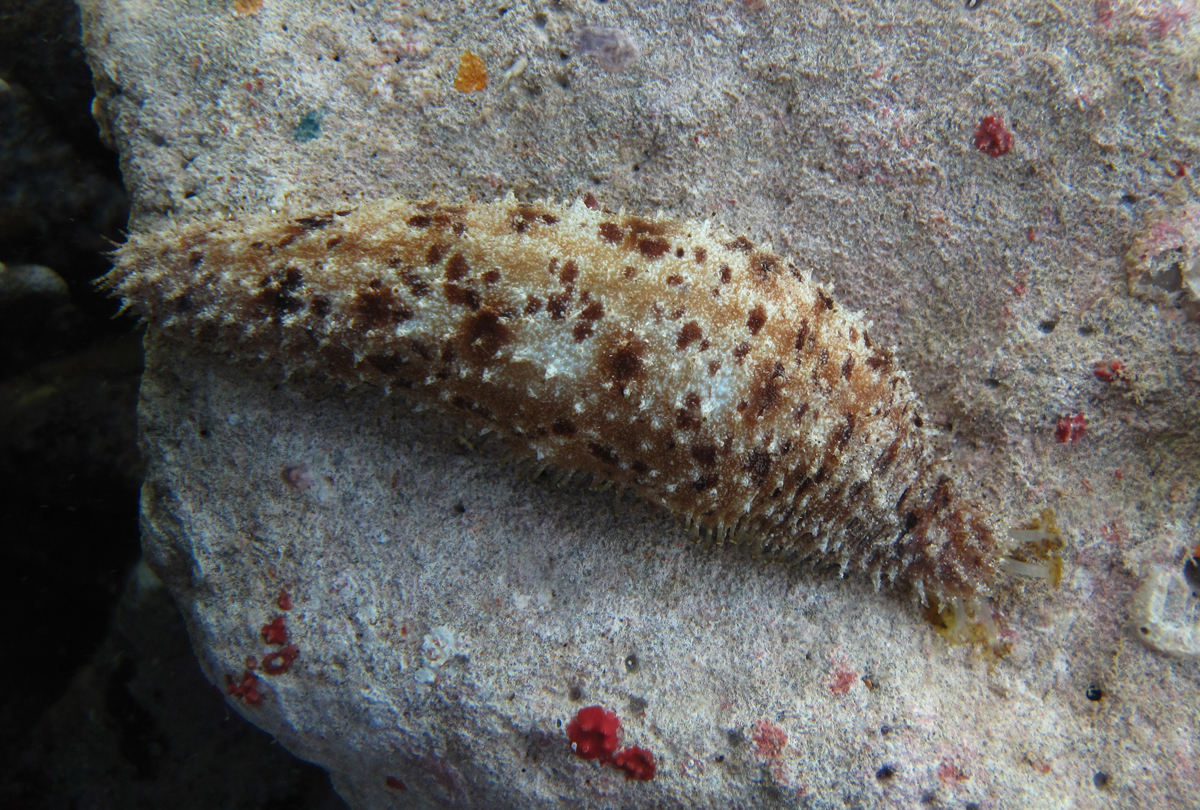
Holothuria pardalis ‡
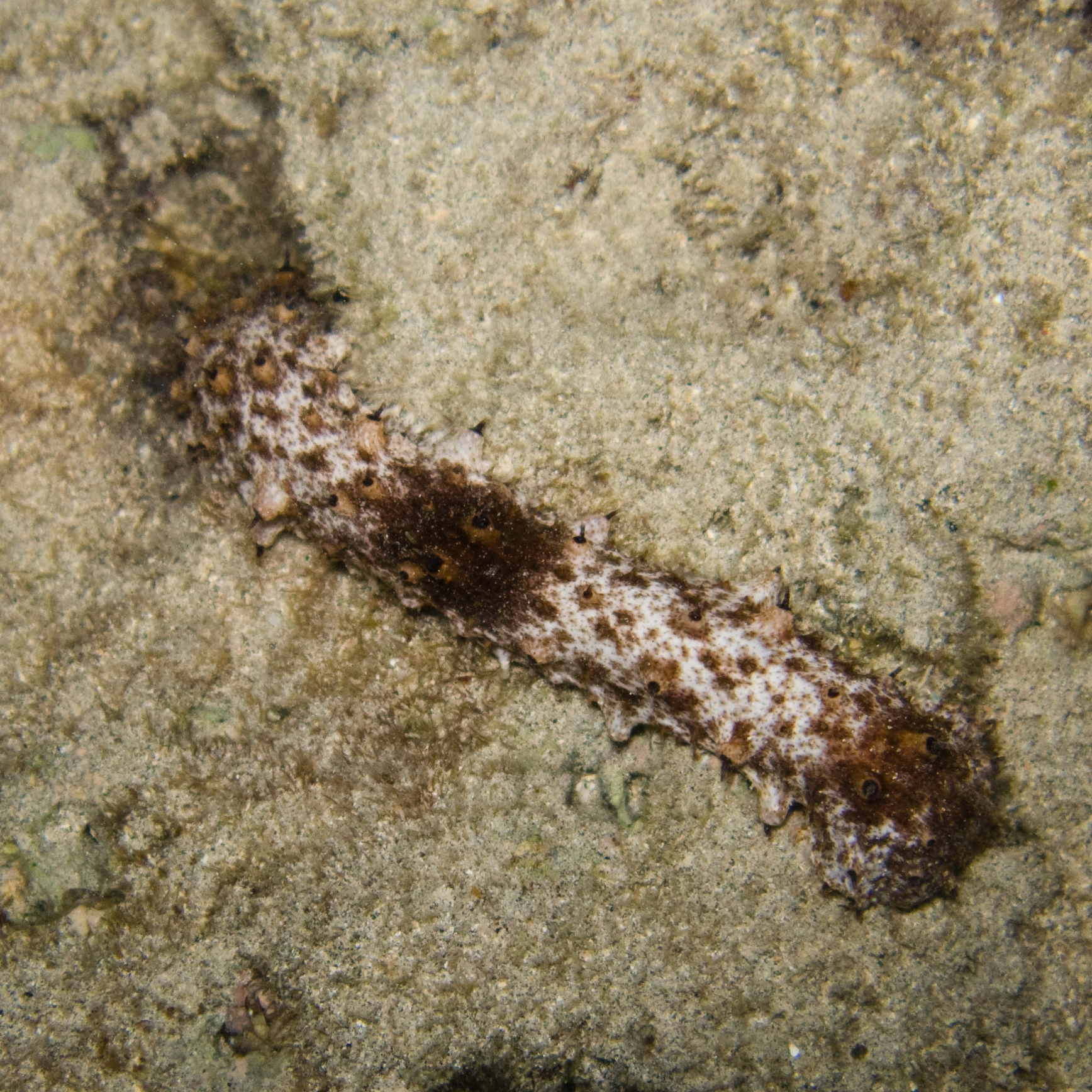
Holothuria pervicax
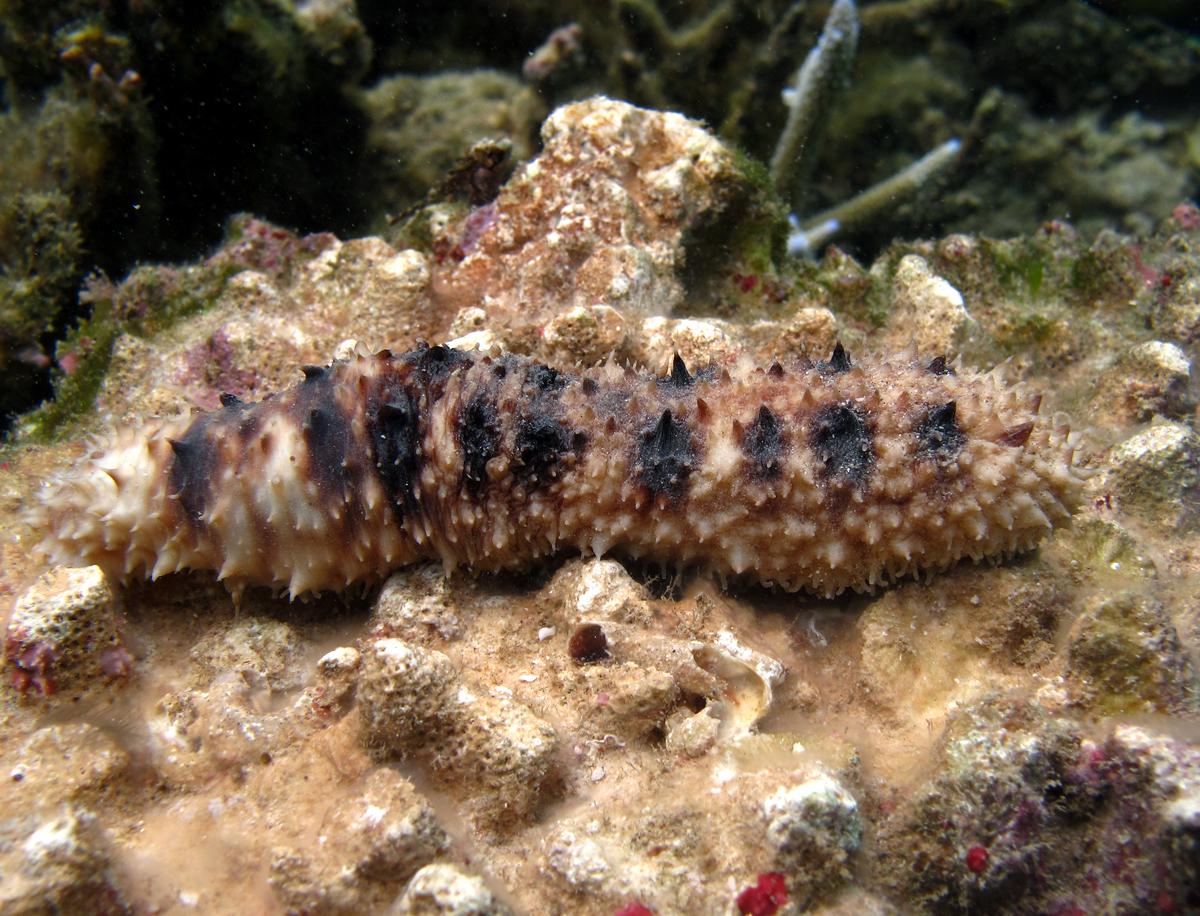
Holothuria verrucosa ‡
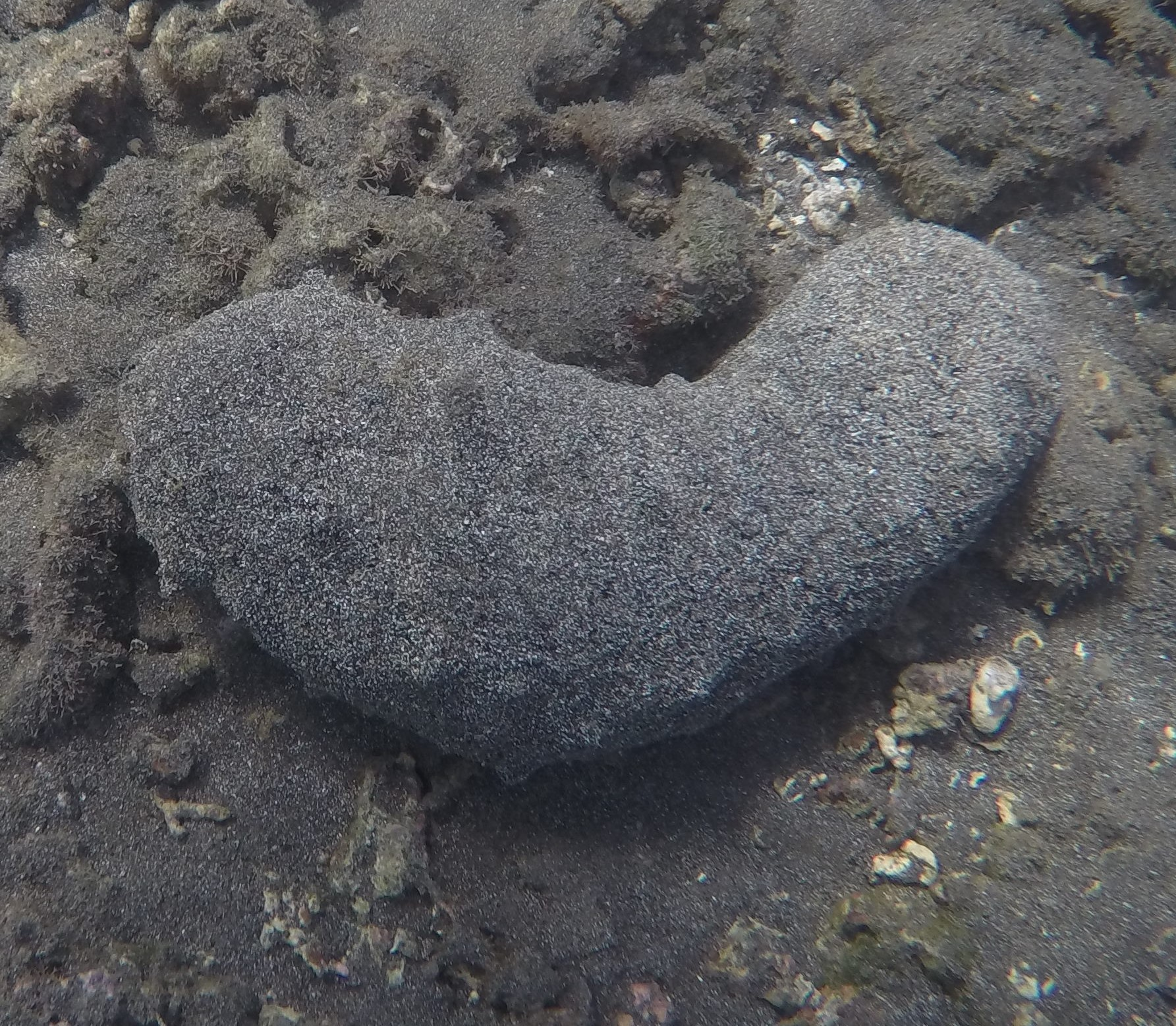
Holothuria whitmaei
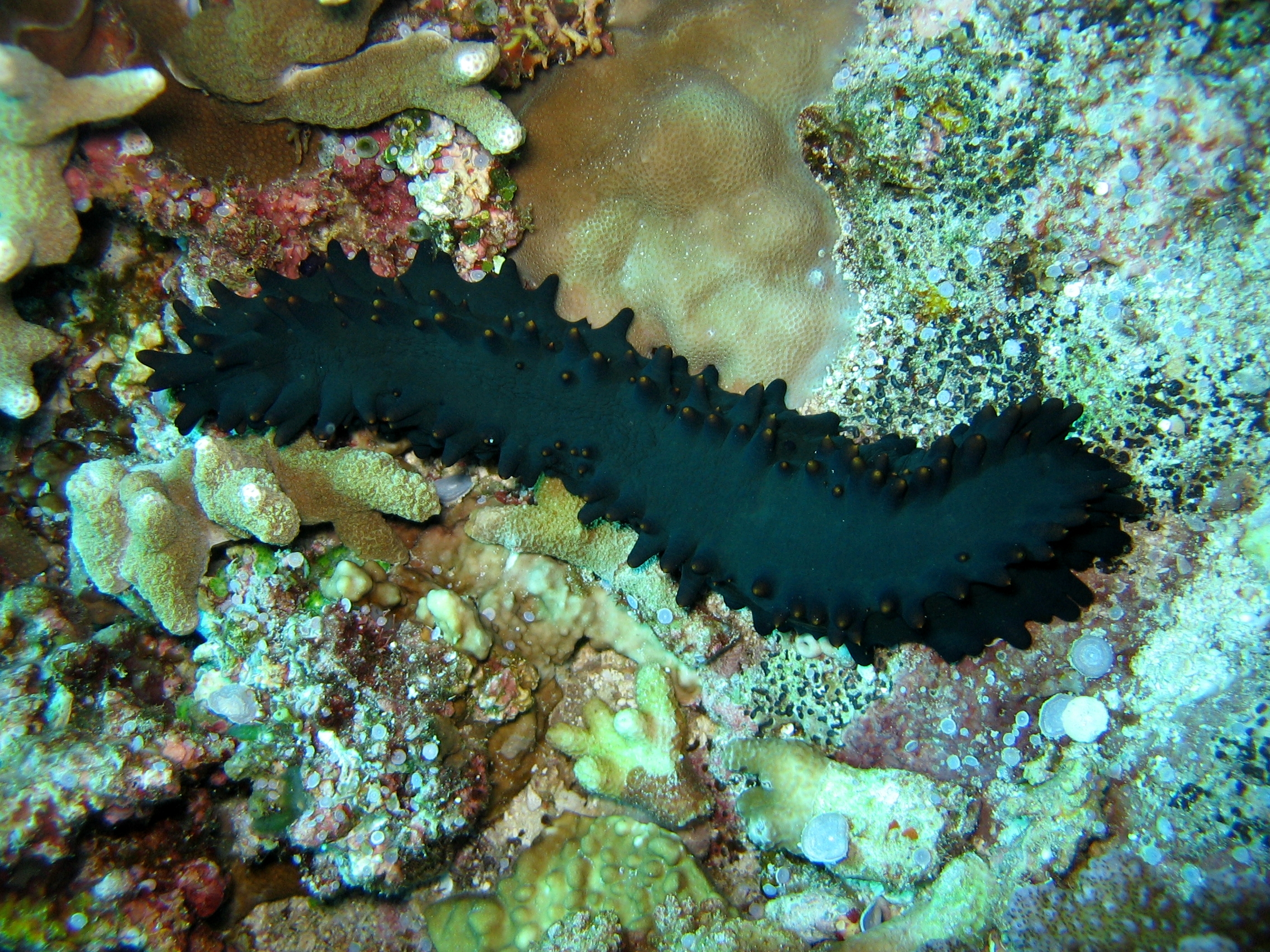
Stichopus chloronotus ‡
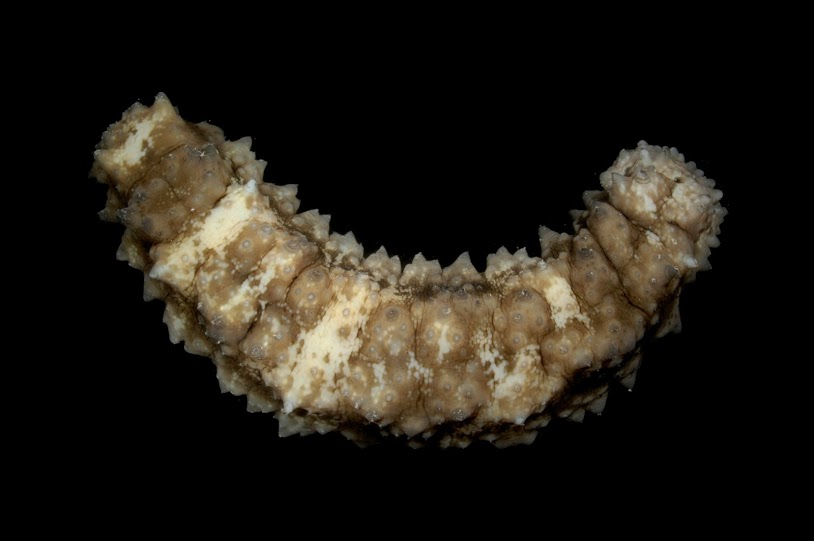
Stichopus horrens ‡
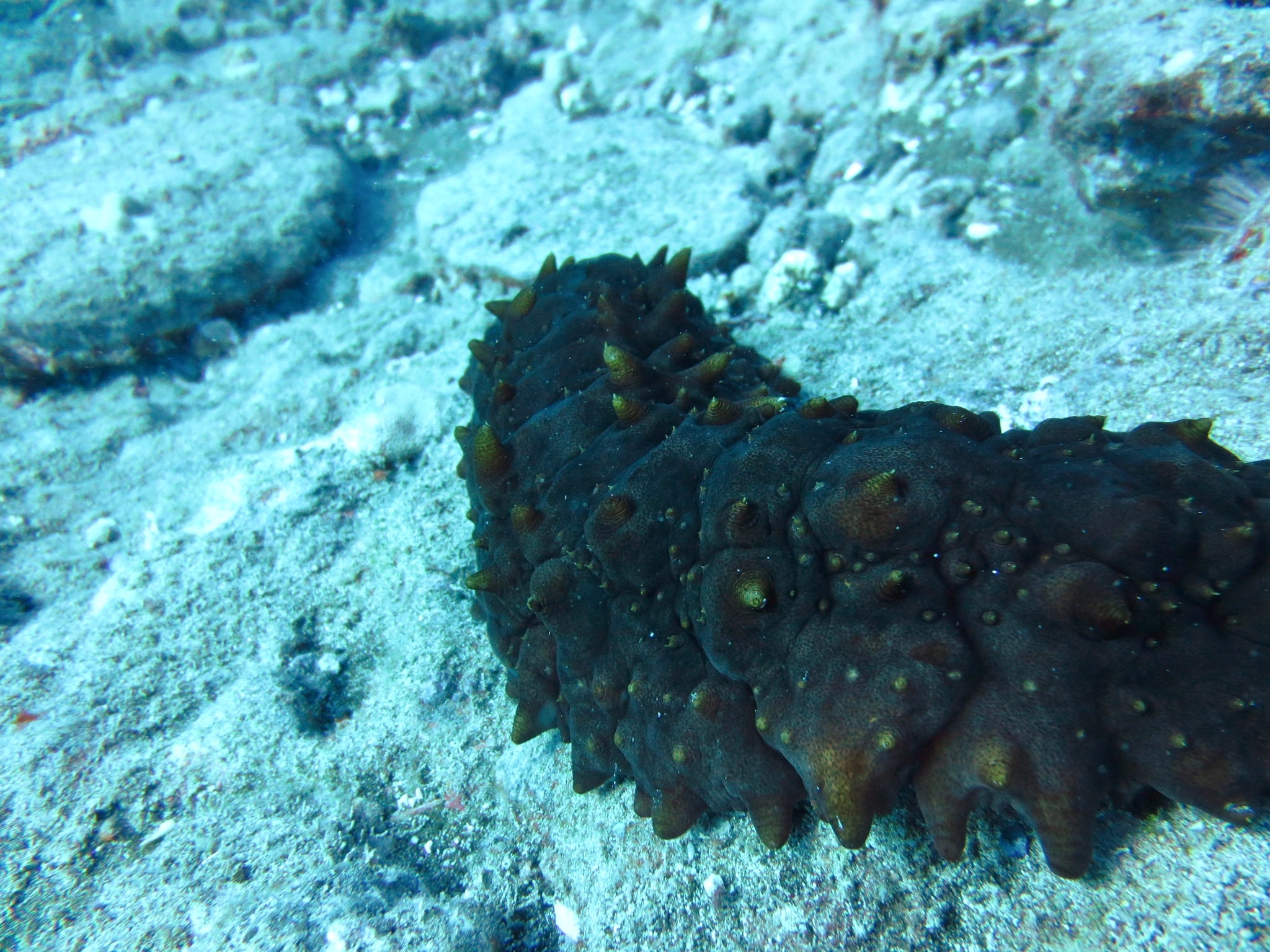
Stichopus pseudohorrens
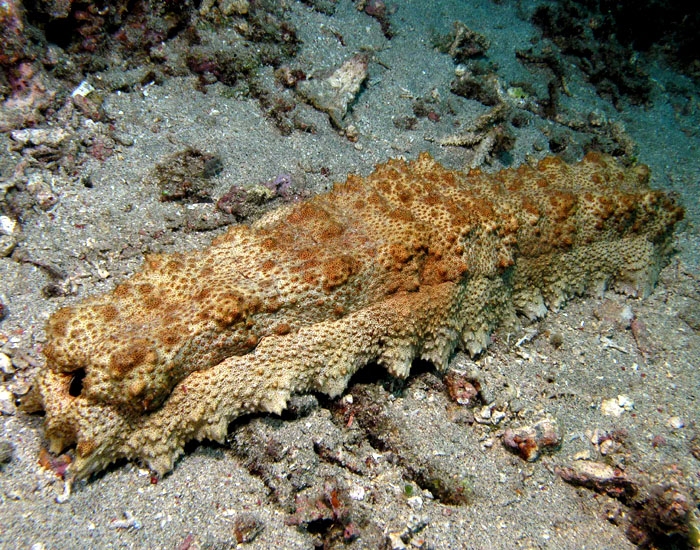
Thelenota anax ‡

Non illustrés : Epitomapta aumakua, Protankyra albatrossi (Ḣ), Thyonidium hawaiiense (Ḣ), Chiridota hawaiiensis (Ḣ) (apparemment synonyme de Chiridota rigida), Holothuria annulifera (Ḣ), Holothuria fuscorubra (Ḣ) (vicariante de H. leucospilota), Holothuria hawaiiensis (Ḣ), Holothuria inhabilis, Labidodemas semperianum.

### Sources

#### Publications scientifiques
- (en) H.L. Clark, Hawaiian and other Pacific Echini. The Pedinidae, Phymosomatidae, Stomopneustidae, Echinidae, Temnopleuridae, Strongylocentrotidae and Echinometridae, vol. 34, Memoirs of the Museum of Comparative Zoology, 1912, 180 p..
- (en) A.M. Clark et F.W.E. Rowe, Monograph of Shallow-water Indo-West Pacific Echinoderms, Londres, Trustees of the British Museum (Natural History), 1971, 238 p. (lire en ligne).
- (en) Fisher, W.K., « The starfishes of the Hawaiian islands », Bulletin of the United States Fish Commission,‎ 1906, p. 987-1130 (lire en ligne).
- (en) « Marine Invertebrates of the Hawaiian Islands », sur www2.bishopmuseum.org.
- (en) « Fact sheet - Endemic echinoderms from Hawaii », sur dlnr.hawaii.gov, Hawaii's Comprehensive Wildlife Conservation Strategy, 18 août 2005.

#### Ouvrages
- (en) John P. Hoover, Hawaii's Sea Creatures, a Guide to Hawaii's Marine Invertebrates, Honolulu, Mutual Publishing, 1999, 366 p. (lire en ligne).

#### Sites de référence en identification d'espèces marines
- « Données d'observations pour la reconnaissance et l'identification de la faune et de la flore subaquatiques », sur DORIS, site partenaire du MNHN géré par la CNEBS de la FFESSM.
- « Sous Les Mers », sur www.souslesmers.fr, administré par François Cornu.
- (en) « Marine Species Identification Portal », sur species-identification.org.

#### Sites spécialisés sur la région
- (en) « Phylum Echinodermata », sur marinelifephotography.com.
- (en) « Echinoderms », sur reefguide.org.
- (en) « Echinoderms of Hawai'i », sur coralreefnetwork.com.
- (en) Marta de Maintenon, « Hawaiian echinoderms », sur uhhmop.hawaii.edu.
- (en) « Deep-Sea Animal Guide - echinoderms », sur soest.hawaii.edu.

#### Bases de données taxinomiques
- (en) « World Register of Marine Species », sur World Register of Marine Species.
- (en) « Système d'information taxonomique intégré », sur ITIS.
- (en) « Sea Life Base », sur Sealifebase.org.